# スポーツマンNo.1決定戦 総合順位 種目別順位
ここではスポーツマンNo.1決定戦の成績などについて述べる。

## 炎のバトルシリーズ!!今夜決定!プロスポーツマンNo.1選手権
- 所属は当時の球団・チーム名で表記。

(1993年12月29日 19:00-20:54)スポーツマンNo.1決定戦I収録会場：東京体育館
総合順位(28人出場)
| 順位  | 名前     | P   | 競技・職業     | 所属                  |
| ----- | -------- | --- | -------------- | --------------------- |
| 第1位 | 田中幸雄 | 138 | プロ野球       | 日本ハムファイターズ  |
| 第2位 | 池谷幸雄 | 128 | 体操           | ホリプロ              |
| 第3位 | 高田延彦 | 118 | プロレス       | UWFインターナショナル |
| 第4位 | 千葉信哉 | 111 | アルペンスキー | 元KDD                 |
| 第5位 | 田村潔司 | 109 | プロレス       | UWFインターナショナル |
| 第6位 | 河本育之 | 104 | プロ野球       | 千葉ロッテマリーンズ  |
| 第7位 | 安生洋二 | 102 | プロレス       | UWFインターナショナル |
| 第8位 | 佐野直喜 | 090 | プロレス       | UWFインターナショナル |

以下の順位
| 順位   | 名前               | P   | 競技・職業       | 所属                         |
| ------ | ------------------ | --- | ---------------- | ---------------------------- |
| 第9位  | 山田勝彦           | 089 | プロ野球         | 阪神タイガース               |
| 第10位 | 片岡篤史           | 085 | プロ野球         | 日本ハムファイターズ         |
| 第11位 | 元木大介           | 084 | プロ野球         | 読売ジャイアンツ             |
| 第12位 | 竹原慎二           | 081 | ボクシング       | 沖ジム                       |
| 第12位 | 宮本和知           | 081 | プロ野球         | 読売ジャイアンツ             |
| 第14位 | 飯田覚士           | 079 | ボクシング       | 緑ボクシングジム             |
| 第15位 | 栗山英樹           | 072 | プロ野球         | 元ヤクルトスワローズ         |
| 第16位 | 井上真二           | 068 | プロ野球         | 読売ジャイアンツ             |
| 第17位 | ピューマ渡久地     | 061 | ボクシング       | 埼玉池田ジム                 |
| 第18位 | 金石勝智           | 058 | モータースポーツ | ヒーローズレーシング         |
| 第19位 | 定岡正二           | 054 | プロ野球         | 元読売ジャイアンツ           |
| 第20位 | 岡田秀樹           | 050 | モータースポーツ | 出光                         |
| 第20位 | 鈴木利男           | 050 | モータースポーツ | ラルース                     |
| 第20位 | 中谷明彦           | 050 | モータースポーツ | ブラバム                     |
| 第23位 | 深堀圭一郎         | 042 | ゴルフ           | フォーラムエンジニアリング   |
| 第24位 | 大久保博元         | 041 | プロ野球         | 読売ジャイアンツ             |
| 第25位 | 勇利アルバチャコフ | 037 | ボクシング       | 協栄ボクシングジム           |
| 第26位 | 芹澤信雄           | 035 | ゴルフ           | サンエー・インターナショナル |
| 第27位 | 芹澤大介           | 030 | ゴルフ           | フリー                       |
| 第28位 | 室田淳             | 022 | ゴルフ           | サメジマコーポレーション     |

種目別順位No.1
- 50m走 田中幸雄 6秒61[1]
- 生き残り腕立て伏せ 高田延彦 211回[2]
- 跳び箱 片岡篤史、池谷幸雄 13段+10 cm[3]
- 1vs1綱引き 田中幸雄[3]
- サバイバルレース 池谷幸雄 58秒03[4]

## プロスポーツマン大会
- Pは獲得ポイント。
- スペシャルバトルは総合ポイントに加算されない。
- 所属は当時の球団・チーム名で表記。

### 第1 - 5回（1995 - 1999年）

#### 第1回（1995年）
(1月1日 21:00-23:09)スポーツマンNo.1決定戦II 収録会場：東京ベイNKホール
総合順位(16人出場)
| 順位  | 名前     | P   | 競技・職業 | 所属                   |
| ----- | -------- | --- | ---------- | ---------------------- |
| 第1位 | 飯田哲也 | 345 | プロ野球   | ヤクルトスワローズ     |
| 第2位 | 武田修宏 | 305 | サッカー   | ヴェルディ川崎         |
| 第3位 | 秋田豊   | 300 | サッカー   | 鹿島アントラーズ       |
| 第4位 | 池谷幸雄 | 295 | 体操       | ホリプロ               |
| 第5位 | 小倉隆史 | 280 | サッカー   | 名古屋グランパスエイト |
| 第6位 | 内藤尚行 | 275 | プロ野球   | 千葉ロッテマリーンズ   |
| 第7位 | 清原和博 | 235 | プロ野球   | 西武ライオンズ         |
| 第7位 | 広沢克己 | 235 | プロ野球   | 読売ジャイアンツ       |

以下の順位
| 順位   | 名前       | P   | 競技・職業       | 所属                 |
| ------ | ---------- | --- | ---------------- | -------------------- |
| 第9位  | 佐々木誠   | 230 | プロ野球         | 西武ライオンズ       |
| 第10位 | 佐竹雅昭   | 165 | 格闘技           | 正道会館             |
| 第11位 | 外山英明   | 155 | バスケットボール | 大和証券             |
| 第12位 | 永井秀樹   | 150 | サッカー         | ヴェルディ川崎       |
| 第13位 | 藤原喜明   | 120 | プロレス         | 藤原組               |
| 第14位 | 阿部良則   | 090 | サッカー         | ヴェルディ川崎       |
| 第15位 | 薬師寺保栄 | 070 | ボクシング       | 松田ボクシングジム   |
| 第16位 | 伊良部秀輝 | 040 | プロ野球         | 千葉ロッテマリーンズ |

種目別結果
| BATTLE | 競技名            | 挑戦人数 | No.1                       | 記録  | 実況                                             | 備考                        |
| ------ | ----------------- | -------- | -------------------------- | ----- | ------------------------------------------------ | --------------------------- |
| 1st    | THE BAMBA         | 16人     | 佐々木誠                   |       | 古舘伊知郎                                       |                             |
| 2nd    | POWER FORCE       | 16人     | 内藤尚行                   |       | 武方直己                                         |                             |
| 3rd    | HORSE BOX         | 16人     | 飯田哲也、池谷幸雄         | 16段  | 戸崎貴広（13段まで） 古舘伊知郎（14段以降）      | 10段から試技開始(第6回まで) |
| 4th    | THE TUG-OF-WAR    | 16人     | 広沢克己                   |       | 古舘伊知郎                                       |                             |
| 5th    | DASH              | 16人     | 飯田哲也                   | 6秒29 | 戸崎貴広                                         |                             |
| 6th    | THE FINAL PUSH UP | 16人     | 池谷幸雄、秋田豊、佐竹雅昭 | 300回 | 古舘伊知郎                                       |                             |
| Final  | BEACH FLAGS       | 16人     | 飯田哲也                   |       | 武方直己（2回戦まで） 古舘伊知郎（準々決勝以降） |                             |

記念すべき第1回大会。HORSE BOX(アマチュア第1回以降の名称は「MONSTER BOX」) では、1993年に片岡篤史が記録した13段+10cmを上回る14段を秋田豊をはじめとする選手が次々と成功。最終的には飯田哲也と池谷幸雄が16段でNo.1を分け合うこととなった。
THE TUG-OF-WARでは、藤原喜明が清原和博を撃破。決勝は広沢克己が藤原を倒し種目別No.1を獲得。
POWER FORCEでは、広沢が清原を撃破。決勝は内藤尚行が広沢を倒し種目別No.1を獲得。
THE FINAL PUSH UPでは、3人が種目別No.1になるという珍事(決着が着かなかったため、競技打ち切り。この種目が行われたのはこの大会のみ)。
THE FINAL PUSH UPを終え、最終種目前に暫定1位だったのは小倉隆史。しかし、最終種目BEACH FLAGSにて小倉が1回戦敗退。立ち上がりもスピードも断トツの速さだったが、旗を取り損ねた。
初代総合No.1に輝いたのは、スピード系の2種目を含む、計3種目を制した飯田哲也。飯田がDASHで床の上で出した6秒29の記録は陸上競技用のスパイクを履けば5秒台に相当するという。
今大会のみ古舘伊知郎は、実況席での実況ではなくSASUKEでもお馴染みのカメラクレーンでの実況であった(今大会以降は初田啓介をはじめとするTBSアナウンサーと同様の実況席で実況を行っている)。
オープニングのラストカットはTHE TUG-OF-WAR  清原和博VS藤原喜明。

#### 第2回（1996年）
(1月2日 18:00-21:24)スポーツマンNo.1決定戦V 収録会場：幕張メッセ
総合順位(15人出場)
| 順位  | 名前     | P   | 競技・職業       | 所属               | 備考         |
| ----- | -------- | --- | ---------------- | ------------------ | ------------ |
| 第1位 | 長谷川誠 | 500 | バスケットボール | 松下電器           |              |
| 第2位 | 池谷幸雄 | 430 | 体操             | ホリプロ           | 前回総合4位  |
| 第3位 | 垣内哲也 | 320 | プロ野球         | 西武ライオンズ     |              |
| 第3位 | 藤原喜明 | 320 | プロレス         | 藤原組             | 前回総合13位 |
| 第5位 | 大塚光二 | 280 | プロ野球         | 西武ライオンズ     |              |
| 第5位 | 外山英明 | 280 | バスケットボール | 大和証券           | 前回総合11位 |
| 第7位 | 飯田哲也 | 260 | プロ野球         | ヤクルトスワローズ | 前回総合No.1 |
| 第8位 | 森下仁志 | 250 | サッカー         | ガンバ大阪         |              |

以下の順位
| 順位   | 名前     | P   | 競技・職業 | 所属                       | 備考         |
| ------ | -------- | --- | ---------- | -------------------------- | ------------ |
| 第9位  | 金森栄治 | 180 | プロ野球   | ヤクルトスワローズ         |              |
| 第10位 | 岡部哲也 | 170 | スキー     |                            |              |
| 第11位 | 佐竹雅昭 | 120 | 格闘技     | 正道会館                   | 前回総合10位 |
| 第12位 | 山本和範 | 080 | プロ野球   | 近鉄バファローズ           |              |
| 第12位 | 苫篠賢治 | 080 | プロ野球   | ヤクルトスワローズ         |              |
| 第14位 | 磯貝洋光 | 070 | サッカー   | ガンバ大阪                 |              |
| 第14位 | 吉岡稔真 | 070 | 競輪       | 日本競輪選手会福岡支部所属 |              |

種目別結果
| BATTLE | 競技名           | 挑戦人数 | No.1     | 記録                          | 実況       | 備考                                              |
| ------ | ---------------- | -------- | -------- | ----------------------------- | ---------- | ------------------------------------------------- |
| 1st    | BEACH FLAGS      | 13人     | 池谷幸雄 |                               | 初田啓介   |                                                   |
| 2nd    | MONSTER BOX      | 11人     | 池谷幸雄 | 18段                          | 古舘伊知郎 | 大塚光二、長谷川誠 16段(プロスポーツマン記録タイ) |
| 3rd    | THE TUG-OF-WAR   | 14人     | 藤原喜明 |                               | 武方直己   |                                                   |
| 4th    | DASH             | 14人     | 飯田哲也 | 6秒26(プロスポーツマン新記録) | 初田啓介   |                                                   |
| 5th    | POWER FORCE      | 12人     | 長谷川誠 |                               | 古舘伊知郎 |                                                   |
| Final  | THE GALLON THROW | 11人     | 外山英明 | 5m25cm                        | 古舘伊知郎 | 4m00cmから試技開始                                |

跳び箱世界選手権・MONSTER BOX(11人出場)
| 順位   | 名前                 | 記録               | 国籍       | 競技            | 備考                         |
| ------ | -------------------- | ------------------ | ---------- | --------------- | ---------------------------- |
| 第1位  | 池谷直樹             | 20段(世界記録タイ) | 日本       | 体操            | 自己記録20段(世界記録保持者) |
| 第2位  | アレン・ジョンソン   | 19段               | アメリカ   | 110mハードル    | 初挑戦                       |
| 第3位  | スコット・ハフマン   | 17段               | アメリカ   | 棒高跳          | 初挑戦                       |
| 第3位  | デリック・アドキンス | 17段               | アメリカ   | 400mハードル    | 初挑戦                       |
| 第5位  | セルゲイ・ブブカ     | 16段               | ウクライナ | 棒高跳          | 初挑戦                       |
| 第5位  | イヴァン・ペドロソ   | 16段               | キューバ   | 走り幅跳び      | 初挑戦                       |
| 第5位  | ジョン・ドラモンド   | 16段               | アメリカ   | 60m・100m・200m | 初挑戦                       |
| 第5位  | トロイ・ケンプ       | 16段               | バハマ     | 走り高跳び      | 初挑戦                       |
| 第9位  | ハビエル・ソトマヨル | 15段               | キューバ   | 走り高跳び      | 初挑戦                       |
| 第10位 | ワシリー・ブブカ     | 14段               | ウクライナ | 棒高跳          | 初挑戦                       |
| 第11位 | K・S・トンプソン     | 13段               | アメリカ   | 走り幅跳び      | 初挑戦                       |

池谷幸雄が過去2大会(アマチュアを含めた)で2位だったBEACH FLAGSで決勝で森下仁志に差をつけて勝利し、念願の種目別No.1を獲得。
MONSTER BOXでは長谷川誠と大塚光二が当時のプロスポーツマンタイ記録となる16段をマークした。この種目は、池谷が自己タイ記録の18段を成功させ、種目別連覇を達成。今大会で唯一二冠を達成した。その後、自己新記録の19段に挑むも失敗に終わった。
長谷川はPOWER FORCEで藤原喜明を破り種目別No.1を獲得し、全体として安定した活躍で総合No.1に輝いた。この大会の1年後長谷川とTHE GALLON THROWのNo.1に輝いた外山英明は日本人初のバスケットボールのプロ契約選手になり、当時マイナーなスポーツであったバスケットボールを広く知られることとなり、本番組はその先駆けとなった。
ディフェンディングチャンピオンだった飯田哲也はDASHで種目別2連覇を成し遂げるも競技中に怪我をして戦線離脱し、総合7位で終える。
スペシャルバトルの跳び箱世界選手権は、陸上のメダリストや世界記録保持者が出場。日本からは、世界記録保持者の池谷直樹が出場した。注目のセルゲイ・ブブカが16段と期待外れの記録に終わる中、110mハードルのアレン・ジョンソンが活躍。初挑戦にして19段の記録を残した。最終的には、自らの持つ世界記録である20段を成功させた池谷がNo.1に輝いた。
オープニングのラストカットは池谷幸雄のTHE GALLON THROW　4m50cm。

#### 第3回（1997年）
(1月2日 21:00-23:04)スポーツマンNo.1決定戦VIII 収録会場：東京ベイNKホール
総合順位(16人出場)
| 順位  | 名前       | P  | 競技・職業 | 所属                 | 備考          |
| ----- | ---------- | -- | ---------- | -------------------- | ------------- |
| 第1位 | 松井稼頭央 | 69 | プロ野球   | 西武ライオンズ       |               |
| 第2位 | 秋山幸二   | 47 | プロ野球   | 福岡ダイエーホークス |               |
| 第3位 | 垣内哲也   | 44 | プロ野球   | 西武ライオンズ       | 前回総合3位   |
| 第4位 | 城友博     | 42 | プロ野球   | ヤクルトスワローズ   |               |
| 第5位 | 清原和博   | 41 | プロ野球   | 読売ジャイアンツ     | 前々回総合7位 |
| 第6位 | 武田修宏   | 40 | サッカー   | ジュビロ磐田         | 前々回総合2位 |
| 第7位 | 浜名千広   | 39 | プロ野球   | 福岡ダイエーホークス |               |
| 第8位 | 秦真司     | 30 | プロ野球   | ヤクルトスワローズ   |               |
| 第8位 | 藤原喜明   | 30 | プロレス   | 藤原組               | 前回総合3位   |

以下の順位
| 順位   | 名前       | P  | 競技・職業 | 所属                       | 備考           |
| ------ | ---------- | -- | ---------- | -------------------------- | -------------- |
| 第10位 | 飯田哲也   | 25 | プロ野球   | ヤクルトスワローズ         | 前回総合7位    |
| 第10位 | 佐竹雅昭   | 25 | 格闘技     | 正道会館                   | 前回総合11位   |
| 第12位 | 澤登正朗   | 24 | サッカー   | 清水エスパルス             |                |
| 第13位 | 長谷川健太 | 17 | サッカー   | 清水エスパルス             |                |
| 第14位 | 高橋智     | 15 | プロ野球   | オリックス・ブルーウェーブ |                |
| 第15位 | 石井琢朗   | 11 | プロ野球   | 横浜ベイスターズ           |                |
| 第16位 | 永井秀樹   | 05 | サッカー   | 清水エスパルス             | 前々回総合12位 |

種目別結果
| BATTLE | 競技名           | 挑戦人数 | No.1       | 記録                           | 実況       | 備考                           |
| ------ | ---------------- | -------- | ---------- | ------------------------------ | ---------- | ------------------------------ |
| 1st    | DEAD MAN'S DROP  | 16人     | 秋山幸二   |                                | 初田啓介   |                                |
| 2nd    | DASH             | 12人     | 松井稼頭央 | 6秒07(プロスポーツマン新記録)  | 朝岡聡     |                                |
| 3rd    | THE TUG-OF-WAR   | 13人     | 藤原喜明   |                                | 朝岡聡     |                                |
| 4th    | SHOT-GUN-TOUCH   | 11人     | 松井稼頭央 | 13m00cm(世界新記録)            | 古舘伊知郎 | 11m00cmから試技開始(第8回まで) |
| Final  | THE GALLON THROW | 13人     | 垣内哲也   | 5m70cm(プロスポーツマン新記録) | 古舘伊知郎 | 4m50cmから試技開始             |

跳び箱日本シリーズ・MONSTER BOX(3人出場)
| 名前     | 記録                         | 競技・職業       | 所属               | 備考                                     |
| -------- | ---------------------------- | ---------------- | ------------------ | ---------------------------------------- |
| 飯田哲也 | 17段(プロスポーツマン新記録) | プロ野球         | ヤクルトスワローズ | 自己記録16段(プロスポーツマン記録保持者) |
| 大塚光二 | 17段(プロスポーツマン新記録) | プロ野球         | 西武ライオンズ     | 自己記録16段(プロスポーツマン記録保持者) |
| 長谷川誠 | 16段                         | バスケットボール | ゼクセル           | 自己記録16段(プロスポーツマン記録保持者) |

DEAD MAN'S DROPでは決勝で秋山幸二が佐竹雅昭を破り優勝。佐竹は2秒で落下し、決勝は最も速い時間で決着した。DASHでは2連覇中の飯田が予選の第1組で登場し、後半流したにもかかわらずいきなり6秒25を出し記録を更新。2組目にはこの大会のためにランニングシューズを特注してきたという浜名千広が6秒26を記録し、準決勝での飯田との対戦が決まる。第3組では城友博が石井琢朗を破り、6秒33で準決勝進出。第4組で登場した松井稼頭央が後半歩いてゴールしながら1組目で飯田が記録した6秒25を0.01秒上回る6秒24を記録。準決勝では1組目で飯田が6秒14、浜名が6秒29で飯田が勝利し、その後松井はそれを上回る6秒11を記録した。決勝では飯田が1度フライング。2度目でスタートし、スタートはほぼ同時だったが10メートルを過ぎると松井に徐々にリードされ、敗北。松井に6秒07を記録され、背中を見ながら走るという大差で松井に敗れた。
THE TUG-OF-WARでは清原和博が1回戦で城を、2回戦で澤登正朗を秒殺し、藤原喜明も2回戦で飯田を秒殺し共に準決勝進出。藤原は準決勝で前回の決勝の相手である垣内哲也に勝利。清原も準決勝で佐竹と対戦し勝利。決勝では藤原が清原を破り、47歳にして2連覇を果たした。
SHOT-GUN-TOUCHでは松井が12m40cmでまだ誰もクリアしていない状況の中ダイビングもせずクリア。2回目に挑んだ城が失敗し、松井のNo.1が確定。自己申告が許された松井は、マーク・クリアが持つ世界記録12m60cmを上回る12m70cmを申告。1回目は失敗するも2回目で成功。その後12m80cm、12m90cm、13m00cmを成功させ、一気に25ポイントを稼いだ。
THE GALLON THROWでも松井は5m20cmを成功させ、5m30cmは失敗したものの総合No.1がほぼ確定。垣内と清原が次の5m40cmに挑んだ。垣内は樽の頂点が6mを軽々超える余裕のクリアをしてみせたが、清原はこの距離で2度失敗し、垣内のTHE GALLON THROWNo.1が決定。垣内は5m60cmも楽々クリアし、総合3位の城と並び、更にスポーツマン新記録となる5m70cmもクリアし、総合単独3位となった。
今大会は、プロスポーツマン大会で唯一MONSTER BOXが行われなかったが、スペシャルバトルとして開催され、16段のプロスポーツマン記録保持者である飯田、大塚光二、長谷川誠が参戦。全員16段を一発成功し17段、長谷川は2度の試技を失敗。飯田は1回目、大塚は2回目の試技で共に成功させプロスポーツマン新記録を樹立した。
オープニングのラストカットは清原和博のTHE GALLON THROW　5m20cm。

#### 第4回（1998年）
(1月1日 18:00-20:54)スポーツマンNo.1決定戦X 収録会場：パシフィコ横浜
総合順位(19人出場)
| 順位  | 名前       | P   | 競技・職業 | 所属                 | 備考         |
| ----- | ---------- | --- | ---------- | -------------------- | ------------ |
| 第1位 | 緒方孝市   | 560 | プロ野球   | 広島東洋カープ       |              |
| 第2位 | 秋山幸二   | 540 | プロ野球   | 福岡ダイエーホークス | 前回総合2位  |
| 第3位 | 松井稼頭央 | 495 | プロ野球   | 西武ライオンズ       | 前回総合No.1 |
| 第4位 | 村松有人   | 415 | プロ野球   | 福岡ダイエーホークス |              |
| 第5位 | アレックス | 320 | サッカー   | 清水エスパルス       |              |
| 第6位 | 金本知憲   | 308 | プロ野球   | 広島東洋カープ       |              |
| 第7位 | 大榎克己   | 270 | サッカー   | 清水エスパルス       |              |
| 第8位 | 服部浩紀   | 246 | サッカー   | 横浜フリューゲルス   |              |

以下の順位
| 順位   | 名前                 | P   | 競技・職業 | 所属                         | 備考         |
| ------ | -------------------- | --- | ---------- | ---------------------------- | ------------ |
| 第9位  | 吉田孝行             | 230 | サッカー   | 横浜フリューゲルス           |              |
| 第10位 | ヒクソン・グレイシー | 215 | 総合格闘技 | ヒクソン・グレイシー柔術所属 |              |
| 第11位 | 古田敦也             | 200 | プロ野球   | ヤクルトスワローズ           |              |
| 第12位 | 真中満               | 136 | プロ野球   | ヤクルトスワローズ           |              |
| 第13位 | 谷繁元信             | 095 | プロ野球   | 横浜ベイスターズ             |              |
| 第14位 | 武田修宏             | 081 | サッカー   | 京都パープルサンガ           | 前回総合6位  |
| 第15位 | 三浦淳宏             | 080 | サッカー   | 横浜フリューゲルス           |              |
| 第16位 | 新庄剛志             | 060 | プロ野球   | 阪神タイガース               |              |
| 第17位 | 佐竹雅昭             | 055 | 格闘技     | 正道会館                     | 前回総合10位 |
| 第18位 | 城彰二               | 05  | サッカー   | 横浜マリノス                 |              |
| 第19位 | 藤吉信次             | 0   | サッカー   | 京都パープルサンガ           |              |

種目別結果
| BATTLE | 競技名             | 挑戦人数 | No.1                 | 記録                          | 実況                                           | 備考 |
| ------ | ------------------ | -------- | -------------------- | ----------------------------- | ---------------------------------------------- | ---- |
| 1st    | THE BEST OF TUGGER | 16人     | ヒクソン・グレイシー |                               | 初田啓介                                       |      |
| 2nd    | DEAD MAN'S DROP    | 16人     | ヒクソン・グレイシー |                               | 初田啓介（2回戦まで） 古舘伊知郎（準決勝以降） |      |
| 3rd    | THIRTY             | 16人     | 村松有人             |                               |                                                |      |
| 4th    | MONSTER BOX        | 15人     | 緒方孝市             | 18段(プロスポーツマン新記録)  | 初田啓介（14段まで） 古舘伊知郎（15段以降）    |      |
| 5th    | DASH               | 14人     | 松井稼頭央           | 6秒06(プロスポーツマン新記録) | 朝岡聡                                         |      |
| 6th    | TAIL IMPOSSIBLE    | 10人     | アレックス           |                               | 朝岡聡                                         |      |
| 7th    | THE GALLON THROW   | 15人     | 秋山幸二             | 6m20cm(世界新記録)            | 古舘伊知郎                                     |      |
| Final  | SHOT-GUN-TOUCH     | 12人     | 緒方孝市             | 13m20cm(世界新記録)           | 古舘伊知郎                                     |      |

スピードバトル世界一決定戦(女子7人出場・男子5人出場) 収録会場：東京ベイNKホール
女子
| 名前                 | 国籍       | 競技                 | 備考                 |
| -------------------- | ---------- | -------------------- | -------------------- |
| マリーン・オッティ   | ジャマイカ | 50m・60m・100m・200m | MONSTER BOX 棄権     |
| マリオン・ジョーンズ | アメリカ   | 100m・200m・400m     | MONSTER BOX 記録14段 |
| ニキ・クサンスー     | ギリシャ   | 走幅跳               | MONSTER BOX 記録6段  |
| ハンネ・ホーグランド | ノルウェー | 走幅跳               | MONSTER BOX 記録11段 |
| サルカ・カスパルコワ | チェコ     | 三段跳               | MONSTER BOX 記録11段 |
| 金沢イボンヌ         | 日本       | 100mハードル         | MONSTER BOX 記録12段 |
| 新井初佳             | 日本       | 60m・100m・200m      | MONSTER BOX 不参加   |

種目別結果
| BATTLE | 競技名      | 挑戦人数 | No.1                 | 記録 | 実況   | 備考            |
| ------ | ----------- | -------- | -------------------- | ---- | ------ | --------------- |
| SP     | BEACH FLAGS | 7人      | マリオン・ジョーンズ |      | 椎野茂 |                 |
| SP     | MONSTER BOX | 5人      | マリオン・ジョーンズ | 14段 | 椎野茂 | 6段から試技開始 |

男子
| 名前               | 国籍                 | 競技            | 備考                       |
| ------------------ | -------------------- | --------------- | -------------------------- |
| モーリス・グリーン | アメリカ             | 100m・200m      | SHOT-GUN-TOUCH 記録12m00cm |
| アト・ボルドン     | トリニダード・トバゴ | 100m・200m      | SHOT-GUN-TOUCH 記録12m70cm |
| ジョン・ドラモンド | アメリカ             | 60m・100m・200m | SHOT-GUN-TOUCH 記録12m70cm |
| ゲイル・モーエン   | ノルウェー           | 100m・200m      | SHOT-GUN-TOUCH 記録11m00cm |
| 井上悟             | 日本                 | 100m            | SHOT-GUN-TOUCH 記録13m10cm |

種目別結果
| BATTLE | 競技名         | 挑戦人数 | No.1           | 記録                | 実況       | 備考 |
| ------ | -------------- | -------- | -------------- | ------------------- | ---------- | ---- |
| SP     | BEACH FLAGS    | 5人      | アト・ボルドン |                     |            |      |
| SP     | SHOT-GUN-TOUCH | 5人      | 井上悟         | 13m10cm(世界新記録) | 古舘伊知郎 |      |

今大会注目を集めた初出場のヒクソン・グレイシーがTHE BEST OF TUGGER決勝で古田敦也を、DEAD MAN'S DROP決勝で村松有人を降し、オープニング2種目連続の種目別No.1を獲得。
MONSTER BOXでは、緒方孝市、アレックス(現・三都主アレサンドロ)が共にプロスポーツマン記録の17段を越える成果をあげたが、緒方がそれを上回る18段のプロスポーツマン新記録を打ちたて種目別No.1に。その他、初挑戦の服部浩紀と吉田孝行が16段を記録。アレックスはその後、持ち前のスタミナでTAIL IMPOSSIBLEのNo.1となっている。なお、新庄剛志は跳び箱で左膝を強打して負傷し、残り競技はリタイアとなる。
DASHでは、決勝で緒方孝市との一騎討ちを制した松井稼頭央がこの種目の2連覇達成。記録でも0.01秒更新した。
THE GALLON THROWでは、秋山幸二が当時のプロスポーツマン新記録である5m80cmをクリアし、暫定総合2位の村松有人の差を、5P差で暫定総合9位から暫定総合1位に立った。秋山は続けて前人未到の高さである6m00cmに挑戦し、これもまたクリア。最終的に6m20cmもクリアし、世界記録樹立。さらに120p獲得し、大きく引き離した。
SHOT-GUN-TOUCHでは、DASH同様松井稼頭央と緒方が活躍し、13m00cmを両者成功させる。そして、緒方が世界記録13m20cmを成功し、秋山と緒方の得点差、215Pを逆転し、総合No.1とSHOT-GUN-TOUCHの世界新記録と2つの栄冠を同時に手にした。秋山は最後に逆転負けで、前回に続き総合2位。松井は決めれば1位の状況で13m20cmを失敗し、2連覇を逃した。
スピードバトル世界一決定戦では、マリオン・ジョーンズが活躍。中でもMONSTER BOXでは、当時の女子歴代2位である14段を記録した。
オープニングのラストカットは緒方孝市のSHOT-GUN-TOUCH 13m20cm。

#### 第5回（1999年）
(1月1日 18:00-21:24)スポーツマンNo.1決定戦XIII　収録会場：幕張メッセ
総合順位(16人出場)
| 順位  | 名前           | P   | 競技・職業 | 所属                           | 備考                        |
| ----- | -------------- | --- | ---------- | ------------------------------ | --------------------------- |
| 第1位 | 飯田哲也       | 380 | プロ野球   | ヤクルトスワローズ             | 前々回総合10位              |
| 第2位 | 河口正史       | 360 | アメフト   | アムステルダム・アドミラルズ   |                             |
| 第3位 | 吉原孝介       | 330 | プロ野球   | 読売ジャイアンツ               |                             |
| 第4位 | ケイン・コスギ | 300 | 俳優       | サンミュージックプロダクション | 芸能人サバイバルバトル3連覇 |
| 第5位 | 中山雅史       | 290 | サッカー   | ジュビロ磐田                   |                             |
| 第5位 | 広沢克         | 290 | プロ野球   | 読売ジャイアンツ               | 第1回大会総合7位            |
| 第7位 | 宮本慎也       | 280 | プロ野球   | ヤクルトスワローズ             |                             |
| 第8位 | 杉山直輝       | 270 | プロ野球   | 読売ジャイアンツ               |                             |
| 第8位 | 松井稼頭央     | 270 | プロ野球   | 西武ライオンズ                 | 前回総合3位                 |

以下の順位
| 順位   | 名前     | P   | 競技・職業 | 所属                   | 備考                |
| ------ | -------- | --- | ---------- | ---------------------- | ------------------- |
| 第10位 | 村松有人 | 250 | プロ野球   | 福岡ダイエーホークス   | 前回総合4位         |
| 第11位 | 古田敦也 | 230 | プロ野球   | ヤクルトスワローズ     | 前回総合11位        |
| 第12位 | 佐竹雅昭 | 210 | 格闘技     | 正道会館               | 前回総合17位        |
| 第13位 | 秋山幸二 | 170 | プロ野球   | 福岡ダイエーホークス   | 前回・前々回総合2位 |
| 第14位 | 後藤孝志 | 160 | プロ野球   | 読売ジャイアンツ       |                     |
| 第15位 | 高田延彦 | 110 | 総合格闘技 | 髙田道場               |                     |
| 第16位 | 武田修宏 | 040 | サッカー   | ジェフユナイテッド市原 | 前回総合14位        |

種目別結果
| BATTLE | 競技名           | 挑戦人数 | No.1           | 記録                | 実況                                        | 備考                                    |
| ------ | ---------------- | -------- | -------------- | ------------------- | ------------------------------------------- | --------------------------------------- |
| 1st    | POWER FORCE      | 15人     | 高田延彦       |                     | 朝岡聡                                      |                                         |
| 2nd    | BEACH FLAGS      | 15人     | 松井稼頭央     |                     | 初田啓介                                    |                                         |
| 3rd    | MONSTER BOX      | 11人     | ケイン・コスギ | 19段                | 初田啓介（12段まで） 古舘伊知郎（13段以降） | 中山雅史 18段(プロスポーツマン記録タイ) |
| 4th    | DEAD MAN'S DROP  | 15人     | 広沢克         |                     | 初田啓介                                    |                                         |
| 5th    | THIRTY           | 14人     | 佐竹雅昭       |                     |                                             |                                         |
| 6th    | THE GALLON THROW | 13人     | 河口正史       | 5m75cm              | 初田啓介                                    |                                         |
| Final  | SHOT-GUN-TOUCH   | 12人     | 飯田哲也       | 13m30cm(世界新記録) | 古舘伊知郎                                  | ケイン・コスギ 12m20cm(芸能人新記録)    |

Jリーグフェスティバル・TAIL IMPOSSIBLE(16人出場)
| 順位   | 名前       | 記録           | 所属チーム             |
| ------ | ---------- | -------------- | ---------------------- |
| 第1位  | 中村忠     | No.1           | ヴェルディ川崎         |
| 第2位  | 原崎政人   | 決勝レース敗退 | ベルマーレ平塚         |
| 第3位  | 中山雅史   | 決勝レース敗退 | ジュビロ磐田           |
| 第4位  | 井原正巳   | 決勝レース敗退 | 横浜マリノス           |
| 第5位  | 内舘秀樹   | 第3レース敗退  | 浦和レッズ             |
| 第6位  | 根引謙介   | 第3レース敗退  | 柏レイソル             |
| 第7位  | 古賀琢磨   | 第3レース敗退  | ジュビロ磐田           |
| 第8位  | 小川雅己   | 第3レース敗退  | 京都パープルサンガ     |
| 第9位  | 平間智和   | 第2レース敗退  | 横浜マリノス           |
| 第10位 | 古賀誠史   | 第2レース敗退  | 横浜マリノス           |
| 第11位 | 長谷川健太 | 第2レース敗退  | 清水エスパルス         |
| 第12位 | 武田修宏   | 第2レース敗退  | ジェフユナイテッド市原 |
| 第13位 | 高木琢也   | 第1レース敗退  | ヴェルディ川崎         |
| 第14位 | 福田正博   | 第1レース敗退  | 浦和レッズ             |
| 第15位 | 砂川誠     | 第1レース敗退  | 柏レイソル             |
| 第16位 | 渡辺敦夫   | 第1レース敗退  | 浦和レッズ             |

跳び箱バレーボール世界一決定戦・MONSTER BOX(13人出場)
| 順位   | 名前                     | 記録     | 国籍           |
| ------ | ------------------------ | -------- | -------------- |
| 第1位  | ラファエル・パスカル     | 17段     | スペイン       |
| 第1位  | ニコラ・グルビッチ       | 17段     | ユーゴスラビア |
| 第3位  | ラモン・ガト             | 16段     | キューバ       |
| 第3位  | ウラジミール・グルビッチ | 16段     | ユーゴスラビア |
| 第5位  | 加藤陽一                 | 15段     | 日本           |
| 第5位  | 朝日健太郎               | 15段     | 日本           |
| 第7位  | 宮崎謙彦                 | 14段     | 日本           |
| 第7位  | マウリシオ・リマ         | 14段     | ブラジル       |
| 第7位  | パスクアーレ・グラビーナ | 14段     | イタリア       |
| 第7位  | アンドレア・ジャーニ     | 14段     | イタリア       |
| 第11位 | サムエル・パピ           | 13段     | イタリア       |
| 第11位 | イオスバニ・エルナンデス | 13段     | キューバ       |
| 第13位 | オズワルド・エルナンデス | 記録なし | キューバ       |

芸能人大会3連覇を果たしたケイン・コスギがプロスポーツマン大会に初参戦。
POWER FORCEでは1998年パ・リーグMVPの松井稼頭央と1998年JリーグMVPの中山雅史のMVP対決が実現（勝者は松井）。松井は決勝まで勝ち進んだが、高田延彦に敗れた。
BEACH FLAGSでは3回戦で盗塁王経験者が3人集まった（飯田哲也、松井、村松有人）。その3回戦で、飯田と芸能人大会でこの種目を2連覇しているケインが脱落。決勝戦では松井と初出場の河口正史の対決となり、松井がNo.1に輝いた。
MONSTER BOXでは中山が当初上手く跳べなかったが、テクニカルアドバイザーを務める池谷直樹の指導の下、徐々に良い跳躍をしていき、遂にはプロスポーツマン記録の18段を超えてみせた。自己記録22段を持つケインは、19段で中山との一騎討ち対決を刺し、自己記録を1つ下回る21段に挑戦するが失敗に終わっている。
松井が2種目を残して暫定総合No.1だったが途中離脱。
THE GALLON THROWで河口がNo.1に輝き総合No.1争いの先頭に立っていたが、SHOT-GUN-TOUCHで12m20cmの記録を残して試技終了。そんな中、暫定総合11位の飯田が次々と距離を成功。遂には世界記録13m20cmを成功させ河口を逆転。暫定総合11位からの大逆転で総合No.1となった。これにより飯田は初めてプロスポーツマン大会を2度制した選手となった。更に飯田はその後世界新記録となる13m30cmにも挑戦し記録を樹立。1995年の初代世界記録樹立(12m50cm)から3年後に再び世界記録保持者となった。
初参戦のケインは飯田のアドバイスの下、自己記録を20cm上回る12m20cmを記録して雄叫びをあげ、暫定総合3位に浮上。最終的に飯田に抜かれて総合4位となる。
オープニングのラストカットは飯田哲也のSHOT-GUN-TOUCH 13m20cm。

### 第6 - 10回（2000 - 2004年）

#### 第6回（2000年）
(1月1日 18:00-21:24)スポーツマンNo.1決定戦XV 収録会場：幕張メッセ
総合順位(21人出場・総合順位入賞8人)
| 順位  | 名前             | P   | 競技・職業 | 所属                           | 備考          |
| ----- | ---------------- | --- | ---------- | ------------------------------ | ------------- |
| 第1位 | ケイン・コスギ   | 385 | 俳優       | サンミュージックプロダクション | 前回総合4位   |
| 第2位 | 河口正史         | 375 | アメフト   | アムステルダム・アドミラルズ   | 前回総合2位   |
| 第3位 | 岩村明憲         | 320 | プロ野球   | ヤクルトスワローズ             |               |
| 第4位 | 飯田哲也         | 290 | プロ野球   | ヤクルトスワローズ             | 前回総合No.1  |
| 第5位 | 赤田将吾         | 280 | プロ野球   | 西武ライオンズ                 |               |
| 第6位 | 関川浩一         | 230 | プロ野球   | 中日ドラゴンズ                 |               |
| 第7位 | ニコラス・ペタス | 215 | 極真空手   | 極真会館                       |               |
| 第8位 | 金本知憲         | 205 | プロ野球   | 広島東洋カープ                 | 前々回総合6位 |

以下の順位
| 順位   | 名前                   | P   | 競技・職業     | 所属                 | 備考                 |
| ------ | ---------------------- | --- | -------------- | -------------------- | -------------------- |
| 第9位  | 秋山幸二               | 185 | プロ野球       | 福岡ダイエーホークス | 前回総合13位         |
| 第10位 | 松井稼頭央             | 170 | プロ野球       | 西武ライオンズ       | 前回総合8位          |
| 第11位 | 高尾和行               | 160 | ビーチバレー   | FOVA                 |                      |
| 第12位 | 井口忠仁               | 155 | プロ野球       | 福岡ダイエーホークス |                      |
| 第13位 | 佐竹雅昭               | 125 | 格闘技         | 怪獣王国             | 前回総合12位         |
| 第14位 | フランシスコ・フィリォ | 120 | 極真空手       | 極真会館             |                      |
| 第15位 | 古田敦也               | 115 | プロ野球       | ヤクルトスワローズ   | 前回・前々回総合11位 |
| 第16位 | 仁志敏久               | 100 | プロ野球       | 読売ジャイアンツ     |                      |
| 第16位 | 武田修宏               | 100 | サッカー       | ヴェルディ川崎       | 前回総合16位         |
| 第18位 | 福西崇史               | 090 | サッカー       | ジュビロ磐田         |                      |
| 第19位 | 石井貴                 | 065 | プロ野球       | 西武ライオンズ       |                      |
| 第20位 | 立浪和義               | 060 | プロ野球       | 中日ドラゴンズ       |                      |
| 第21位 | サミー・ソーサ         | 050 | メジャーリーグ | シカゴ・カブス       |                      |

種目別結果
| BATTLE | 競技名           | 挑戦人数 | No.1                               | 記録      | 実況                                           | 備考                                  |
| ------ | ---------------- | -------- | ---------------------------------- | --------- | ---------------------------------------------- | ------------------------------------- |
| SP     | WORK OUT GUYS    | 14人     | フランシスコ・フィリォ             | 1分05秒71 | 初田啓介（第4組まで） 古舘伊知郎（第5組以降）  |                                       |
| 1st    | BEACH FLAGS      | 18人     | 飯田哲也                           |           | 初田啓介                                       |                                       |
| 2nd    | MONSTER BOX      | 16人     | ケイン・コスギ                     | 21段      | 初田啓介（14段まで） 古舘伊知郎（15段以降）    | 福西崇史 19段(プロスポーツマン新記録) |
| 3rd    | POWER FORCE      | 18人     | ニコラス・ペタス                   |           | 朝岡聡                                         |                                       |
| 4th    | THIRTY           | 18人     | ケイン・コスギ                     |           |                                                |                                       |
| 5th    | DEAD MAN'S DROP  | 18人     | 関川浩一                           |           | 朝岡聡（2回戦まで） 古舘伊知郎（準々決勝以降） |                                       |
| 6th    | THE GALLON THROW | 16人     | 松井稼頭央                         | 6m00cm    | 古舘伊知郎 初田啓介（別会場）                  |                                       |
| Final  | SHOT-GUN-TOUCH   | 19人     | ケイン・コスギ、飯田哲也、岩村明憲 | 12m90cm   | 古舘伊知郎 初田啓介（別会場）                  | ケイン・コスギ 12m90cm(芸能人新記録)  |

跳び箱バレーボール世界一決定戦・MONSTER BOX(12人出場)
| 順位   | 名前                         | 記録     | 国籍     |
| ------ | ---------------------------- | -------- | -------- |
| 第1位  | ユミルカ・ルイザ             | 13段     | キューバ |
| 第2位  | エリカ・コインブラ           | 12段     | ブラジル |
| 第3位  | 津雲博子                     | 11段     | 日本     |
| 第3位  | レグラ・ベル                 | 11段     | キューバ |
| 第5位  | 大懸郁久美                   | 10段     | 日本     |
| 第5位  | フランチェスカ・ピッチニーニ | 10段     | イタリア |
| 第5位  | シモーナ・リニエーリ         | 10段     | イタリア |
| 第5位  | レイラ・バロス               | 10段     | ブラジル |
| 第9位  | 鈴木洋美                     | 9段      | 日本     |
| 第9位  | マウリツィア・カッチャトーリ | 9段      | イタリア |
| 第11位 | アナ・モーゼ                 | 8段      | ブラジル |
| 第12位 | バーナ・ディアス             | 記録なし | ブラジル |

プロ・芸能人を通してユニフォームのゼッケンがこの大会から小さめのものに変更された。
始めに行われたスペシャルトライアルのWORK OUT GUYSで並み居る強豪の中、ケイン・コスギが1分08秒27で暫定1位となる。しかし、最終組のフランシスコ・フィリォがケインの記録を破り、この種目の初代No.1を獲得。賞金100万円も手にした。
BEACH FLAGSでは参加者18名と多数であり、1回戦は第3組まで組まれ、2回戦では6名から半数脱落する方式となった。その狭き門を勝ち上がり3回戦に進出したのは飯田哲也、岩村明憲、河口正史、ケイン、高尾和行、仁志敏久の6名。3回戦では仁志、高尾が脱落。仁志はスタートで立ち遅れ、河口、ケインに対し為す術がなく、スタート直後に諦めてしまった。高尾は岩村との競り合いとなったが僅かに及ばなかった。準々決勝では3回戦で河口とともに図抜けたスピードを見せたケインが敗退。ケインはスタート直後に河口のブロックに遭い、狙いを変更し岩村サイドの旗を狙いに行ったもののロスは埋められなかった。準決勝では今度は岩村が河口のブロックに遭い、敗戦。決勝では前回3回戦で河口との競り合いに敗れた飯田と、前年決勝で敗れている河口との対決となった。飯田河口共に外回りでスタートしたため接近戦にはならず。勝負の末、飯田がNo.1を獲得。河口は2年連続の決勝敗退。
MONSTER BOXでは福西崇史が19段のプロスポーツマン新記録を樹立。前回、同じジュビロ磐田の所属（当時）の中山雅史が記録した18段を破る形となった。種目別No.1も期待されたが、20段で脱落。ケインは20段成功で種目別No.1を確保。その後世界記録の23段に挑戦も検討したが、この日の跳躍が今ひとつだった事もあり21段に挑戦。これを成功させたケインは23段に挑戦するも失敗に終わった。ケインはその後、THIRTYも制し、初めて暫定総合1位に浮上。
THE GALLON THROWでは河口が自己タイ記録の5m75cmを記録し、総合ランキングでケインを抜いて10P差の暫定総合1位となる。この種目のNo.1は、別会場での参加であった松井稼頭央。5m00cmで1回目のミスを犯し失敗が許されなくなったもののその後5m00cm、5m25cm、5m50cm、5m75cmをクリアし、6m00cmまで到達。6m00cmの試技では樽の高さの頂点は壁を大きく上回ったものの角度もしくは立ち位置が良くなかったため樽が壁の頂点に一度ぶつかったものの壁を越え、第4回大会の秋山幸二以来史上2人目となる6m台を成功させた。松井は総合ポイントに加算されないWORK OUT GUYSを除けば、THE GALLON THROW、SHOT-GUN-TOUCHの2種目のみの出場だったが、その2種目で170Pを稼いだ。
最終種目のSHOT-GUN-TOUCHの開始時点で、総合ランキングで暫定総合1位の河口と暫定総合2位のケインとの差は僅か10P。当時12m40cmが自己記録だったケインだが、自己新記録の12m50cmを一発で成功。12m20cmが自己記録だった河口は12m50cmを1回目に失敗するも、2回目に成功させて自己記録更新。ケインは12m70cmも一発で成功させ、ガッツポーズして雄叫びをあげた。しかし河口も失敗が許されない状況で前回までの自己記録を50cmも上回る12m70cmを成功した。
12m90cmでケインは1回目の失敗。河口もこの距離を失敗し、暫定総合1位のまま試技終了。そしてケインは失敗したら終わりという状況の中、2回目で12m90cmを成功。再び激しい雄叫びをあげ、10P差の逆転総合No.1となった。ケインは今大会でSHOT-GUN-TOUCHの記録を3度更新、自己記録を50cmも伸ばした。河口はまたしても最後に逆転負けで総合2位となった。ケインは芸能人として初めてプロの大会も制し、インタビュー時には涙を見せた。
前回総合No.1として臨んだ飯田哲也はシーズン中に脱臼した左肩の影響で、4年ぶりに挑戦したMONSTER BOXを17段で途中棄権する等苦しい戦いながらBEACH FLAGSで河口に前回のリベンジを果たして種目別No.1。SHOT-GUN-TOUCHでは左肩を痛めているため本来とは異なる右手を伸ばしての挑戦となるが、この種目でもNo.1で総合4位入賞とディフェンディングチャンピオンの実力を見せた。また、SHOT-GUN-TOUCHの際にはケインにアドバイスを掛け続け、総合No.1に導いた。
4回目の出場だった秋山幸二は、腰痛を抱えながらの出場だった。MONSTER BOXでプロ野球4人目となる17段成功、DEAD MAN'S DROP準決勝進出でSHOT-GUN-TOUCH前では暫定総合8位だったが、SHOT-GUN-TOUCHで記録11m50cmに終わり、記録12m50cmの金本知憲に逆転され、20P差で総合9位に終わり、2年ぶりの上位入賞を逃した。今大会以降、秋山は出場していない。またプロスポーツマン大会唯一の皆勤賞だった佐竹雅昭も今大会を最後に出場していない。
当時20歳だった初出場の岩村明憲は、BEACH FLAGSで準決勝進出、POWER FORCEは2回戦でフィリォを仰向けにして勝利する快進撃で準決勝進出、DEAD MAN'S DROPも準決勝進出、SHOT-GUN-TOUCHは初挑戦にして12m90cmを成功させて種目別No.1になり、総合3位の快挙。同じく初出場の当時19歳だった赤田将吾は、BEACH FLAGSでは1回戦敗退となったものの、THIRTYとDEAD MAN'S DROPで決勝進出、SHOT-GUN-TOUCHは記録12m70cmの活躍で総合5位に入賞した。
オープニングのラストカットは福西崇史のMONSTER BOX 19段。

#### 第7回（2001年）
(1月1日 19:00-23:24)スポーツマンNo.1決定戦XVIII 収録会場：さいたまスーパーアリーナ
総合順位(15人出場・総合順位入賞8人)
| 順位  | 名前             | P   | 競技・職業 | 所属                           | 備考                                      |
| ----- | ---------------- | --- | ---------- | ------------------------------ | ----------------------------------------- |
| 第1位 | 大畑大介         | 580 | ラグビー   | 神戸製鋼コベルコスティーラーズ |                                           |
| 第2位 | ケイン・コスギ   | 455 | 俳優       | サンミュージックプロダクション | 前回総合No.1、芸能人サバイバルバトル2連覇 |
| 第3位 | 池谷直樹         | 370 | 体操       | ホリプロ                       | 第5回芸能人サバイバルバトル総合No.1       |
| 第4位 | 河口正史         | 320 | アメフト   | アムステルダム・アドミラルズ   | 前回・前々回総合2位                       |
| 第5位 | 岩村明憲         | 255 | プロ野球   | ヤクルトスワローズ             | 前回総合3位                               |
| 第6位 | 井原正巳         | 205 | サッカー   | ジュビロ磐田                   |                                           |
| 第7位 | ニコラス・ペタス | 195 | 極真空手   | 極真会館                       | 前回総合7位                               |
| 第8位 | 前田遼一         | 185 | サッカー   | ジュビロ磐田                   |                                           |

以下の順位
| 順位   | 名前                   | P   | 競技・職業 | 所属                         | 備考                               |
| ------ | ---------------------- | --- | ---------- | ---------------------------- | ---------------------------------- |
| 第9位  | 古田敦也               | 180 | プロ野球   | ヤクルトスワローズ           | 前回総合15位                       |
| 第10位 | 照英                   | 150 | モデル     | エス・プログレス             | 第7回芸能人サバイバルバトル総合2位 |
| 第11位 | 武田修宏               | 115 | サッカー   | ルケーニョ                   | 前回・前々回総合16位               |
| 第12位 | 清原和博               | 110 | プロ野球   | 読売ジャイアンツ             | 第3回大会総合5位                   |
| 第13位 | 高橋智                 | 085 | プロ野球   | ヤクルトスワローズ           | 第3回大会総合14位                  |
| 第14位 | ヒクソン・グレイシー   | 060 | 総合格闘技 | ヒクソン・グレイシー柔術所属 | 第4回大会総合10位                  |
| 第14位 | フランシスコ・フィリォ | 060 | 極真空手   | 極真会館                     | 前回総合14位                       |

種目別結果
| BATTLE | 競技名           | 挑戦人数 | No.1           | 記録                  | 実況                                            | 備考                                 |
| ------ | ---------------- | -------- | -------------- | --------------------- | ----------------------------------------------- | ------------------------------------ |
| 1st    | WORK OUT GUYS    | 10人     | 大畑大介       | 1分01秒12(世界新記録) | 初田啓介（第2組まで） 古舘伊知郎（第3組以降）   |                                      |
| 2nd    | BEACH FLAGS      | 11人     | 池谷直樹       |                       | 初田啓介                                        |                                      |
| 3rd    | MONSTER BOX      | 11人     | ケイン・コスギ | 21段                  | 初田啓介（14段まで） 古舘伊知郎（15段以降）     | 11段から試技開始                     |
| SP     | THE TUG-OF-WAR   | 8人      | 清原和博       |                       | 初田啓介 古舘伊知郎（1回戦第2・4試合のみ）      |                                      |
| 4th    | TAIL IMPOSSIBLE  | 9人      | 前田遼一       |                       | 初田啓介                                        |                                      |
| 5th    | POWER FORCE      | 13人     | 清原和博       |                       | 初田啓介（2回戦まで） 古舘伊知郎（準決勝以降）  |                                      |
| 6th    | THIRTY           | 14人     | 池谷直樹       |                       |                                                 |                                      |
| 7th    | THE GALLON THROW | 12人     | 大畑大介       | 5m75cm                | 初田啓介（5m00cmまで） 古舘伊知郎（5m25cm以降） |                                      |
| Final  | SHOT-GUN-TOUCH   | 9人      | 大畑大介       | 13m40cm(世界新記録)   | 古舘伊知郎                                      | ケイン・コスギ 13m10cm(芸能人新記録) |

跳び箱世界一決定戦・MONSTER BOX World Championship(15人出場)
日本で挑戦した選手
| 順位  | 名前                 | 記録 | 国籍           | 備考                         |
| ----- | -------------------- | ---- | -------------- | ---------------------------- |
| 第1位 | ヨー・ホンチュル     | 22段 | 韓国           | 自己記録23段(世界記録保持者) |
| 第1位 | ゲルバシオ・デフェル | 22段 | スペイン       | 初挑戦                       |
| 第3位 | イゴール・ビフロフ   | 21段 | ラトビア       | 初挑戦                       |
| 第4位 | フィリップ・リッツォ | 20段 | オーストラリア | 初挑戦                       |
| 第5位 | ヨルダン・ヨブチェフ | 19段 | ブルガリア     | 初挑戦・シドニーでも記録19段 |

シドニーのみで挑戦の選手
| 名前                       | 記録     | 国籍         | 備考         |
| -------------------------- | -------- | ------------ | ------------ |
| アレクセイ・ネモフ         | 20段     | ロシア       | 自己記録18段 |
| 楊威                       | 20段     | 中国         | 初挑戦       |
| 李小鵬                     | 20段     | 中国         | 初挑戦       |
| アレクサンドル・ベレシュ   | 20段     | ウクライナ   | 初挑戦       |
| ブレイン・ウィルソン       | 20段     | アメリカ     | 初挑戦       |
| セルゲイ・フェドルチェンコ | 20段     | カザフスタン | 初挑戦       |
| アレクセイ・ボンダレンコ   | 19段     | ロシア       | 初挑戦       |
| イワン・イワンコフ         | 記録なし | ベラルーシ   | 初挑戦       |
| シルベステル・チョラニー   | 全カット | ハンガリー   | 初挑戦       |
| ニコライ・クリュコフ       | 全カット | ロシア       | 初挑戦       |

スペシャルトライアル・三色筋肉(2試合実施)
| 結果   | 名前       | 記録  | 競技             |
| ------ | ---------- | ----- | ---------------- |
| WINNER | 畑山隆則   | 155回 | ボクシング       |
| LOSER  | 竹原慎二   | 103回 | ボクシング       |
| 結果   | 名前       | 記録  | 競技             |
| WINNER | 遊佐雅美   | 164回 | ライフセービング |
| LOSER  | 伊藤由里子 | 145回 | エアロビクス     |

池谷直樹と照英の芸能人2名がプロ大会初参戦。池谷は右足首骨折後初の出場、ケイン・コスギは芸能人大会にて骨膜炎発症後初の出場。
WORK OUT GUYSで、前回この種目2位のケインと3位のニコラス・ペタスが激突。序盤から猛スピードで丸太を切り落としたペタスが歴代最高タイムとなる1分01秒16を記録し打倒ケインを達成するも、最終組で初出場の大畑大介が1分01秒12の新記録を打ち立て、0秒04という僅差でNo.1となった。
BEACH FLAGSでは1回戦でケインが照英を直接対決で打ち破り、第7回芸能人サバイバルバトルの雪辱を果たした。池谷は圧倒的なスピードを見せ、岩村明憲(準決勝敗退)が「度肝抜かれてます」とインタビューで語る場面もあった。決勝戦は池谷と3年連続で決勝進出の河口正史の対決となり、池谷が勝利した。
MONSTER BOXでは照英が19段の自己新記録をマーク。池谷が21段の1回目試技で失敗した後に足首の痛みを訴えて棄権して記録20段。種目別No.1の座はケインに譲った。ケインは21段成功の後に23段の世界記録に挑むも失敗に終わった。
スペシャルバトルとして行われたTHE TUG-OF-WARでは、清原和博が1回戦でヒクソン・グレイシーを秒殺。準決勝で共に球界屈指の怪力と呼ばれた高橋智との持久戦を制すと、決勝でフランシスコ・フィリォを下し自身初の種目別No.1を獲得。
TAIL IMPOSSIBLEでは前田遼一と井原正巳というサッカー選手同士の決勝レースとなり、白熱したデッドヒートの末に前田が勝利した。大畑が同競技3位となり（60P増）、暫定総合4位から池谷（同競技第2レースで敗退）と並び暫定総合1位に浮上。MONSTER BOX終了時点で暫定総合2位につけていたケインは、前年の秋に行われた芸能人大会で骨膜炎を発症した影響かこの種目に出場せず、暫定総合3位に後退した。
POWER FORCEでは1回戦でケインが照英と3度目の対決となり、今回も秒殺でケインが勝利した。準決勝では清原と河口が1分半にも及ぶ死闘を演じ、清原が勝利。同じく準決勝では総合No.1を争うケインと大畑が激突。圧勝を納めたケインは雄たけびを上げたが、決勝で清原に完敗。それでも、暫定総合1位に浮上した。清原は1回戦で再びヒクソン、2回戦で前回No.1のニコラスと、今大会、格闘家やパワー系選手全員に勝利して見せた。
POWER FORCEではケインに敗れた大畑だったが、THIRTYで2位に入り80Pを獲得。再び暫定総合1位に浮上した。この種目でNo.1に輝き100Pを獲得した池谷も暫定総合2位に浮上した。前回この種目のNo.1であるケインは2回戦で痛恨の敗戦を喫したため25Pしか獲得できず。暫定総合3位に後退し総合No.1争いから大きく後退した。
THE GALLON THROWでは池谷、岩村が4m50cmを超えられず、記録なしに終わった。暫定総合2位につけているケインは競技開始前に「最低ラインというのは」とのインタビュアーの問いに対し「最低は5m75cmですね」と語っていた。しかし5m00cmで6m超える高さまで樽を放ったものの 角度調整がうまくいかず、1回目の失敗を喫し、後が無くなった。2度目も試技でも高さは十分なものの板にぶつかりながらの成功だった。
5m00cmではフィリォなど、5m25cmでヒクソンなどが脱落。5m50cmまで生き残ったのは大畑、ケイン、河口、高橋の4名。ここまで圧倒的な投てきを続けていた高橋だったが、5m50cmで1回目の失敗を喫する。一方すでに1度失敗を喫している河口は成功。ケインは5m00cmでの失敗同様角度調整がうまくいかず、失敗。ケインは2回目の失敗となりここで脱落となった。更に大畑も失敗し、生き残った全員も後が無くなった。2回目の試技では高橋が樽の高さは壁を大きく上回ったもののケイン同様角度調整がうまくいかず2度目の失敗を喫し、脱落が決定した。一方大畑は成功させ、河口ともに5m75cmに進出。河口は角度を付けすぎ壁に思いきり樽をぶつけ、失敗。前々回、前回を下回る不本意な結果に終わった。一方大畑はギリギリで成功させ、No.1に輝いた。
迎えた最終種目のSHOT-GUN-TOUCH。大畑は12m00cmでダイブせずに触れに行き、1回目の失敗を喫した。後が無くなるが、その後は順調に記録を伸ばしていった。河口は12m50cmで2度失敗。自己記録を下回る記録12m00cmに終わった。池谷も12m50cmで2度失敗し、ここで脱落となった。王座防衛へ僅かな望みを託したケインは13m10cmを1発で成功(自身が持つ芸能人記録を更新)。実況の古舘もスタートダッシュ完璧と発言する通りスタートダッシュを決め、距離に余裕を残してのクリアだったが、当時の世界記録だった13m30cmには2度挑むが失敗。13m10cmで見せたスタートダッシュは見せられなかった。試技後のインタビューでは「まだまだ強くならないと、No.1はキープできないですね」「明日からトレーニングします」と語り、雪辱を誓った。
13m30cmでケインと岩村が脱落し、この時点で大畑の総合No.1が確定。大畑は13m40cmを成功させ、SHOT-GUN-TOUCHの世界記録保持者となった。また、13m台を3人が記録したのは大会史上唯一である。
シドニー五輪終了直後に開催された跳び箱世界一決定戦は、13人が19段クリア、10人が20段クリアというハイレベルな戦いであったが、途中で会場が雷雨に見舞われ中断されてしまうアクシデントがあり、一旦中止となった。日本で再挑戦が行われ、5人が挑んだ。結果、ヨー・ホンチュルとゲルバシオ・デフェルが22段をクリアしたが、両者共に23段を失敗して、24段の世界新記録は叶わなかった。
この大会から各種目のタイトルコールのBGMが一新された。
オープニングのラストカットはケイン・コスギのSHOT-GUN-TOUCH 13m10cm。

#### 第8回（2002年）
(1月1日 19:00-23:24)スポーツマンNo.1決定戦XX 収録会場：幕張メッセ
総合順位(15人出場・総合順位入賞8人)
| 順位  | 名前               | P   | 競技・職業       | 所属                           | 備考         |
| ----- | ------------------ | --- | ---------------- | ------------------------------ | ------------ |
| 第1位 | 室伏広治           | 565 | ハンマー投げ     | ミズノ                         |              |
| 第2位 | ケイン・コスギ     | 540 | 俳優             | サンミュージックプロダクション | 前回総合2位  |
| 第3位 | 大畑大介           | 370 | ラグビー         | 神戸製鋼コベルコスティーラーズ | 前回総合No.1 |
| 第4位 | マイク・キャメロン | 290 | メジャーリーグ   | シアトル・マリナーズ           |              |
| 第5位 | 岩村明憲           | 285 | プロ野球         | ヤクルトスワローズ             | 前回総合5位  |
| 第5位 | 南山真             | 285 | バスケットボール | 春日野クラブ                   |              |
| 第7位 | 池谷直樹           | 265 | 体操             | ホリプロ                       | 前回総合3位  |
| 第8位 | 三浦貴             | 260 | プロ野球         | 読売ジャイアンツ               |              |

以下の順位
| 順位   | 名前                   | P   | 競技・職業   | 所属                         | 備考                 |
| ------ | ---------------------- | --- | ------------ | ---------------------------- | -------------------- |
| 第9位  | 河口正史               | 225 | アメフト     | アムステルダム・アドミラルズ | 前回総合4位          |
| 第10位 | 中田大輔               | 195 | トランポリン | J-POWER                      |                      |
| 第11位 | タフィ・ローズ         | 175 | プロ野球     | 大阪近鉄バファローズ         |                      |
| 第12位 | 照英                   | 150 | モデル       | エス・プログレス             | 前回総合10位         |
| 第13位 | 仁志敏久               | 105 | プロ野球     | 読売ジャイアンツ             | 前々回総合16位       |
| 第14位 | フランシスコ・フィリォ | 050 | 極真空手     | 極真会館                     | 前回・前々回総合14位 |
| 第15位 | 篠原貴行               | 040 | プロ野球     | 福岡ダイエーホークス         |                      |

種目別結果
| BATTLE | 競技名          | 挑戦人数 | No.1           | 記録                | 実況                                                                     | 備考                                  |
| ------ | --------------- | -------- | -------------- | ------------------- | ------------------------------------------------------------------------ | ------------------------------------- |
| 1st    | WORK OUT GUYS   | 14人     | ケイン・コスギ | 45秒46(世界新記録)  | 初田啓介                                                                 |                                       |
| 2nd    | BEACH FLAGS     | 15人     | 室伏広治       |                     | 土井敏之                                                                 |                                       |
| 3rd    | MONSTER BOX     | 12人     | 池谷直樹       | 23段(世界記録タイ)  | 初田啓介（15段まで） 古舘伊知郎（16段以降）                              | 三浦貴 19段(プロスポーツマン記録タイ) |
| 4th    | POWER FORCE     | 11人     | 室伏広治       |                     | 初田啓介（2回戦まで） 古舘伊知郎（準決勝以降）                           |                                       |
| 5th    | THIRTY          | 13人     | ケイン・コスギ |                     |                                                                          |                                       |
| 6th    | TAIL IMPOSSIBLE | 12人     | 三浦貴         |                     | 初田啓介                                                                 |                                       |
| 7th    | THE TUG-OF-WAR  | 12人     | 室伏広治       |                     | 土井敏之（1回戦第2組から2回戦まで） 古舘伊知郎（1回戦第1組と準決勝以降） |                                       |
| Final  | SHOT-GUN-TOUCH  | 13人     | 大畑大介       | 13m50cm(世界新記録) | 古舘伊知郎                                                               |                                       |

陸上ワールドバトル(9人出場・三色筋肉は2人出場)
| 名前                     | 国籍           | 競技         | 備考                               |
| ------------------------ | -------------- | ------------ | ---------------------------------- |
| アレン・ジョンソン       | アメリカ       | 110mハードル | MONSTER BOX 記録18段(自己記録19段) |
| ハビエル・ソトマヨル     | キューバ       | 走り高跳び   | MONSTER BOX 記録17段(自己記録15段) |
| イヴァン・ペドロソ       | キューバ       | 走り幅跳び   | MONSTER BOX 記録17段(自己記録16段) |
| フェリックス・サンチェス | ドミニカ共和国 | 400mハードル | MONSTER BOX 記録17段(初挑戦)       |
| アニエル・ガルシア       | キューバ       | 110mハードル | MONSTER BOX 記録17段(初挑戦)       |
| コリン・ジャクソン       | イギリス       | 110mハードル | MONSTER BOX 記録16段(初挑戦)       |
| マイケル・ジョンソン     | アメリカ       | 200m・400m   | MONSTER BOX 記録15段(初挑戦)       |
| ジョナサン・エドワーズ   | イギリス       | 三段跳び     | MONSTER BOX 記録15段(初挑戦)       |
| フランキー・フレデリクス | ナミビア       | 100m・200m   | MONSTER BOX 不参加                 |

種目別結果
| BATTLE | 競技名      | 挑戦人数 | No.1                     | 記録  | 実況     | 備考 |
| ------ | ----------- | -------- | ------------------------ | ----- | -------- | ---- |
| SP     | 三色筋肉    | 2人      | フランキー・フレデリクス | 150回 | 初田啓介 |      |
| SP     | BEACH FLAGS | 9人      | イヴァン・ペドロソ       |       | 初田啓介 |      |
| SP     | MONSTER BOX | 8人      | アレン・ジョンソン       | 18段  | 初田啓介 |      |

THE GALLON THROW World Championship(5人出場)
| 順位  | 名前                   | 記録               | 国籍       | 競技         | 備考   |
| ----- | ---------------------- | ------------------ | ---------- | ------------ | ------ |
| 第1位 | ジョン・ゴディナ       | 7m75cm(世界新記録) | アメリカ   | 砲丸投げ     | 初挑戦 |
| 第2位 | 室伏広治               | 7m50cm             | 日本       | ハンマー投げ | 初挑戦 |
| 第3位 | バラシュ・キシュ       | 7m00cm             | ハンガリー | ハンマー投げ | 初挑戦 |
| 第4位 | イルヤ・コノヴァロフ   | 6m75cm             | ロシア     | ハンマー投げ | 初挑戦 |
| 第5位 | シモン・ジョルコフスキ | 6m50cm             | ポーランド | ハンマー投げ | 初挑戦 |

スペシャルバトル・THIRTY(4人出場)
| 順位  | 名前     | 記録       |
| ----- | -------- | ---------- |
| 第1位 | 王貞治   | No.1       |
| 第2位 | 稲尾和久 | 決勝敗退   |
| 第3位 | 金田正一 | 準決勝敗退 |
| 第4位 | 長嶋茂雄 | 1回戦敗退  |

スポーツマンNo.1決定戦通算20回記念大会。室伏広治が1995年のアマチュア大会以来、7年半ぶりに参戦。また前年日本プロ野球記録となる55本塁打を放ったタフィ・ローズやバスケットボール元日本代表の南山真などが初参戦。No.1奪還を狙うケイン・コスギは、2年ぶりに全種目にフルエントリー。この日に向け科学的なトレーニングを徹底的に積んできたという。番組冒頭のインタビューでは「去年は悔しい思いをしたので今年は必ず優勝します。」と並々ならぬ決意を口にしている。
第1種目のWORK OUT GUYSでは第1組の大畑大介が丸太を歴代最速となる9秒90で切り落とし、いきなり世界新記録となる50秒01を記録。その後照英、河口正史、室伏広治、南山真が50秒台を記録したが、大畑の記録は超えられず。しかし前回の雪辱を誓うケイン・コスギが45秒46という驚異的な新記録を叩き出し、ゴール直後には雄叫びを上げた。後続の選手もこの記録を上回ることができず、ケインの種目別No.1が確定。この大会では史上最多7人の選手が1分を切った。
BEACH FLAGSでは、この種目で3大会連続で決勝に進出していた河口がスタート直後にバランスを崩し、まさかの1回戦敗退。敗退後河口は、「ショックっすねこれ」とコメントした。更に前回のBEACH FLAGSNo.1の池谷直樹が3回戦でスタート直後に転倒。その後同じく転倒したキャメロン、そしてケインとの競り合いを諦めた大畑も同じ旗を狙いに行き、3人の争いとなるが、大畑が僅かの差で旗を掴み、池谷もまさかの敗退となる波乱の展開となった。準々決勝進出者はケイン、室伏、大畑、岩村の4名。ケインは一番左隅のポジションを引き、隣にはここまで圧倒的なスピードで他者を圧倒していた室伏が並ぶ。スタートで室伏に優位に立たれたケインは中央の旗を狙いに行くもコース取りのロスを修復できず、3年連続となる準々決勝敗退となった。準決勝では室伏が中央のポジションを引き、両サイドに大畑、岩村が並んだ。室伏は大畑サイドの旗を狙いに行き、大畑がここで敗退。決勝でも室伏が岩村に勝利し、ケインを抜き暫定総合1位に立った。
MONSTER BOXでは18段進出者が7人 と、前回から格段にレベルが向上。暫定総合1位の室伏は自らの自己記録を1段更新する18段を記録。また三浦貴がプロスポーツマンタイ記録、プロ野球新記録となる19段を記録した。暫定総合2位のケインは22段を失敗し、プロスポーツマン大会では初めてNo.1を逃すも、暫定総合1位に浮上した。
POWER FORCEでは、ケインは抽選の結果1回戦で体重差のあるローズと対決となったが、完勝。2回戦でも軽量級である池谷を寄せ付けず、2年連続となる準決勝進出を果たす。一方総合No.1を争う室伏も、1回戦で照英、2回戦で南山に完勝。南山に対しては仰向けに倒して勝利した。準決勝進出者は岩村、河口、ケイン、室伏の4名。総合No.1を争うケインと室伏は準決勝で直接対決となったが、室伏が勝利。河口は岩村を破り、初の決勝進出を果たす。決勝戦では室伏が河口を下しNo.1に輝き、ケインを抜き暫定総合1位に浮上。
続くTHIRTYは2回戦で敗退した室伏に対し、ケインはこの種目を制し、再び暫定総合1位の座を奪回。TAIL IMPOSSIBLEは室伏が第1レースで後半に追い上げを見せ7位でフィニッシュ。総合No.1を争うケインは2位でフィニッシュした。第2レースでは室伏が大きく出遅れ、脱落が確定した事を確認したケインは次の種目への体力温存策か、自らペースを緩めて同じく第2レースで脱落（そういった旨のナレーションがなされた）し、総合1位をキープ。三浦が初の種目別No.1に輝いた。THE TUG-OF-WARでは室伏は1回戦で前回この種目2位のフランシスコ・フィリォを、準決勝ではローズを下し決勝に進出。一方ケインは準決勝でキャメロンに敗れた。室伏は決勝でキャメロンを破り、3種目のNo.1を獲得。暫定総合1位であったケインを5P上回り、再び暫定総合1位に立った。
最終種目のSHOT-GUN-TOUCH開始前までで室伏とケインの差は僅か5P。ケインは室伏の記録を10cm以上上回ることができれば再逆転という状況だった。ケインの自己記録が13m10cmなのに対し室伏は11m80cmであったが、室伏は距離を次々と成功させ、遂に12m70cmまで到達。ここでケインが12m70cmをまさかの失敗。またケインと同じ13m10cmの自己記録を持つ岩村明憲は12m70cmで2度失敗を喫し、よもやの脱落。記録12m50cmに終わった。ケインは2回目の試技で成功させるが、続く12m90cmでボタンプッシュミスによる痛恨のミスで試技終了。これでケインの王座奪回は消滅した。室伏は12m90cmで1回目の失敗。2回目で成功させるも続く13m10cmで失敗を喫した。しかしながら記録12m90cmで90Pを獲得し、25P差で総合No.1を獲得。ケインとのシーソーゲームを制した。
ディフェンディングチャンピオンの大畑はWORK OUT GUYS、BEACH FLAGS、TAIL IMPOSSIBLE、SHOT-GUN-TOUCHのみの出場(8種目中4種目)となったが全ての種目で3位以内に食い込んだ。前回No.1のWORK OUT GUYSでは1位になれなかったものの、前回2回戦敗退のBEACH FLAGSでは3回戦での池谷の転倒もあり準決勝まで駒を進めた。SHOT-GUN-TOUCHでは13m10cmで失敗を喫し後がなくなるも2度目の試技で成功。この距離で大畑のNo.1が確定したため自己申告が許された大畑は世界新記録となる13m50cmを申告し、成功。一気に150Pを加え総合3位となった。
今大会は初参戦組も活躍し、南山はMONSTER BOXでバスケ選手新記録となる18段を記録し、THIRTYは決勝進出、TAIL IMPOSSIBLEで3位となり最終種目前までケイン、室伏に次いで暫定総合3位。SHOT-GUN-TOUCHでは記録11m00cmに終わるも総合5位に食い込んだ。キャメロンはSHOT-GUN-TOUCHで12m90cmをマークし、THE TUG-OF-WARで決勝に進出する等の活躍を見せ、総合4位入賞を果たした。
池谷直樹はMONSTER BOXで自身2度目となる23段越えに成功。SHOT-GUN-TOUCHでも自己記録更新となる12m50cmをクリアしたが、前回No.1のBEACH FLAGSで3回戦敗退、同じく前回No.1のTHIRTYでも2回戦敗退、そしてPOWER FORCE、THE TUG-OF-WARでは勝利を収められず、総合7位に終わった。池谷が出場した大会で総合6位以内に入れなかったのは今回が初めてである。
芸能人サバイバルバトル王者として2度目のプロ大会参戦となった照英は、かつて陸上で同期だった室伏に敵対心剥き出しで挑んだ。しかし、気合が空回りしたのかMONSTER BOXでは自己記録に2段届かない記録17段で終わり、18段の室伏に敗北。さらにPOWER FORCEは1回戦、THE TUG-OF-WARは2回戦でいずれも室伏と当たってしまい、どちらも秒殺に終わる。更にTHIRTYの1回戦でも室伏と同組となり、敗北。THE TUG-OF-WARでは勝負の後、膝をついた照英を室伏が両手で抱きかかえるなどのパフォーマンスもあった。くじ運の悪さ、大会のレベルの高さもあり、最終的には総合12位で終えた。
また世界記録保持者・メダリストが集結した、陸上ワールドバトルが開催された。三色筋肉では、マイケル・ジョンソンとフランキー・フレデリクスの対戦で行われ、最後の腕立て伏せで逆転したフランキー・フレデリクスが勝利。マイケル・ジョンソンは腕立て伏せで力尽き、記録なしに終わった。THE GALLON THROWでは、秋山幸二の世界記録である6m20cmを出場した5人全員が更新。ジョン・ゴディナが7m75cmを成功させ、世界記録保持者となった。日本代表として参加した室伏は、日本人初の7mの大台(7m50cm)を記録するが2位に終わった。
この大会によって3人連続で2年連続2位という記録が生まれた。
オープニングのラストカットは大畑大介のSHOT-GUN-TOUCH 13m50cm。

#### 第9回（2003年）
(1月1日 19:00-23:24)スポーツマンNo.1決定戦XXIII 収録会場：パシフィコ横浜
総合順位(16人出場・総合順位入賞8人)
| 順位  | 名前             | P   | 競技・職業     | 所属                         | 備考             |
| ----- | ---------------- | --- | -------------- | ---------------------------- | ---------------- |
| 第1位 | 大畑大介         | 630 | ラグビー       | モンフェラン                 | 前回総合3位      |
| 第2位 | 小倉隆史         | 350 | サッカー       | コンサドーレ札幌             | 第1回大会総合5位 |
| 第3位 | 中田大輔         | 330 | トランポリン   | J-POWER                      | 前回総合10位     |
| 第4位 | 田中一徳         | 295 | プロ野球       | 横浜ベイスターズ             |                  |
| 第5位 | 堀江信貴         | 265 | アメフト       | オービックシーガルズ         |                  |
| 第6位 | デイブ・ロバーツ | 250 | メジャーリーグ | ロサンゼルス・ドジャース     |                  |
| 第7位 | 河口正史         | 240 | アメフト       | アムステルダム・アドミラルズ | 前回総合9位      |
| 第8位 | 赤星憲広         | 210 | プロ野球       | 阪神タイガース               |                  |

以下の順位
| 順位           | 名前     | P   | 競技・職業   | 所属                       | 備考                                              |
| -------------- | -------- | --- | ------------ | -------------------------- | ------------------------------------------------- |
| 第9位          | 金城龍彦 | 190 | プロ野球     | 横浜ベイスターズ           |                                                   |
| 第10位         | 吉田秀彦 | 140 | 総合格闘技   | 吉田道場                   |                                                   |
| 第11位         | 岩本勉   | 125 | プロ野球     | 日本ハムファイターズ       |                                                   |
| 第12位         | 古田敦也 | 120 | プロ野球     | ヤクルトスワローズ         | 前々回総合9位                                     |
| 第13位         | 二岡智宏 | 110 | プロ野球     | 読売ジャイアンツ           |                                                   |
| 第14位         | 西村晃一 | 080 | ビーチバレー | レオパレス・ビーチウインズ |                                                   |
| 第15位         | 南雄太   | 050 | サッカー     | 柏レイソル                 |                                                   |
| エキシビジョン | 福西崇史 |     | サッカー     | ジュビロ磐田               | 第6回大会総合18位、MONSTER BOX 単独試技(記録19段) |

種目別結果
| BATTLE | 競技名          | 挑戦人数 | No.1     | 記録                         | 実況                                        | 備考                |
| ------ | --------------- | -------- | -------- | ---------------------------- | ------------------------------------------- | ------------------- |
| 1st    | WORK OUT GUYS   | 12人     | 大畑大介 | 51秒52                       | 古舘伊知郎                                  |                     |
| 2nd    | BEACH FLAGS     | 13人     | 大畑大介 |                              | 初田啓介                                    |                     |
| 3rd    | MONSTER BOX     | 12人     | 中田大輔 | 20段(プロスポーツマン新記録) | 初田啓介（14段まで） 古舘伊知郎（15段以降） |                     |
| 4th    | TAIL IMPOSSIBLE | 12人     | 堀江信貴 |                              | 初田啓介                                    |                     |
| 5th    | POWER FORCE     | 12人     | 吉田秀彦 |                              | 古舘伊知郎                                  |                     |
| 6th    | BURN OUT GUYS   | 12人     | 中田大輔 | 1分10秒94                    | 初田啓介                                    |                     |
| 7th    | THIRTY          | 12人     | 大畑大介 |                              |                                             |                     |
| Final  | SHOT-GUN-TOUCH  | 9人      | 大畑大介 | 12m80cm                      | 古舘伊知郎                                  | 11m50cmから試技開始 |

名球会マスターズバトル(16人出場)
総合順位(最終種目がダイジェストだった為、全員のポイントは不明)
| 順位  | 名前     | P   |
| ----- | -------- | --- |
| 第1位 | 山本浩二 | 225 |
| 第2位 | 衣笠祥雄 | 175 |
| 第3位 | 有藤道世 | 170 |

最終獲得ポイントが判明している選手
| 名前     | P  |
| -------- | -- |
| 山田久志 | 80 |
| 東尾修   | 60 |
| 平松政次 | 60 |
| 稲尾和久 | 50 |
| 谷沢健一 | 50 |
| 若松勉   | 30 |

2種目終了時点でのポイントのみ判明している選手
| 名前     | P  |
| -------- | -- |
| 堀内恒夫 | 75 |
| 鈴木啓示 | 50 |
| 長嶋茂雄 | 35 |
| 村田兆治 | 25 |
| 柴田勲   | 25 |
| 金田正一 | 05 |
| 藤田平   | 05 |

種目別結果
| BATTLE | 競技名             | 挑戦人数 | No.1     | 記録 | 実況     | 備考 |
| ------ | ------------------ | -------- | -------- | ---- | -------- | ---- |
| 1st    | THE BEST OF TUGGER | 16人     | 山本浩二 |      | 初田啓介 |      |
| 2nd    | THIRTY             | 16人     | 有藤道世 |      |          |      |
| Final  | DEAD MAN'S DROP    | 16人     | 山本浩二 |      | 初田啓介 |      |

跳び箱世界一決定戦・MONSTER BOX World Championship(4人出場)
| 順位  | 名前                   | 記録 | 国籍       | 備考                         |
| ----- | ---------------------- | ---- | ---------- | ---------------------------- |
| 第1位 | ヨー・ホンチュル       | 22段 | 韓国       | 自己記録23段(世界記録保持者) |
| 第2位 | 池谷直樹               | 21段 | 日本       | 自己記録23段(世界記録保持者) |
| 第2位 | ゲルバシオ・デフェル   | 21段 | スペイン   | 自己記録22段                 |
| 第4位 | マリアン・ドラグレスク | 20段 | ルーマニア | 初挑戦                       |

総合No.1奪回を目指す大畑大介は、2年ぶりの全種目出場が実現。第1種目のWORK OUT GUYSでただ一人50秒台という幸先良いスタートを切ると、BEACH FLAGSとTHIRTYで初の種目別No.1を獲得。POWER FORCEでは持ち前のスピードを活かしたスタートダッシュからの秒殺で決勝まで進むも、吉田秀彦に敗北。総合ランキングではPOWER FORCE終了時点で独走態勢を固めた。迎えた最終種目のSHOT-GUN-TOUCHでは12m50cmで審議の末のクリアとなるものの、ノーミスで12m80cmまで成功。この時点で種目別No.1も確定となり、世界新記録となる13m60cmの一発勝負に挑んだが、失敗。しかし2位以下を大きく引き離して、第1・5回大会の飯田哲也以来となる、史上2人目の2回目の総合No.1を果たした。
MONSTER BOXでは前回、記録18段の中田大輔が20段のプロスポーツマン新記録を樹立して初の種目別No.1を獲得。その後、前記録保持者の福西崇史が記録奪還を掛け、単独試技に挑むが自己記録タイに終わり、中田が単独記録保持者となった。更にBURN OUT GUYSの種目別No.1も獲得し、自己最高成績の総合3位となった。
今大会は『ZONE』では西村晃一と堀江信貴が、事前番組では田中一徳と赤星憲広が打倒・大畑とスピード系種目での活躍が期待されていた。西村はBEACH FLAGSで他者を圧倒するスピードを見せ付けるが、4回戦で足を捻挫するアクシデントに見舞われる。その後、負傷を抑えながらも決勝進出を果たしたが大畑に敗れ、その後の競技は棄権。その後第11回大会に再び出場し、活躍する事となる。堀江はTAIL IMPOSSIBLEで種目別No.1となるが、POWER FORCEで大畑に完敗。SHOT-GUN-TOUCHも不本意な記録12m00cmに終わり、総合5位。
50m走5秒3の俊足で注目された田中はBEACH FLAGSでは2回戦で赤星が取りこぼした旗をゲットするという幸運もあり、準決勝進出を果たした。その他の競技も安定した活躍を見せるも、SHOT-GUN-TOUCHでは記録12m00cmと期待外れの結果に。最終的に総合4位入賞となった。セ・リーグ盗塁王、50m走5秒6の赤星はBEACH FLAGSで旗を掴み損ねる痛恨のミスで早々と2回戦で脱落するが、その後、『BODY』で企画されたスタートから旗までのタイムランキングで歴代5位にランクインするなどそのスピードは充分であった。更にSHOT-GUN-TOUCHでは12m50cmをクリアし同競技2位。
岩本勉はPOWER FORCEでデイブ・ロバーツと4分57秒という史上最長の対戦を制し、準決勝まで進出するという活躍も見られた。
本戦以外ではプロ野球界のOBを集めた名球会マスターズバトルが開催され、2種目を制した山本浩二が総合No.1を獲得。当時56歳での総合No.1獲得はスペシャルバトルを含めて歴代最年長である。
また今大会は、スペシャルバトルでの参加となった池谷直樹は、同じMONSTER BOX世界記録保持者のヨー・ホンチュルと初の直接対決を迎えたが、22段で失敗を喫し敗北。悔し涙を流した。
この大会から各種目のタイトルコールの際のタイトルロゴが一新された。
オープニングのラストカットは大畑大介のSHOT-GUN-TOUCH 13m60cm（失敗）。

#### 第10回（2004年）
(1月1日 18:30-23:09)スポーツマンNo.1決定戦XXVI 収録会場：パシフィコ横浜
総合順位(15人出場・総合順位入賞8人)
| 順位  | 名前           | P   | 競技・職業   | 所属                           | 備考                                                |
| ----- | -------------- | --- | ------------ | ------------------------------ | --------------------------------------------------- |
| 第1位 | 三浦貴         | 455 | プロ野球     | 読売ジャイアンツ               | 前々回総合8位                                       |
| 第2位 | 里見恒平       | 430 | アメフト     | オービックシーガルズ           |                                                     |
| 第3位 | 河口正史       | 405 | アメフト     | アムステルダム・アドミラルズ   | 前回総合7位                                         |
| 第4位 | ケイン・コスギ | 350 | 俳優         | サンミュージックプロダクション | 前々回総合2位                                       |
| 第5位 | 池谷直樹       | 310 | 体操         | ホリプロ                       | 前々回総合7位、第12回芸能人サバイバルバトル総合No.1 |
| 第6位 | 斉藤祐也       | 280 | ラグビー     | 神戸製鋼コベルコスティーラーズ |                                                     |
| 第7位 | 中田大輔       | 240 | トランポリン | J-POWER                        | 前回総合3位                                         |
| 第8位 | 木元邦之       | 225 | プロ野球     | 北海道日本ハムファイターズ     |                                                     |

以下の順位
| 順位   | 名前             | P   | 競技・職業     | 所属                           | 備考                                               |
| ------ | ---------------- | --- | -------------- | ------------------------------ | -------------------------------------------------- |
| 第9位  | 田中一徳         | 200 | プロ野球       | 横浜ベイスターズ               | 前回総合4位                                        |
| 第10位 | デイブ・ロバーツ | 180 | メジャーリーグ | ロサンゼルス・ドジャース       | 前回総合6位                                        |
| 第11位 | 吉田秀彦         | 105 | 総合格闘技     | 吉田道場                       | 前回総合10位                                       |
| 第12位 | ボブ・サップ     | 100 | 格闘技         | チーム・ビースト               | 第11回芸能人サバイバルバトル・スペシャルバトル出場 |
| 第13位 | 曙太郎           | 070 | 格闘技         | チーム・ヨコヅナ               |                                                    |
| 第13位 | 古田敦也         | 070 | プロ野球       | ヤクルトスワローズ             | 前回総合12位                                       |
| 第15位 | 大畑大介         | 060 | ラグビー       | 神戸製鋼コベルコスティーラーズ | 前回総合No.1                                       |

種目別結果
| BATTLE | 競技名           | 挑戦人数 | No.1               | 記録      | 実況                                            | 備考                                  |
| ------ | ---------------- | -------- | ------------------ | --------- | ----------------------------------------------- | ------------------------------------- |
| 1st    | WORK OUT GUYS    | 11人     | 里見恒平           | 1分05秒80 | 古舘伊知郎                                      |                                       |
| 2nd    | BEACH FLAGS      | 12人     | 里見恒平           |           | 初田啓介                                        |                                       |
| 3rd    | MONSTER BOX      | 10人     | 池谷直樹           | 21段      | 初田啓介（15段まで） 古舘伊知郎（16段以降）     | 三浦貴 20段(プロスポーツマン記録タイ) |
| 4th    | SPIN OFF         | 13人     | ボブ・サップ       |           | 小笠原亘                                        |                                       |
| 5th    | THE GALLON THROW | 11人     | 斉藤祐也、河口正史 | 5m75cm    | 志賀大士（5m00cmまで） 古舘伊知郎（5m25cm以降） |                                       |
| 6th    | POWER FORCE      | 11人     | 吉田秀彦           |           | 古舘伊知郎                                      |                                       |
| 7th    | TAIL IMPOSSIBLE  | 9人      | 三浦貴             |           | 志賀大士                                        |                                       |
| Final  | SHOT-GUN-TOUCH   | 10人     | 里見恒平           | 13m00cm   | 古舘伊知郎                                      |                                       |

樽投げ世界一決定戦・THE GALLON THROW World Championship(7人出場)
| 順位  | 名前                   | 記録               | 国籍       | 備考                           |
| ----- | ---------------------- | ------------------ | ---------- | ------------------------------ |
| 第1位 | 室伏広治               | 8m00cm(世界新記録) | 日本       | 自己記録7m50cm                 |
| 第2位 | ジョン・ゴディナ       | 7m25cm             | アメリカ   | 自己記録7m75cm(世界記録保持者) |
| 第2位 | アンドレイ・スクワルク | 7m25cm             | ウクライナ | 初挑戦                         |
| 第2位 | イルヤ・コノヴァロフ   | 7m25cm             | ロシア     | 自己記録6m75cm                 |
| 第5位 | ゾルト・デメト         | 7m00cm             | ハンガリー | 初挑戦                         |
| 第5位 | イワン・チホン         | 7m00cm             | ベラルーシ | 初挑戦                         |
| 第7位 | プリモジュ・コズムス   | 6m50cm             | スロベニア | 初挑戦                         |

三色筋肉女子日本一決定戦(6人出場)
| 順位  | 名前       | 回数  | スポーツ・職業   | 所属                              | 備考                                        |
| ----- | ---------- | ----- | ---------------- | --------------------------------- | ------------------------------------------- |
| 第1位 | 藤井恵     | 180回 | サンボ           | AACC                              |                                             |
| 第2位 | 松井千夏   | 169回 | スカッシュ       | チームワタナベ                    |                                             |
| 第3位 | 四元奈生美 | 158回 | 卓球             | スポーツスタジオ エントリーナオミ |                                             |
| 第4位 | 水野裕子   | 131回 | タレント         | ソニー・ミュージックアーティスツ  | クイーンズチャレンジバトル総合No.1・2連覇中 |
| 第5位 | 山田よう子 | 122回 | アームレスリング | 日本アームレスリング連盟          |                                             |
| 第6位 | 山田海蜂   | 105回 | 新体操           |                                   |                                             |

第10回記念大会ということでケイン・コスギが復活。今大会が最後の参戦となる。前回欠場した池谷直樹も出場し、こちらは今大会から2009年まで出場を続けている。
今大会からユニフォームがノースリーブシャツに変更され、以降のプロ、芸能人大会でも主流となる。また、プロ大会で初めてディフェンディングチャンピオンのみが着用できる色付きのジャージが登場し、今大会はイエロージャージを前回総合No.1の大畑が着用した。
WORK OUT GUYSでは初出場の里見恒平が最終組で登場し、いきなりNo.1を勝ち取った。BEACH FLAGSでは3回戦で2年ぶりに出場したケイン、池谷が隣同士となり、デットヒートを見せるも僅かに池谷が先着。池谷は大きな雄たけびを上げた。ケインは5年ぶりの3回戦敗退となった。準々決勝では2年ぶりの出場となる三浦貴が脱落。また前種目No.1の里見が他者を圧倒するスピードを見せつけた。準決勝でも里見が他者を圧倒。前回の覇者である大畑大介がここで里見、池谷に完敗を喫し、2年ぶりの準決勝敗退となった。決勝でも里見が池谷を圧倒し、2種目連続となるNo.1となった。
MONSTER BOXでは池谷が21段でNo.1。三浦貴がMONSTER BOXでプロスポーツマンタイ記録となる20段を記録し2位に。ケインは19段で足首を痛め、三浦と同じく2位に終わる。暫定総合1位の里見は14段と記録は伸びず、続くSPIN OFFでも河口正史に対し初戦敗退、THE GALLON THROWでも4m50cmとコツがつかめぬまま低記録に終わる。SPIN OFFではボブ・サップがNo.1。THE GALLON THROWでは斉藤祐也と河口が5m75cmでNo.1。同競技で河口は1999年以来となるNo.1となった。河口はPOWER FORCEでも2年ぶりに決勝進出を果たすも、前年も敗戦を喫した吉田秀彦に再び敗戦。TAIL IMPOSSIBLEでは三浦がNo.1に輝き、暫定総合1位につける。ここまで1位だった河口は三浦に10P差で逆転される。
最終種目のSHOT-GUN-TOUCHの時点でかなりの接戦だったが、河口はまたしても自己記録に届かない12m00cmで終了。暫定総合4位だったケインも記録12m50cmで終わり、総合No.1争いは三浦と里見に絞られた。三浦は前回の自己記録12m00cmを70cmも更新する12m70cmを記録して試技終了した。里見は上手くコツを掴めず首を振る場面が多く見られたが、距離は十分に届いており、13m00cmまで到達。1回目はわずかに失敗したが、2回目に腕でボールに触れるという完璧な成功。総合ランキングも河口を抜いて2位に浮上した。これで13m30cmをクリアすれば逆転で総合No.1という展開であったが失敗。これにより三浦は第5回大会の飯田哲也以来となるプロ野球選手での総合No.1となった。
久々の出場で注目を集めたケインは、総合No.1争いに辛うじて絡んでいたものの成績は芳しくなく、MONSTER BOXでは足首を痛めたこともあり20段、SHOT-GUN-TOUCHでも12m50cmといずれも自己記録を下回り、SPIN OFFではこの種目2位となった斉藤祐也、POWER FORCEではNo.1となった吉田秀彦と自身の初戦で当たるなどくじ運にも恵まれず、自己最低タイの総合4位に終わり、また自身が出場した大会で初めて種目別No.1をとることができなかった。同じくプロスポーツマン大会では久々の出場の池谷も3年ぶりにMONSTER BOX No.1、BEACH FLAGS 決勝進出を果たす活躍もあったが、SHOT-GUN-TOUCHでは自己記録を下回る12m00cm に終わるなど総合5位に終わった。また前回総合No.1の大畑は、BEACH FLAGS終了後に左足に違和感を訴えたため、それ以降の種目は棄権した。一方、当時大畑のチームメイトだった斉藤がSPIN OFFで決勝進出、THE GALLON THROWで河口と種目別No.1を分け合うなどパワー系種目で活躍し、総合6位に入賞した。
2年ぶりに開催されたスペシャルバトルのTHE GALLON THROWでは、世界記録保持者のジョン・ゴディナが、7m50cmを失敗し自己記録に及ばず脱落。前回2位の室伏広治が雪辱を果たすと、世界記録を5cm上回る7m80cmを成功させ、世界新記録を樹立。さらにその後8m00cmも成功させ、初めて8mの大台に到達した。
三色筋肉女子日本一決定戦では、クイーンズチャレンジバトル総合No.1の水野裕子が芸能人でただ1人挑むも健闘及ばず4位。No.1の藤井恵に大差の完敗となった。
『炎のバトルシリーズ!!今夜決定!プロスポーツマンNo.1選手権』から総合実況を担当した古舘伊知郎は今大会をもって番組を降板し、今大会がスポーツバラエティ番組（SASUKEを含めた筋肉番付系列）での最後の実況となった。
オープニングのラストカットは里見恒平のSHOT-GUN-TOUCH 13m00cm。

### 第11回 - 第15回（2005年 - 2009年）

#### 第11回（2005年）
(1月1日 18:30-23:24)スポーツマンNo.1決定戦XXVIII 収録会場：幕張メッセ
総合順位(20人出場・総合順位入賞8人)
| 順位  | 名前                     | P   | 競技・職業     | 所属                         | 備考                                     |
| ----- | ------------------------ | --- | -------------- | ---------------------------- | ---------------------------------------- |
| 第1位 | 池谷直樹                 | 490 | 体操           | ホリプロ                     | 前回総合5位、芸能人サバイバルバトル2連覇 |
| 第2位 | 赤田将吾                 | 455 | プロ野球       | 西武ライオンズ               | 第6回大会総合5位                         |
| 第3位 | 三浦貴                   | 405 | プロ野球       | 読売ジャイアンツ             | 前回総合No.1                             |
| 第4位 | スコット・ポドセドニック | 380 | メジャーリーグ | ミルウォーキー・ブルワーズ   |                                          |
| 第5位 | 西村晃一                 | 350 | ビーチバレー   | レオパレス・ビーチウインズ   | 前々回総合14位                           |
| 第6位 | 石田力哉                 | 275 | アメフト       | アムステルダム・アドミラルズ |                                          |
| 第7位 | 中田大輔                 | 270 | トランポリン   | J-POWER                      | 前回総合7位                              |
| 第8位 | 相川亮二                 | 220 | プロ野球       | 横浜ベイスターズ             |                                          |
| 第8位 | 古田敦也                 | 220 | プロ野球       | ヤクルトスワローズ           | 前回総合13位                             |

以下の順位
| 順位   | 名前             | P   | 競技・職業       | 所属                               | 備考         |
| ------ | ---------------- | --- | ---------------- | ---------------------------------- | ------------ |
| 第10位 | 中島裕之         | 205 | プロ野球         | 西武ライオンズ                     |              |
| 第11位 | 吉田尚史         | 200 | ラグビー         | サントリーサンゴリアス             |              |
| 第12位 | 小比類巻貴之     | 170 | 格闘技           | チームドラゴン                     |              |
| 第13位 | 木元邦之         | 130 | プロ野球         | 北海道日本ハムファイターズ         | 前回総合8位  |
| 第14位 | ボビー・オロゴン | 115 | 格闘技           | アレムコプロダクション             |              |
| 第15位 | 古木克明         | 100 | プロ野球         | 横浜ベイスターズ                   |              |
| 第16位 | 駒野友一         | 095 | サッカー         | サンフレッチェ広島                 |              |
| 第17位 | カラエフ・アラン | 080 | アームレスリング | リングスロシア                     |              |
| 第18位 | 森崎浩司         | 075 | サッカー         | サンフレッチェ広島                 |              |
| 第19位 | 曙太郎           | 025 | 格闘技           | チーム・ヨコヅナ                   | 前回総合13位 |
| 第19位 | レイ・セフォー   | 025 | 格闘技           | レイ・セフォー・ファイトアカデミー |              |

種目別結果
| BATTLE | 競技名          | 挑戦人数 | No.1                               | 記録                              | 実況                                         | 備考 |
| ------ | --------------- | -------- | ---------------------------------- | --------------------------------- | -------------------------------------------- | ---- |
| 1st    | BEACH FLAGS     | 17人     | 池谷直樹                           |                                   | 小笠原亘                                     |      |
| 2nd    | SPIN OFF        | 17人     | 石田力哉                           |                                   | 佐藤文康（2回戦まで） 小笠原亘（準決勝以降） |      |
| 3rd    | MONSTER BOX     | 13人     | 池谷直樹                           | 20段                              | 佐藤文康（14段まで） 初田啓介（15段以降）    |      |
| 4th    | THIRTY          | 16人     | 古田敦也                           |                                   |                                              |      |
| 5th    | BURN OUT GUYS   | 16人     | 西村晃一                           | 1分05秒22(プロスポーツマン新記録) | 初田啓介                                     |      |
| 6th    | TAIL IMPOSSIBLE | 17人     | 三浦貴                             |                                   | 佐藤文康                                     |      |
| 7th    | WORK OUT GUYS   | 15人     | 石田力哉                           | 48秒17(プロスポーツマン新記録)    | 小笠原亘                                     |      |
| Final  | SHOT-GUN-TOUCH  | 14人     | 池谷直樹、スコット・ポドセドニック | 12m90cm                           | 初田啓介                                     |      |

樽投げ世界一決定戦・THE GALLON THROW World Championship(8人出場)
| 順位  | 名前                       | 記録               | 国籍       | 備考                           |
| ----- | -------------------------- | ------------------ | ---------- | ------------------------------ |
| 第1位 | 室伏広治                   | 8m25cm(世界新記録) | 日本       | 自己記録8m00cm(世界記録保持者) |
| 第2位 | ジェームズ・パーカー       | 8m00cm             | アメリカ   | 初挑戦                         |
| 第3位 | クリスティアン・パルシュ   | 7m75cm             | ハンガリー | 初挑戦                         |
| 第4位 | イワン・チホン             | 7m50cm             | ベラルーシ | 自己記録7m00cm                 |
| 第4位 | ジョン・ゴディナ           | 7m50cm             | アメリカ   | 自己記録7m75cm                 |
| 第6位 | ワディム・デフヤトフスキー | 7m00cm             | ベラルーシ | 初挑戦                         |
| 第7位 | プリモジュ・コズムス       | 6m50cm             | スロベニア | 自己記録6m50cm                 |
| 第8位 | 野口安忠                   | 記録なし           | 日本       | 初挑戦                         |

跳び箱世界一決定戦・MONSTER BOX World Championship(男子11人・女子5人出場)
| 順位  | 名前                   | 記録               | 国籍       | 備考                         |
| ----- | ---------------------- | ------------------ | ---------- | ---------------------------- |
| 第1位 | 水鳥寿思               | 23段(世界記録タイ) | 日本       | 初挑戦                       |
| 第1位 | モーガン・ハム         | 23段(世界記録タイ) | アメリカ   | 初挑戦                       |
| 第3位 | ヨー・ホンチュル       | 22段               | 韓国       | 自己記録23段(世界記録保持者) |
| 第4位 | 米田功                 | 21段               | 日本       | 初挑戦                       |
| 第5位 | ゲルバシオ・デフェル   | 20段               | スペイン   | 自己記録22段                 |
| 第5位 | エフゲニ・サプロネンコ | 20段               | ラトビア   | 初挑戦                       |
| 第5位 | ヨルダン・ヨブチェフ   | 20段               | ブルガリア | 自己記録19段                 |
| 第5位 | ブレイン・ウィルソン   | 20段               | アメリカ   | 自己記録20段                 |
| 第9位 | ワレリー・ゴンチャロフ | 18段               | ウクライナ | 初挑戦                       |
| 第9位 | ポール・ハム           | 18段               | アメリカ   | 初挑戦                       |
| 第9位 | マリアン・ドラグレスク | 18段               | ルーマニア | 自己記録20段                 |

| 順位  | 名前                   | 記録                 | 国籍       | 備考   |
| ----- | ---------------------- | -------------------- | ---------- | ------ |
| 第1位 | ミラベラ・アフヌ       | 17段(女子世界新記録) | ウクライナ | 初挑戦 |
| 第2位 | アローナ・クバシャ     | 16段                 | ウクライナ | 初挑戦 |
| 第3位 | スベトラーナ・ホルキナ | 15段                 | ロシア     | 初挑戦 |
| 第4位 | アンナ・パヴロワ       | 14段                 | ロシア     | 初挑戦 |
| 第5位 | イリナ・ヤロツカ       | 12段                 | ウクライナ | 初挑戦 |

ディフェンディングチャンピオンとなった三浦貴はイエロージャージで登場。しかし、MONSTER BOXは自己最低の18段で終わり(プロスポーツマン記録を共に記録している中田大輔も18段で終了)、BEACH FLAGSで2回戦敗退、SPIN OFFとTHIRTYも1回戦敗退、更にBURN OUT GUYSでは腕立て伏せのエリアでメカニカルトラブルが発生し、再挑戦を余儀なくされ、最終的に3位に入ったものの、大苦戦を強いられてしまう。対照的にTAIL IMPOSSIBLEは今回も制し、この種目としては3回目のNo.1を達成。この種目終了時点で暫定総合4位で何とか総合No.1争いには食い込んだ。
一方、前回総合5位だった池谷直樹は、BEACH FLAGSでプロスポーツマン大会では自身4年ぶりの種目別No.1を獲得。MONSTER BOXも記録20段で余裕の種目別No.1獲得。BURN OUT GUYSもNo.1こそ逃したものの、この種目2位の活躍で暫定総合1位に立ち、初の元日制覇に大きく前進した。
MONSTER BOXでは14段で古田敦也が成功した後、ボビー・オロゴンをはじめとする選手が次々と失敗。結局、14段を成功したのが古田のみで15段挑戦者がたった4人(池谷、三浦、中田、古田)という波乱が起きた。
最終種目の1つ前に行われたWORK OUT GUYSでは、第9回大会までのバージョンとは異なるものの石田力哉がケイン・コスギ以来となる40秒台の記録を出し、この種目のNo.1を獲得し、SPIN OFFも含めパワー系2種目を制覇。三浦は5年ぶりに出場で、今大会、暫定総合3位につけていた赤田将吾と対戦するも、赤田が59秒13を出して三浦に勝利し、この種目の暫定2位。暫定総合1位につけていた池谷は、この種目で8位以内に入らなければ総合ランキングで赤田に逆転される所だったが6位でゴールし、暫定トップの座をキープした。
この結果、SHOT-GUN-TOUCH開始時点で暫定総合1位の池谷を暫定総合2位の赤田が15P差で追う展開となる。この為、SHOT-GUN-TOUCHでは赤田が池谷の記録を20cm上回れば逆転となり、池谷は自己記録12m50cmに対し、赤田は12m70cmだった為、赤田が有利かと思われた。互いに失敗無しで迎えた12m70cmで赤田は1回目の試技でボールを見ていなかった事が災いしたか、体がずれて触れられず。その後池谷は自己記録を20cm上回る12m70cmを距離にかなりの余裕を残してクリア。後が無い2回目の試技に挑んだ赤田はボールを見てはいなかったものの成功させ、15P差のまま12m90cmへ。
しかし、赤田はこの距離を失敗してしまい、池谷が逃げ切りで総合No.1となった。池谷はその後、12m90cmを成功させ、永井大を抜いて芸能人歴代2位の記録保持者となり、第6回大会のケイン・コスギ以来、史上2人目となる芸能人サバイバルバトルとプロスポーツマン大会の両大会制覇を達成した。池谷はこの大会の前に芸能人サバイバルバトル2連覇をしており、実質的な3連覇を達成。尚、池谷はこの大会を除いては12m60cmまでしかクリアしていない。また、SHOT-GUN-TOUCHは池谷と共にノーミスで12m90cmまでクリアしたスコット・ポドセドニックと共に種目別No.1を分け合った。一方、総合連覇に僅かな望みを懸けていた三浦は自己記録である12m70cmを成功させるも及ばず、THIRTYまでについたポイント差が仇となり総合3位に終わった。
また、THIRTYでは常に種目別No.1候補と目されていた古田敦也が、準決勝で赤田、決勝で中島裕之と日本一の西武勢を完全撃破。1回戦と決勝でパーフェクトゲームを2度も成功させる完璧な試合運びで、7回目の出場にして初の種目別No.1獲得。SPIN OFFでも準決勝まで駒を進め、さらに総合8位タイで自身初の総合順位での入賞。古田はこの後、現役を引退した為、今大会が最後の出場となった。第9回大会を途中棄権した西村晃一はBEACH FLAGSで再び決勝進出を果たし、敗れたもののBURN OUT GUYSで種目別No.1を獲得。TAIL IMPOSSIBLEは決勝レース進出で2位などの活躍で、WORK OUT GUYSまでは暫定総合2位でNo.1争いを演じ、最終的には総合5位入賞を果たした。
アテネ五輪にて開催されたMONSTER BOX World Championshipは男女共に開催され、女子ではミラベラ・アフヌが女子世界記録を更新する17段を樹立。日本とアテネの同時中継で行われた男子は、アテネ会場では世界記録保持者のヨー・ホンチュルと初挑戦のモーガン・ハムが23段に進出してモーガンのみが成功。ヨーは一回目の試技で失敗した後、競技を棄権した。日本会場では米田功と水鳥寿思が挑戦し、米田は記録21段に終わったが水鳥は22段も圧巻のクリアで23段では両足着地で成功させた。その後モーガンと水鳥は24段に挑むも2回とも失敗に終わった。しかし共に非常に惜しい失敗であり、跳び箱の頂上までは二人とも体を運んでいる。水鳥は「人間としては跳べない高さじゃないなというのは思いました」と語った。THE GALLON THROWのスペシャルバトルでは、室伏広治が昨年の記録をまたしても更新。8m25cmというとてつもない記録を叩き出した。
今大会はアテネ五輪が開催された後の大会であり、選手入場のオープニングで、宮殿（モデルはパルテノン神殿）の外壁が崩れ、崩れ去った瓦礫と共にコロッセオが姿を現すというCG演出が施された。このオープニングは今大会以降、プロ・芸能人大会問わず登場している。
オープニングのラストカットは赤田将吾のSHOT-GUN-TOUCH 12m70cm。

#### 第12回（2006年）
(1月1日 18:30-23:24)スポーツマンNo.1決定戦XXXI 収録会場：幕張メッセ
総合順位(21人出場・総合順位入賞6人)
| 順位  | 名前             | P   | 競技・職業   | 所属                 | 備考                        |
| ----- | ---------------- | --- | ------------ | -------------------- | --------------------------- |
| 第1位 | 宮﨑大輔         | 375 | ハンドボール | 大崎OSOL             |                             |
| 第2位 | 池谷直樹         | 370 | 体操         | ホリプロ             | 前回総合No.1                |
| 第3位 | 青木宣親         | 340 | プロ野球     | ヤクルトスワローズ   |                             |
| 第4位 | なかやまきんに君 | 310 | お笑い芸人   | 吉本興業             | 芸能人サバイバルバトル2連覇 |
| 第5位 | 赤田将吾         | 280 | プロ野球     | 西武ライオンズ       | 前回総合2位                 |
| 第6位 | 小林宏之         | 195 | プロ野球     | 千葉ロッテマリーンズ |                             |

以下の順位
| 順位   | 名前                 | P   | 競技・職業       | 所属(当時・チーム名)         | 備考         |
| ------ | -------------------- | --- | ---------------- | ---------------------------- | ------------ |
| 第7位  | 波多野和也           | 190 | バスケットボール | 大阪エヴェッサ               |              |
| 第8位  | 森谷昭仁             | 145 | プロ野球         | 東北楽天ゴールデンイーグルス |              |
| 第9位  | ショーン・フィギンズ | 125 | メジャーリーグ   | ロサンゼルス・エンゼルス     |              |
| 第10位 | 小比類巻貴之         | 110 | 格闘技           | チームドラゴン               | 前回総合12位 |
| 第11位 | 多村仁               | 085 | プロ野球         | 横浜ベイスターズ             |              |
| 第12位 | 相川亮二             | 080 | プロ野球         | 横浜ベイスターズ             | 前回総合8位  |
| 第12位 | 栗山巧               | 080 | プロ野球         | 西武ライオンズ               |              |
| 第12位 | 西岡剛               | 080 | プロ野球         | 千葉ロッテマリーンズ         |              |
| 第15位 | 所英男               | 070 | 総合格闘技       | リバーサルジム               |              |
| 第16位 | ボビー・オロゴン     | 010 | 格闘技           | アレムコプロダクション       | 前回総合14位 |

本戦6種目出場も総合ランキングに入っていない選手・スペシャルバトルのみの出場
| 名前             | 競技・職業 | 所属                     | 備考                                |
| ---------------- | ---------- | ------------------------ | ----------------------------------- |
| ヨー・ホンチュル | 体操       |                          | MONSTER BOX世界記録保持者(23段)     |
| モーガン・ハム   | 体操       | アメリカ代表             | MONSTER BOX世界記録保持者(23段)     |
| ワッキー         | お笑い芸人 | 吉本興業                 | 第14回芸能人サバイバルバトル総合2位 |
| 亀田興毅         | ボクシング | 協栄ジム                 |                                     |
| 須藤元気         | 格闘技     | ビバリーヒルズ柔術クラブ | 第12回芸能人サバイバルバトル総合5位 |

種目別結果
| BATTLE | 競技名          | 挑戦人数 | No.1             | 記録                             | 実況                                                          | 備考                         |
| ------ | --------------- | -------- | ---------------- | -------------------------------- | ------------------------------------------------------------- | ---------------------------- |
| 1st    | BURN OUT GUYS   | 16人     | 池谷直樹         | 59秒11(世界新記録・芸能人新記録) | 初田啓介 駒田健吾（第3組から第5組まで） 小笠原亘（第6組のみ） |                              |
| 2nd    | BEACH FLAGS     | 15人     | 池谷直樹         |                                  | 藤森祥平                                                      |                              |
| 3rd    | MONSTER BOX     | 18人     | 池谷直樹         | 22段                             | 小笠原亘（17段まで） 初田啓介（18段以降） 藤森祥平（別会場）  |                              |
| SP     | QUICK MUSCLE    | 10人     | 亀田興毅         | 250回(プロスポーツマン新記録)    | 小笠原亘                                                      | 池谷直樹 222回(芸能人新記録) |
| 4th    | TAIL IMPOSSIBLE | 8人      | なかやまきんに君 |                                  | 藤森祥平                                                      |                              |
| 5th    | POWER FORCE     | 13人     | 青木宣親         |                                  | 駒田健吾（2回戦まで） 初田啓介（準決勝以降）                  |                              |
| Final  | SHOT-GUN-TOUCH  | 14人     | 青木宣親         | 13m60cm(世界新記録)              | 初田啓介                                                      |                              |

パワーバトル怪力世界一決定戦(9人出場)
| 名前             | 競技・職業         | 所属                         | 備考               |
| ---------------- | ------------------ | ---------------------------- | ------------------ |
| 琴欧州           | 大相撲             | 佐渡ヶ嶽部屋                 |                    |
| 千代大海         | 大相撲             | 九重部屋                     |                    |
| ボブ・サップ     | 格闘技             | チーム・ビースト             | 第10回大会総合12位 |
| 里見恒平         | アメフト           | オービックシーガルス         | 第10回大会総合2位  |
| 石田力哉         | アメフト           | アムステルダム・アドミラルズ | 前回総合6位        |
| サム・グレコ     | 格闘技             | チーム・ビースト             |                    |
| 武藤一之         | パワーリフティング | Brave Farm                   |                    |
| 鈴木健想         | プロレス           | ハッスル                     |                    |
| アラン・カラエフ | 格闘技             | リングスロシア               | 前回総合17位       |

種目別結果
| BATTLE | 競技名           | 挑戦人数 | No.1                           | 記録   | 実況     | 備考 |
| ------ | ---------------- | -------- | ------------------------------ | ------ | -------- | ---- |
| 1st    | SPIN OFF         | 9人      | 石田力哉                       |        | 小笠原亘 |      |
| 2nd    | THE TUG-OF-WAR   | 8人      | アラン・カラエフ               |        | 小笠原亘 |      |
| Final  | THE GALLON THROW | 8人      | アラン・カラエフ、ボブ・サップ | 7m00cm | 小笠原亘 |      |

ディフェンディングチャンピオンとして挑んだ池谷直樹がいきなり3種目連続No.1というこれ以上ないスタートを切った。BURN OUT GUYSでは史上初の50秒台を達成。BEACH FLAGSでは球界一の俊足、森谷昭仁を決勝で撃破。MONSTER BOXでは史上初めて3人の世界記録保持者が激突したが、ヨー・ホンチュルは19段成功の後に20段をパス。その後、21段で失敗して記録19段で試技終了。モーガン・ハムも記録21段で試技終了。池谷が22段を成功して2人に勝利した。
この時点では池谷の独走であり、それを追いかけていたのが初出場の宮﨑大輔、そして、プロスポーツマン大会初出場のなかやまきんに君である。宮﨑はMONSTER BOX初挑戦で19段を成功させる快挙。その後も安定した成績を収め、SHOT-GUN-TOUCHまで暫定総合3位で追いかけていた。暫定総合2位だったきんに君は、BEACH FLAGSは1回戦で西岡剛に勝負を挑み勝利し、準々決勝まで進出した。TAIL IMPOSSIBLEを制するもPOWER FORCEでは2回戦敗退した為、池谷との差が広がったまま暫定総合2位でSHOT-GUN-TOUCHへ。
迎えたSHOT-GUN-TOUCHで、きんに君は12m00cmで高さがあり過ぎた為か1回目に失敗。2回目で成功するもその後自己新記録となる12m50cmに失敗し試技終了。総合No.1争いは池谷と宮﨑の2人に絞られた。75Pもの差をつけていた池谷だが、11m50cmで限りなくエビ反りに近いフォームでダイブし、フォームに違和感を露呈し、手では触れられず腕で掠るような形で成功という際どいシーンとなった。さらに12m50cmでは1回目の試技でふくらはぎがつってしまい僅かに届かず、後の無い2回目も失敗した。
残された宮﨑は持ち前のスピードで少しずつポイント差を縮めていく。そして遂に13m10cmまで到達し、ここをクリアすれば5P差で大逆転の総合No.1決定という大勝負。1回目は非常に惜しい所で失敗したが、2回目の試技で成功。大逆転での総合No.1となった。種目別No.1にならずに総合No.1になったのは大会史上唯一である。
初出場の青木宣親はBEACH FLAGSこそ1回戦敗退となったものの、POWER FORCEで種目別No.1を獲得。更にSHOT-GUN-TOUCHでは最初こそコツをつかめずにいたものの、総合No.1争いを繰り広げる宮﨑と共に記録を伸ばしていった。そして遂には世界新記録の13m60cmを成功させる偉業を成し遂げ、総合3位に食い込んだ。今回はかつて同じヤクルトの選手でSHOT-GUN-TOUCH元世界記録保持者の飯田哲也が6年ぶりにコロッセオに訪れ（当時同じ楽天の選手だった森谷昭仁のコーチ役）、その目の前での世界新記録樹立であった。
パワーバトルには第10回大会で総合2位となった里見恒平が出場。同大会ではTHE GALLON THROWの記録が4m50cmに終わっていたが、今回は6m00cmという大台を突破して本来の実力を見せつけた。また、第11回大会総合6位の石田力哉も同じく6m00cmをマーク。こちらは前回に続いてSPIN OFFの種目別連覇を達成した。
今大会はこれまで芸能人大会のみの登場であったQUICK MUSCLEがプロスポーツマン大会に初登場し、芸能人記録保持者の池谷が222回で記録を更新したが、亀田興毅が250回を記録し、初代プロスポーツマン記録を作った。
今大会から総合順位入賞の人数が8人から6人に変更された。
オープニングのラストカットは青木宣親のSHOT-GUN-TOUCH 13m60cm。

#### 第13回（2007年）
(1月1日 18:30-22:54)スポーツマンNo.1決定戦XXXIV 収録会場：パシフィコ横浜
総合順位(16人出場・総合順位入賞6人)
| 順位  | 名前                | P   | 競技・職業     | 所属                         | 備考                                 |
| ----- | ------------------- | --- | -------------- | ---------------------------- | ------------------------------------ |
| 第1位 | ポール・A・テレック | 470 | 陸上・十種競技 | アメリカ代表                 |                                      |
| 第2位 | 木下典明            | 435 | アメフト       | アムステルダム・アドミラルズ |                                      |
| 第3位 | 池谷直樹            | 390 | 体操           | ホリプロ                     | 前回総合2位                          |
| 第4位 | 宮﨑大輔            | 385 | ハンドボール   | 大崎OSOL                     | 前回総合No.1                         |
| 第5位 | 永井大              | 330 | 俳優           | ケイダッシュ                 | 第10回芸能人サバイバルバトル総合No.1 |
| 第6位 | 赤田将吾            | 315 | プロ野球       | 埼玉西武ライオンズ           | 前回総合5位                          |

以下の順位
| 順位   | 名前               | P   | 競技・職業       | 所属                   | 備考 |
| ------ | ------------------ | --- | ---------------- | ---------------------- | ---- |
| 第7位  | 柏木真介           | 215 | バスケットボール | アイシンシーホース     |      |
| 第8位  | 網野友雄           | 195 | バスケットボール | アイシンシーホース     |      |
| 第8位  | 片岡易之           | 195 | プロ野球         | 埼玉西武ライオンズ     |      |
| 第10位 | 井出有治           | 190 | モータースポーツ | スーパーアグリF1チーム |      |
| 第11位 | ハンリー・ラミレス | 180 | メジャーリーグ   | フロリダ・マーリンズ   |      |
| 第12位 | 梅崎司             | 175 | サッカー         | 大分トリニータ         |      |
| 第13位 | 小林大悟           | 145 | サッカー         | 大宮アルディージャ     |      |
| 第14位 | 白鳥勝浩           | 130 | ビーチバレー     | 湘南ベルマーレ         |      |
| 第14位 | 吉村裕基           | 130 | プロ野球         | 横浜ベイスターズ       |      |
| 第16位 | 佐藤寿人           | 105 | サッカー         | サンフレッチェ広島     |      |

種目別結果
| BATTLE | 競技名          | 挑戦人数 | No.1                | 記録                                       | 実況                                        | 備考                          |
| ------ | --------------- | -------- | ------------------- | ------------------------------------------ | ------------------------------------------- | ----------------------------- |
| 1st    | BEACH FLAGS     | 16人     | 池谷直樹            |                                            | 小笠原亘                                    |                               |
| 2nd    | BURN OUT GUYS   | 16人     | 木下典明            | 54秒11(世界新記録・プロスポーツマン新記録) | 初田啓介                                    | 池谷直樹 55秒26(芸能人新記録) |
| 3rd    | MONSTER BOX     | 15人     | 池谷直樹            | 20段                                       | 小笠原亘（17段まで） 初田啓介（18段以降）   |                               |
| 4th    | POWER FORCE     | 14人     | ポール・A・テレック |                                            | 蓮見孝之（1回戦まで） 小笠原亘（2回戦以降） |                               |
| 5th    | 25              | 16人     | ポール・A・テレック |                                            | 蓮見孝之                                    |                               |
| 6th    | TAIL IMPOSSIBLE | 14人     | ポール・A・テレック |                                            | 小笠原亘                                    |                               |
| Final  | SHOT-GUN-TOUCH  | 16人     | 赤田将吾、木下典明  | 13m30cm                                    | 初田啓介                                    |                               |

パワーバトル 総合順位(10人出場)
| 順位  | 名前       | P   | 競技・職業 | 所属                         | 備考                                |
| ----- | ---------- | --- | ---------- | ---------------------------- | ----------------------------------- |
| 第1位 | 朝青龍     | 240 | 大相撲     | 高砂部屋                     |                                     |
| 第2位 | 琴光喜     | 190 | 大相撲     | 佐渡ケ嶽部屋                 |                                     |
| 第3位 | 把瑠都     | 170 | 大相撲     | 尾上部屋                     |                                     |
| 第4位 | 石田力哉   | 110 | アメフト   | アムステルダム・アドミラルズ | 前々回総合6位・前回パワーバトル出場 |
| 第4位 | 斉藤祐也   | 110 | ラグビー   |                              | 第10回大会総合6位                   |
| 第6位 | 琴欧洲     | 100 | 大相撲     | 佐渡ヶ嶽部屋                 | 前回パワーバトル出場                |
| 第6位 | 佐々木健介 | 100 | プロレス   | 健介オフィス                 |                                     |
| 第8位 | 安馬       | 070 | 大相撲     | 伊勢ヶ濱部屋                 |                                     |
| 第9位 | 中西学     | 050 | プロレス   | 新日本プロレス               |                                     |
| 第9位 | 伏見俊昭   | 050 | 競輪       | 日本競輪選手会福島支部       |                                     |

種目別結果
| BATTLE | 競技名           | 挑戦人数 | No.1               | 記録   | 実況   | 備考 |
| ------ | ---------------- | -------- | ------------------ | ------ | ------ | ---- |
| 1st    | SPIN OFF         | 10人     | 琴欧洲             |        | 梅田淳 |      |
| 2nd    | THE TUG-OF-WAR   | 8人      | 把瑠都             |        | 梅田淳 |      |
| Final  | THE GALLON THROW | 9人      | 朝青龍、佐々木健介 | 6m00cm | 梅田淳 |      |

前回総合No.1の宮﨑大輔はレッドジャージで登場。第1種目のBEACH FLAGSで初出場の木下典明が猛スピードを見せつけ、宮﨑は準決勝で敗退。順当に決勝まで駒を進めた木下だったが、池谷直樹に敗れた。池谷はこれでプロスポーツマン大会のBEACH FLAGSでは3連覇となり、プロ通算4回目の種目別No.1となった。第2種目のBURN OUT GUYSは第1組の池谷が55秒26という好タイムを出すが、その後宮﨑、赤田将吾、永井大と50秒台を出す選手が続出。特に宮﨑は56秒89というかなり惜しいタイムであった。最終的には木下が54秒11で種目別No.1となった。なお、木下と対戦した小林大悟は50秒台ペースであったものの、最後の雲梯で落下してしまい、失格に終わった。これで前年度の種目別No.1の記録を5人が上回る結果となった。MONSTER BOXでも、かつては鬼門だった16段を史上最多となる11人もの選手が越えていき、木下典明はアメフト選手新記録となる17段を、網野友雄はバスケットボール選手新記録となる19段を成功。更に身長190cm・体重91kgのポール・A・テレックが初挑戦にして18段を成功させ、強烈なインパクトを与えた。種目別No.1は順当に池谷が獲得し、世界新記録の24段に挑んだが失敗に終わった。
この時点で、暫定総合1位が池谷、暫定総合2位が木下であったが、ここからポールが圧倒的ポテンシャルを見せ付ける。POWER FORCEの1回戦で暫定総合2位の木下を秒殺に仕留め、対戦相手を全く相手にせずに種目別No.1を獲得する。ちなみにポールが木下に勝利した瞬間、池谷は飛び跳ねて喜び、握手までしている。更に頭脳系新種目の25、TAIL IMPOSSIBLEも制し、3種目連続でNo.1を獲得。総合ランキングも遂に池谷を逆転して、暫定総合1位となる。宮﨑は前回以上に安定した成績を収め、1回戦敗退の25以外の全ての種目で3、4位以内に食い込み、暫定総合2位でSHOT-GUN-TOUCHに進んだ。
SHOT-GUN-TOUCHでは暫定総合2位で前回13m10cmを記録した宮﨑だったが、ここまでの疲労の蓄積からか、12m50cmでまさかの失敗。その後、ボタンプッシュミスで試技を終えた。また、暫定総合3位にいた池谷も記録12m50cmで試技終了し、前回とは対照的に宮﨑は池谷に5P差で敗れている。ポールはボールを全く見ないながらも、12m70cmまで成功して暫定総合1位のまま試技終了。ここで、暫定総合4位の木下が猛然とその背中を追いかけた。BEACH FLAGSで見せ付けたスピードをここでも活かし、世界歴代3位となる13m30cmも成功して、暫定総合2位に浮上。ここで世界新記録となる13m70cmをクリアすれば、逆転での総合No.1という劇的な展開だったが失敗。総合No.1と世界新記録のダブルタイトル獲得はならなかった。
総合2位の木下はPOWER FORCEの1回戦敗退に加え、TAIL IMPOSSIBLEでの第1レース敗退が大きく響いたと思われる。なお、木下のPOWER FORCEでの相手はポールだった為、くじ運が悪かったとも言える。第10回大会の里見恒平も同じ理由で総合No.1を逃しており、どちらもアメフト選手である点が共通している。
今大会、赤田将吾はSHOT-GUN-TOUCH開始前まで暫定総合7位タイであったが、ノーミスで自己記録を40cm更新する13m30cmをクリア。木下同様、世界新記録の13m70cmにも挑戦した。ここで、赤田は木下が13m70cmを失敗した時点で、4回目の出場にして初の種目別No.1を獲得。また、プロスポーツマン大会初出場の永井大は、MONSTER BOXで自己記録に2段届かない記録19段に終わるが、並みいるプロスポーツマンを相手に堂々の総合5位という成績を上げた。SHOT-GUN-TOUCHではノーミスで13m00cmに進出したが、2回ともにあと僅かのところで届かず、芸能人2人目の13m台はならなかった。
ちなみに総合ランキングのテロップで、柏木真介が225P、吉村裕基が総合13位タイとなっていたが、実際は上記の誤り。赤田がSHOT-GUN-TOUCHで13m30cm成功時に、拍手している木下の後ろ際に一瞬、写っている総合ランキング表で確認できる。
前回に引き続き開催のパワーバトルはポイント制となり、石田力哉、斉藤祐也の本戦入賞経験者も参加したが、結果は大相撲勢の独擅場となり、全種目のNo.1を独占。最終的には朝青龍が総合No.1を獲得した。
この大会から各種目のタイトルコールの際のタイトルロゴが一新された。
オープニングのラストカットはポール・A・テレックのSHOT-GUN-TOUCH 12m70cm。

#### 第14回（2008年）
(1月1日 18:30-22:54)スポーツマンNo.1決定戦XXXVII 収録会場：幕張メッセ
総合順位(15人出場・総合順位入賞6人)
| 順位  | 名前                 | P   | 競技・職業     | 所属                                   | 備考                                 |
| ----- | -------------------- | --- | -------------- | -------------------------------------- | ------------------------------------ |
| 第1位 | 宮﨑大輔             | 480 | ハンドボール   | 大崎OSOL                               | 前回総合4位                          |
| 第2位 | 池谷直樹             | 375 | 体操           | ホリプロ                               | 前回総合3位                          |
| 第3位 | ポール・A・テレック  | 360 | 陸上・十種競技 | アメリカ代表                           | 前回総合No.1                         |
| 第4位 | 飯原誉士             | 325 | プロ野球       | 東京ヤクルトスワローズ                 |                                      |
| 第5位 | ラージャイ・デービス | 305 | メジャーリーグ | サンフランシスコ・ジャイアンツ         |                                      |
| 第6位 | ワッキー             | 300 | お笑い芸人     | よしもとクリエイティブ・エージェンシー | 第18回芸能人サバイバルバトル総合No.1 |

以下の順位
| 順位   | 名前             | P   | 競技・職業       | 所属                                   | 備考               |
| ------ | ---------------- | --- | ---------------- | -------------------------------------- | ------------------ |
| 第7位  | 桜井良太         | 295 | バスケットボール | レラカムイ北海道                       |                    |
| 第8位  | 赤田将吾         | 280 | プロ野球         | 埼玉西武ライオンズ                     | 前回総合6位        |
| 第8位  | 木下典明         | 280 | アメフト         | アムステルダム・アドミラルズ           | 前回総合2位        |
| 第10位 | 玉田圭司         | 185 | サッカー         | 名古屋グランパスエイト                 |                    |
| 第10位 | なかやまきんに君 | 185 | お笑い芸人       | よしもとクリエイティブ・エージェンシー | 前々回総合4位      |
| 第12位 | G.G.佐藤         | 130 | プロ野球         | 埼玉西武ライオンズ                     |                    |
| 第13位 | 吉田秀彦         | 125 | 総合格闘技       | 吉田道場                               | 第10回大会総合11位 |
| 第14位 | 田中茂           | 100 | オートレース     | 飯塚オートレース場                     |                    |
| 第15位 | 稲葉洸太郎       | 045 | フットサル       | バルドラール浦安フットボールサラ       |                    |

種目別結果
| BATTLE | 競技名          | 挑戦人数 | No.1                           | 記録      | 実況                                            | 備考                                                         |
| ------ | --------------- | -------- | ------------------------------ | --------- | ----------------------------------------------- | ------------------------------------------------------------ |
| 1st    | ULTIMATE GUYS   | 15人     | ポール・A・テレック            | 1分23秒75 | 初田啓介                                        |                                                              |
| 2nd    | TAIL IMPOSSIBLE | 13人     | ワッキー                       |           | 小笠原亘                                        |                                                              |
| 3rd    | POWER FORCE     | 12人     | 吉田秀彦                       |           | 伊藤隆佑（1回戦まで） 初田啓介（2回戦以降）     |                                                              |
| 4th    | BEACH FLAGS     | 14人     | 宮﨑大輔                       |           | 小笠原亘                                        |                                                              |
| 5th    | THE CELL        | 14人     | 飯原誉士                       | 31秒51    | 伊藤隆佑                                        |                                                              |
| 6th    | MONSTER BOX     | 14人     | 池谷直樹                       | 21段      | 小笠原亘（15段まで） 初田啓介（16段以降）       | 宮﨑大輔、ポール・A・テレック 20段(プロスポーツマン記録タイ) |
| Final  | SHOT-GUN-TOUCH  | 14人     | 飯原誉士、ラージャイ・デービス | 13m00cm   | 小笠原亘（12m50cmまで） 初田啓介（12m70cm以降） |                                                              |

MONSTER BOX 世界女王決定戦 2008(7人出場)
| 順位  | 名前                   | 記録             | 競技・職業       | 所属                       | 備考                                   |
| ----- | ---------------------- | ---------------- | ---------------- | -------------------------- | -------------------------------------- |
| 第1位 | 松島由季               | 18段(世界新記録) | 体操             | マッスルミュージカル       | 初挑戦                                 |
| 第2位 | ミラベラ・アフヌ       | 16段             | 体操             | ウクライナ代表             | 自己記録17段(世界記録保持者)           |
| 第3位 | シルビア・ストロエスク | 14段             | 体操             | ルーマニア代表             | 初挑戦                                 |
| 第4位 | 矢代直美               | 12段             | バスケットボール | JALラビッツ                | 初挑戦                                 |
| 第4位 | 松井千夏               | 12段             | スカッシュ       | チームワタナベ             | 初挑戦・第10回大会スペシャルバトル参加 |
| 第4位 | 廣田遥                 | 12段             | トランポリン     | 阪南大学トランポリンクラブ | 初挑戦                                 |
| 第7位 | 高橋礼華               | 10段             | バスケットボール | JALラビッツ                | 初挑戦                                 |

スポーツマンNo.1決定戦 in BRAZIL・SHOT-GUN-TOUCH(4人出場)
| 名前               | 記録     | 競技・職業 | 所属             | 備考                 |
| ------------------ | -------- | ---------- | ---------------- | -------------------- |
| ロナウジーニョ     | 12m00cm  | サッカー   | FCバルセロナ     |                      |
| パウリスタ         | 11m00cm  | 歌手       |                  | ロナウジーニョの友人 |
| ワグナー・ルイス   | 記録なし | サッカー   | プロサッカー選手 | ロナウジーニョの友人 |
| ラファエル・グラウ | 記録なし | サッカー   | プロサッカー選手 | ロナウジーニョの友人 |

第1種目のULTIMATE GUYSでは第1組で宮﨑大輔と赤田将吾が激突し、赤田が1分29秒75という好タイムで宮﨑に勝利した。2組目にはディフェンディングチャンピオンのポール・A・テレックが登場し、1分23秒75というタイムを叩き出す。この後1分20秒台のタイムを出す選手が現れず、ポールが幸先良く、種目別No.1に。
続く第2種目TAIL IMPOSSIBLEでは、稀に見るハイペースバトルが展開。仕掛け人はプロスポーツマン大会初の本格参戦となるワッキーで、これにより上位と下位の差がはっきりとつく事になり、第12回大会でこの種目No.1のなかやまきんに君が第1レースで脱落するという波乱も起きた。更に前回この種目No.1のポールも玉田圭司に破れ、決勝レースを逃す。決勝レースではワッキーが、2位に大差をつけて余裕の種目別No.1となった。
第3種目POWER FORCEでは、暫定総合1位のワッキーが池谷直樹と対戦し、池谷に瞬殺で敗北。木下典明は前回同様1回戦でポールと当たり、善戦するも敗れた。前回種目別No.1のポールは2回戦で、この種目で無敗の吉田秀彦との対戦になり、熱戦の末に敗北。吉田は準決勝でG.G.佐藤と当たり、スタートダッシュでG.G.が有利になったが、後半の巻き返しで吉田が決勝へ進んだ。決勝は吉田が宮﨑を秒殺で仕留め、吉田がこの種目3度目のNo.1となる。決勝に進んだ宮﨑は総合ランキングもジャンプアップ。この種目が総合No.1争いを大きく左右することになった。
第4種目のBEACH FLAGSでは、2回戦で初出場のラージャイ・デービスが池谷より早く先着するなど、そのスピードを見せ付けた。準々決勝では池谷とデービスが隣合わせになるも、デービスがスタート直後の転倒で敗北。準決勝は前回大会と同じ組み合わせになり、木下が敗北。決勝は池谷と宮﨑が激突し、池谷がスタートで出遅れ、宮﨑が初の種目別No.1を獲得。これで池谷はこの種目の4連覇を逃した。
第5種目の新種目THE CELLでは、1回戦で宮﨑とポールが激突し、宮﨑が圧勝。準決勝で飯原誉士に敗れたものの、総合ランキングでかなり優位な位置についた。その後、飯原は決勝で桜井良太に勝利し、種目別No.1となる。
第6種目のMONSTER BOXで、宮﨑とポールは池谷に及ばなかったものの、宮﨑は自己記録1段、ポールは自己記録を2段更新するプロスポーツマン記録タイの20段を2人共、両足着地で成功。これでプロ大会では第10回大会以来となる20段越え3人となった。これで宮﨑は暫定総合2位の池谷に85Pの大差をつけて、最終種目のSHOT-GUN-TOUCHへ。
最終種目のSHOT-GUN-TOUCHでは、飯原とデービスが初挑戦にして13m00cmをクリアして、種目別No.1を獲得。飯原は、今大会で唯一2種目を制した選手となった。前回13m30cmをクリアした木下と赤田は、記録12m70cmで試技を終え、総合順位でも2人揃って総合8位に沈んだ。総合No.1争いは、池谷とポールが共に記録12m50cmに対し、宮﨑は12m70cmを成功。結果的に2位に105Pの大差をつけ、史上3人目となる2度目の総合No.1を獲得。
プロスポーツマン大会では初めて全種目出場を決めたワッキーは、TAIL IMPOSSIBLEでの種目別No.1に加え、SHOT-GUN-TOUCHでは12m50cmの自己新記録樹立。MONSTER BOXは16段をパスして17段に挑戦したが失敗し、記録15段で終えるも、最終的には総合6位と健闘を見せた。一方、プロ2回目の出場であったなかやまきんに君は、SHOT-GUN-TOUCHで自己記録タイの12m50cmをクリアしたが、その他の種目は振るわず、総合10位タイで終えた。
世界記録保持者のミラベラ・アフヌも参加したMONSTER BOX 世界女王決定戦は、アフヌが自己記録に及ばず16段に終わる一方、日本の松島由季が18段の世界新記録を樹立した。
また今大会の目玉選手として、エキシビジョンにロナウジーニョが友人達と共に参戦。放送前から事前番組などで大いに注目を集めていたが、結果は振るわなかった。
オープニングのラストカットは飯原誉士のSHOT-GUN-TOUCH 13m00cm。

#### 第15回（2009年）
(1月3日 18:30-20:54)スポーツマンNo.1決定戦XXXVIII 収録会場：幕張メッセ
総合順位(18人出場・総合順位入賞6人)
| 順位  | 名前                   | P   | 競技・職業     | 所属                                   | 備考         |
| ----- | ---------------------- | --- | -------------- | -------------------------------------- | ------------ |
| 第1位 | 宮﨑大輔               | 395 | ハンドボール   | 大崎OSOL                               | 前回総合No.1 |
| 第2位 | ブライアン・クレイ     | 345 | 陸上・十種競技 | アメリカ代表                           |              |
| 第3位 | ワッキー               | 315 | お笑い芸人     | よしもとクリエイティブ・エージェンシー | 前回総合6位  |
| 第4位 | 北川智規               | 300 | ラグビー       | 三洋電機ワイルドナイツ                 |              |
| 第4位 | シェーン・ビクトリーノ | 300 | メジャーリーグ | フィラデルフィア・フィリーズ           |              |
| 第6位 | 興梠慎三               | 285 | サッカー       | 鹿島アントラーズ                       |              |

以下の順位
| 順位   | 名前       | P   | 競技・職業         | 所属                   | 備考                          |
| ------ | ---------- | --- | ------------------ | ---------------------- | ----------------------------- |
| 第7位  | 池谷直樹   | 230 | 体操               | ホリプロ               | 前回総合2位                   |
| 第8位  | 竹内公輔   | 195 | バスケットボール   | アイシンシーホース     |                               |
| 第9位  | 青木剛     | 190 | サッカー           | 鹿島アントラーズ       |                               |
| 第10位 | 福地寿樹   | 185 | プロ野球           | 東京ヤクルトスワローズ |                               |
| 第11位 | 松永共広   | 115 | レスリング         | ALSOK綜合警備保障      |                               |
| 第12位 | 李鍾旭     | 105 | 韓国野球           | 斗山ベアーズ           |                               |
| 第13位 | 秋山準     | 100 | プロレス           | プロレスリング・ノア   |                               |
| 第14位 | 里見恒平   | 080 | アメフト           | オービックシーガルズ   | 第10回大会総合2位             |
| 第15位 | 佐々木健介 | 060 | プロレス           | 健介オフィス           | 第13回大会パワーバトル総合6位 |
| 第15位 | 丸藤正道   | 060 | プロレス           | プロレスリング・ノア   |                               |
| 第17位 | 本田武史   | 025 | フィギュアスケート | IMG                    |                               |
| 第18位 | 三沢光晴   | 010 | プロレス           | プロレスリング・ノア   |                               |

種目別結果
| BATTLE | 競技名           | 挑戦人数 | No.1               | 記録    | 実況                                          | 備考 |
| ------ | ---------------- | -------- | ------------------ | ------- | --------------------------------------------- | ---- |
| 1st    | BEACH FLAGS      | 16人     | 宮﨑大輔           |         | 小笠原亘                                      |      |
| 2nd    | THE GALLON THROW | 18人     | ブライアン・クレイ | 6m50cm  | 伊藤隆佑（5m50cmまで） 初田啓介（6m00cm以降） |      |
| 3rd    | MONSTER BOX      | 16人     | 池谷直樹           | 21段    | 小笠原亘（15段まで） 初田啓介（16段以降）     |      |
| 4th    | POWER FORCE      | 14人     | 秋山準             |         | 伊藤隆佑（2回戦まで） 初田啓介（準決勝以降）  |      |
| 5th    | TAIL IMPOSSIBLE  | 12人     | ワッキー           |         | 小笠原亘                                      |      |
| Final  | SHOT-GUN-TOUCH   | 14人     | 興梠慎三           | 12m90cm | 初田啓介                                      |      |

宮﨑大輔が再び総合2連覇をかけて挑んだ大会であり、初出場の選手が非常に多かった大会でもある。第1種目のBEACH FLAGSでは、過去にこの種目のNo.1に輝いた4人(池谷直樹、宮﨑、里見恒平、ワッキー)が準々決勝で激突。池谷はワッキーと競り合って、お互いが旗を見失い、先に探し出したワッキーが勝利。これで池谷は第8回大会、芸能人大会含め7年ぶりに決勝進出を逃した。準決勝ではワッキーが脱落し、決勝は宮﨑が里見に競り勝ち、この種目を2連覇。本戦では5年ぶりに行われたTHE GALLON THROWでは、自己記録6m00cmの里見が初期設定の4m50cmを超えられず、記録なしで早くも脱落。里見はその後の種目を棄権した。そんな中、ブライアン・クレイが6m50cmを成功させ、スペシャルバトル以外では、第4回大会の秋山幸二が記録した6m20cmを上回る記録を出して、種目別No.1に輝いた。日本人選手では、竹内公輔がただ一人6m00cmの壁を越えている。
MONSTER BOXでは足を痛めた宮﨑が、自己最低記録の16段で試技終了。一方のクレイは17段を記録し、暫定総合1位の宮﨑と2位のクレイとの差は10P差に縮まった。また、急逝する半年前だった三沢光晴も参戦。当時、頚椎を痛めていた状態だったが「どうしても、この種目には参加したい」とMONSTER BOXに挑み、11段の記録を残した。POWER FORCEでは、佐々木健介と北京五輪レスリング55kg級銀メダリスト・松永共広の対戦が実現し、体重115kgの佐々木を体重55kgの松永が勝利するという大金星をあげた。2回戦で、暫定総合1位の宮崎と2位のクレイが激突し宮﨑が勝利。準決勝では宮﨑がシェーン・ビクトリーノを下し、この種目で2年連続の決勝進出。決勝は秋山準に敗れたが、総合ランキングでクレイを大きく引き離した。
TAIL IMPOSSIBLEでは、宮﨑が足の影響もあってか第2レースの8位で脱落。総合ランキングで追随するクレイは、第3レース進出で4位も順位の入れ替わりは無かった。決勝レースは青木剛、興梠慎三のサッカー日本代表2人とのデッドヒートを制したワッキーが、この種目の2連覇を達成した。
最終種目前の総合ランキングでは、暫定総合1位の宮﨑と2位のクレイの差は30Pになった。SHOT-GUN-TOUCHは手負いの宮﨑が12m50cmを成功させた中、クレイがこの距離で1回目の失敗。2回目で成功するも、後が無くなったクレイは続く12m70cmを失敗して試技終了。その後、宮﨑がこの距離を1回で成功し、この時点で宮﨑の史上初のプロスポーツマン大会2連覇が確定した。
また興梠慎三が、この種目のサッカー記録を40cm上回る12m90cmを記録し、サッカー選手で初めてのSHOT-GUN-TOUCHの種目別No.1に輝いた。池谷はパワー系種目での低迷やBEACH FLAGSでの準々決勝敗退が響き、第8回大会以来となる総合7位以下。しかも今大会は、上位6人までが総合順位入賞圏内であったため、池谷は初めて総合順位による入賞を逃す結果となった。また今大会はプロ野球選手出場者が東京ヤクルトスワローズの福地寿樹ただ一人で総合10位に終わった為、初めて総合順位入賞圏内にプロ野球選手が入れなかった。ワッキーはTAIL IMPOSSIBLEで種目別連覇、BEACH FLAGSは準決勝進出の活躍で芸能人3人目となる、プロ大会総合3位入賞を果たした。
オープニングのラストカットは興梠慎三のSHOT-GUN-TOUCH 12m90cm。

## 芸能人サバイバルバトル
- Pは獲得ポイント

### 第1 - 5回

#### 第1回
(1996年4月2日 21:00-22:54)スポーツマンNo.1決定戦VI 収録会場：東京ベイNKホール
総合順位(14人出場)
| 順位  | 名前     | P   | 備考                           |
| ----- | -------- | --- | ------------------------------ |
| 第1位 | 嶋大輔   | 578 | 歌手                           |
| 第2位 | 野村将希 | 440 | 俳優、歌手、コロッセオの鉄人   |
| 第3位 | 中野浩一 | 425 | 元競輪選手・世界選手権10連覇   |
| 第4位 | 中村繁之 | 378 | タレント、元ジャニーズメンバー |
| 第5位 | 峰竜太   | 242 | タレント、筋肉番付レギュラー   |
| 第6位 | 山下規介 | 233 | 俳優、脚本家                   |

脱落者
| 順位   | 名前     | P   | 備考                                   |
| ------ | -------- | --- | -------------------------------------- |
| 第7位  | 大澄賢也 | 224 | 俳優、タレント、ダンサー               |
| 第8位  | 宮下直紀 | 207 | 俳優                                   |
| 第9位  | 川野太郎 | 174 | 俳優                                   |
| 第10位 | 井手博士 | 167 | お笑い芸人、実業家                     |
| 第11位 | 小西博之 | 165 | 俳優、タレント                         |
| 第12位 | 湯江健幸 | 162 | 俳優、歌手                             |
| 第13位 | 栗山英樹 | 130 | 野球解説者、元ヤクルトスワローズ外野手 |
| 第14位 | ルー大柴 | 016 | 俳優、お笑いタレント                   |

種目別結果
| BATTLE | 競技名          | 挑戦人数 | No.1     | 記録    | 実況       | 備考            |
| ------ | --------------- | -------- | -------- | ------- | ---------- | --------------- |
| 1st    | MONSTER BOX     | 14人     | 大澄賢也 | 15段    | 初田啓介   | 7段から試技開始 |
| 2nd    | QUICK MUSCLE    | 14人     | 宮下直紀 | 77回    | 初田啓介   |                 |
| 3rd    | POWER FORCE     | 12人     | 中野浩一 |         | 古舘伊知郎 |                 |
| 4th    | DEAD MAN'S DROP | 8人      | 野村将希 |         | 古舘伊知郎 |                 |
| Final  | SHOT-GUN-TOUCH  | 6人      | 嶋大輔   | 11m10cm | 古舘伊知郎 |                 |

記念すべき、芸能人サバイバルバトルの第1回大会である。宮下直紀は第8回まで皆勤賞となり、野村将希は番組終了までただ1人皆勤賞を続けていた（芸能人新王座チャレンジバトルは除く）。また、同じく参加していた大澄賢也、中村繁之、小西博之はその後の大会でも度々出場している。その他、総合13位だった栗山英樹は第8回芸能人サバイバルバトル(プロを含む)まで大会のレポーターを務めた。
今大会は当初、THE GALLON THROWが最終種目として、計6種目で行う予定だったが、第4種目のDEAD MAN'S DROP終了時点で選手達の状態から、ドクターストップがかかり、第5種目のSHOT-GUN-TOUCHを最終種目として行われた。

#### 第2回
(1997年4月2日 21:00-22:54)スポーツマンNo.1決定戦IX 収録会場：東京ベイNKホール
総合順位(14人出場)
| 順位  | 名前           | P   | 備考                       |
| ----- | -------------- | --- | -------------------------- |
| 第1位 | ケイン・コスギ | 560 | 俳優                       |
| 第2位 | 大澄賢也       | 435 | 前回総合7位                |
| 第3位 | 中村繁之       | 390 | 前回総合4位                |
| 第4位 | 森脇健児       | 360 | タレント                   |
| 第5位 | 小西博之       | 285 | 前回総合11位               |
| 第6位 | 寺門ジモン     | 120 | お笑いトリオダチョウ倶楽部 |

脱落者
| 順位   | 名前     | P   | 備考                                                         |
| ------ | -------- | --- | ------------------------------------------------------------ |
| 第7位  | 野村将希 | 100 | 前回総合2位                                                  |
| 第8位  | 佐藤寛之 | 060 | タレント、元光GENJI                                          |
| 第8位  | 宮下直紀 | 060 | 前回総合8位                                                  |
| 第10位 | 五代高之 | 045 | 俳優、声優                                                   |
| 第10位 | 野々村真 | 045 | タレント、俳優                                               |
| 第12位 | 渡辺裕之 | 030 | 俳優                                                         |
| 第13位 | 新藤栄作 | 015 | 俳優                                                         |
| 第14位 | 渡辺慶   | 0   | お笑いコンビグレートチキンパワーズ、脚本家、漫画原作者、声優 |

種目別結果
| BATTLE | 競技名          | 挑戦人数 | No.1                     | 記録                  | 実況       | 備考 |
| ------ | --------------- | -------- | ------------------------ | --------------------- | ---------- | ---- |
| 1st    | DODGE POLES     | 14人     | ケイン・コスギ、野村将希 |                       | 朝岡聡     |      |
| 2nd    | QUICK MUSCLE    | 12人     | ケイン・コスギ           | 116回(芸能人新記録)   | 初田啓介   |      |
| 3rd    | TAIL IMPOSSIBLE | 11人     | 大澄賢也                 |                       | 朝岡聡     |      |
| 4th    | LOG相撲         | 8人      | 小西博之                 |                       | 初田啓介   |      |
| Final  | SHOT-GUN-TOUCH  | 6人      | ケイン・コスギ           | 11m50cm(芸能人新記録) | 古舘伊知郎 |      |

跳び箱世界一決定戦(3人出場)
| 順位  | 名前                 | 記録             | 国籍       | 備考                         |
| ----- | -------------------- | ---------------- | ---------- | ---------------------------- |
| 第1位 | ヨー・ホンチュル     | 23段(世界新記録) | 韓国       | 自己記録21段                 |
| 第2位 | 長澤憲一             | 22段(日本新記録) | 日本       | 自己記録21段(日本記録保持者) |
| 第3位 | ヴィタリー・シェルボ | 21段             | ベラルーシ | 自己記録22段(世界記録保持者) |

第1種目のDODGE POLESでは決勝のケイン・コスギと野村将希の対戦が決着が付かず、引き分けとして両者が種目別No.1となった。
QUICK MUSCLEでは、第1組の大澄賢也が80回、第2組の中村繁之が95回と、芸能人記録が次々と更新されていく中、最終組のケインと森脇健児が史上初めて100回の大台に乗り、最後はケインが116回で、110回の森脇に勝利し、2種目連続でNo.1を獲得した。
TAIL IMPOSSIBLEではケインが第2レースで途中棄権し、この種目でNo.1になった大澄賢也が暫定総合1位になる。前回総合2位だった野村はDODGE POLESでNo.1となるも持病の腰痛が悪化し、応急処置を施してTAIL IMPOSSIBLEで戦線に復帰するも、結局この種目終了時点でリタイア(途中棄権)となった。
LOG相撲では小西博之が初の種目別No.1に輝いた。ケインは準決勝で小西に敗れ、3位決定戦でも中村に敗れ、この種目は4位に終わった。
最終種目のSHOT-GUN-TOUCHでは最終試技で森脇が11m20cm、中村が11m30cmと芸能人記録が10cmずつ更新されていく中、ケインが中村の記録を20cm上回る11m50cmを申告。会場が騒然とした雰囲気になるが、この距離を成功させ、ケインが初の雄叫びを上げた。これにより大澄を逆転して、暫定総合1位に浮上。大澄は11m30cmを申告して逆転を狙うも失敗し、この時点でケインの総合No.1が確定。決して楽勝とは言えなかったが、ケインの快進撃はこの大会から始まった。
今大会、芸能人サバイバルバトルとしては唯一MONSTER BOXが行われなかったが、その代わりに跳び箱世界一決定戦が開催された。当時、世界記録保持者であったヴィタリー・シェルボが自己記録22段を失敗。そして世界新記録に長澤憲一とヨー・ホンチュルが挑戦し、ヨーが成功。人類初の23段成功となった。長澤も日本初となる22段成功となった。
オープニングのラストカットはケイン・コスギのSHOT-GUN-TOUCH 11m50cm。

#### 第3回
(1998年4月1日 21:00-22:54)スポーツマンNo.1決定戦XI 収録会場：東京ベイNKホール
総合順位(14人出場)
| 順位  | 名前           | P   | 備考                                                        |
| ----- | -------------- | --- | ----------------------------------------------------------- |
| 第1位 | ケイン・コスギ | 950 | 前回総合No.1                                                |
| 第2位 | 大森晃         | 410 | お笑いコンビアニマル梯団、SASUKEファイナリスト              |
| 第3位 | 山口達也       | 375 | 歌手、俳優、タレント、人気アイドルグループTOKIOのベース担当 |
| 第4位 | 宮下直紀       | 350 | 前回・前々回総合8位                                         |
| 第5位 | 森脇健児       | 255 | 前回総合4位                                                 |
| 第6位 | 冨家規政       | 205 | 俳優                                                        |

脱落者
| 順位   | 名前       | P   | 備考                 |
| ------ | ---------- | --- | -------------------- |
| 第7位  | 香田晋     | 160 | 演歌歌手、俳優       |
| 第8位  | 寺門ジモン | 130 | 前回総合6位          |
| 第9位  | 清水宏次朗 | 120 | 俳優、歌手           |
| 第10位 | 宮川一朗太 | 115 | 俳優                 |
| 第11位 | 嶋大輔     | 100 | 前々回総合No.1       |
| 第12位 | 野村将希   | 055 | 前回総合7位          |
| 第13位 | 堤大二郎   | 050 | 俳優、元アイドル歌手 |
| 第14位 | 山川豊     | 040 | 演歌歌手             |

種目別結果
| BATTLE | 競技名          | 挑戦人数 | No.1           | 記録                  | 実況                                        | 備考             |
| ------ | --------------- | -------- | -------------- | --------------------- | ------------------------------------------- | ---------------- |
| 1st    | BEACH FLAGS     | 14人     | ケイン・コスギ |                       | 古舘伊知郎                                  |                  |
| 2nd    | POWER FORCE     | 14人     | ケイン・コスギ |                       | 初田啓介                                    |                  |
| 3rd    | MONSTER BOX     | 14人     | ケイン・コスギ | 19段(芸能人新記録)    | 初田啓介（13段まで） 古舘伊知郎（14段以降） | 10段から試技開始 |
| 4th    | THIRTY          | 14人     | 宮川一朗太     |                       |                                             |                  |
| 5th    | QUICK MUSCLE    | 14人     | ケイン・コスギ | 130回(芸能人新記録)   | 朝岡聡                                      |                  |
| 6th    | TAIL IMPOSSIBLE | 10人     | 森脇健児       |                       | 朝岡聡                                      |                  |
| Final  | SHOT-GUN-TOUCH  | 6人      | ケイン・コスギ | 12m00cm(芸能人新記録) | 古舘伊知郎                                  |                  |

ケイン・コスギが連覇を賭けて挑んだ大会である。第1種目のBEACH FLAGSでケインは、序盤こそ立ち上がりで遅れることもあったものの勝ち上がり、準々決勝ではスタートでいち早く立ち上がり楽々と旗をゲット。準決勝もぶっちぎりで通過し、決勝でも体二つ分リードしてダイビングしNo.1に輝いた。
POWER FORCEでは、後にこの種目でNo.1を獲得する野村将希と前々回総合No.1の嶋大輔が1回戦で激突し、スタート直後に野村が体勢を崩した隙を突いた嶋が勝利を収めた。最終的には安定した活躍を見せていたケインがNo.1に輝き、2種目制覇を果たす。
MONSTER BOXでは、当時芸能人第2位の記録である14段を初挑戦の5人が成功。大澄賢也が持つ当時の芸能人記録だった15段に挑戦し、清水宏次朗、大森晃、山口達也、香田晋は失敗したがケインが余裕で成功。その後も次々と成功させ、緒方孝市が持つ当時のプロスポーツマン記録だった18段も成功。そして、それを上回る19段をギリギリでクリアし、3種目連続でNo.1となった。
今大会は、芸能人大会では唯一頭脳系種目のTHIRTYが行われた。4種目連続No.1を目指したケインだったが、予選で冨家規政に敗退。最終的にこの種目は初出場の宮川一朗太がNo.1に輝いた。
QUICK MUSCLEでは、第1組に登場した寺門ジモンが、ケインの自己記録に迫る113回をマークし、その後、100回超えの記録を出す選手が現れなかったが、最終組のケインが自らが持つ芸能人記録を更新してNo.1に輝いた。
TAIL IMPOSSIBLEでは前回第2レースで途中棄権したケインだが、今回は第3レースまで進出した。最終レースは森脇健児が制し、自身初の種目別No.1に輝いた。
ケインは最終種目SHOT-GUN-TOUCHの最終試技で、自己新記録となる12m00cmを成功し、初の12mの大台に到達。最終的に7種目中5種目を制して2連覇を達成。また、総合950Pは番組史上最高ポイントである。
初出場だった大森晃は、QUICK MUSCLEでこそ失格でノーポイントに終わるも、POWER FORCE、MONSTER BOX、TAIL IMPOSSIBLEの3種目で2位の活躍で、最終総合ランキングでも2位という健闘を見せた。
同じく初出場だった山口達也は、POWER FORCE 準決勝進出、MONSTER BOX 2位、TAIL IMPOSSIBLE 5位と安定した成績を残し、SHOT-GUN-TOUCHでは大森との総合2位争いを演じていたが、最終試技で11m40cmを申告した際、ボタンプッシュからの勢いは良かったものの、ボタンの押し損ないでボールが落ちてこなかったと勘違いし、途中で諦めてしまうという珍事が起きた。最終総合順位は3位。
前回、前々回と総合8位だった宮下直紀はサッカーで鍛えたスピードを活かし、BEACH FLAGS 2位、TAIL IMPOSSIBLE 3位などの活躍で、3回目の出場にして初のファイナル進出を果たした。
一方、前々回の総合No.1で、2大会振りの出場となった嶋大輔は、POWER FORCEこそ準決勝進出で3位となるも、MONSTER BOXとQUICK MUSCLEでいずれも自己記録を下回る結果に終わり、QUICK MUSCLE終了後に極度の疲労から体調を崩して無念のリタイアとなり、王座奪還はならなかった。
オープニングのラストカットはケイン・コスギのSHOT-GUN-TOUCH 12m00cm。
今大会から、一部競技のタイトルコールのBGMが一新された。
今大会はケインが日本中に知られることになった大会となり、プロデューサーの樋口潮は「ケインってすごいね」といろいろな人から言われたという。

#### 第4回
(1998年10月2日 21:00-22:54)スポーツマンNo.1決定戦XII 収録会場：パシフィコ横浜
総合順位(16人出場)
| 順位  | 名前           | P   | 備考                                                     |
| ----- | -------------- | --- | -------------------------------------------------------- |
| 第1位 | ケイン・コスギ | 810 | 第2・3回大会総合No.1・2連覇中                            |
| 第2位 | 西山浩司       | 505 | タレント                                                 |
| 第3位 | 山口達也       | 495 | 前回総合3位                                              |
| 第4位 | 井ノ原快彦     | 365 | 歌手、俳優、タレント、キャスター、人気アイドルグループV6 |
| 第5位 | 野村将希       | 290 | 前回総合12位                                             |
| 第6位 | 池田政典       | 210 | 俳優、声優、歌手                                         |

脱落者
| 順位   | 名前       | P   | 備考                     |
| ------ | ---------- | --- | ------------------------ |
| 第7位  | 宮下直紀   | 155 | 前回総合4位              |
| 第8位  | 清水宏次朗 | 115 | 前回総合9位              |
| 第9位  | 谷原章介   | 110 | 俳優                     |
| 第10位 | 工藤光一郎 | 100 | タレント、工藤兄弟の弟   |
| 第10位 | 寺門ジモン | 100 | 前回総合8位              |
| 第12位 | 大森晃     | 065 | 前回総合2位              |
| 第12位 | 山本陽一   | 065 | 俳優                     |
| 第14位 | 渡辺慶     | 035 | 前々回総合14位           |
| 第15位 | 徳永善也   | 010 | タレント、元チェッカーズ |
| 第16位 | 松田優     | 0   | 俳優                     |

種目別結果
| BATTLE | 競技名             | 挑戦人数 | No.1           | 記録                | 実況                                        | 備考             |
| ------ | ------------------ | -------- | -------------- | ------------------- | ------------------------------------------- | ---------------- |
| 1st    | BEACH FLAGS        | 16人     | ケイン・コスギ |                     | 古舘伊知郎                                  |                  |
| 2nd    | THE BEST OF TUGGER | 16人     | 池田政典       |                     | 初田啓介                                    |                  |
| 3rd    | MONSTER BOX        | 16人     | ケイン・コスギ | 22段(芸能人新記録)  | 初田啓介（14段まで） 古舘伊知郎（15段以降） | 11段から試技開始 |
| 4th    | QUICK MUSCLE       | 15人     | ケイン・コスギ | 131回(芸能人新記録) | 朝岡聡（第2組まで） 古舘伊知郎（第3組以降） |                  |
| 5th    | DASH               | 12人     | 山口達也       | 6秒77               | 朝岡聡                                      |                  |
| 6th    | LOG相撲            | 8人      | 野村将希       |                     | 朝岡聡                                      |                  |
| Final  | SHOT-GUN-TOUCH     | 6人      | ケイン・コスギ | 11m80cm             | 古舘伊知郎                                  |                  |

初めて秋に開催された。この回のオープニングの選手入場は、選手はステージの両端から入場し、ケイン・コスギのみ通常通り中央のゲートから入場するという構成であった。BEACH FLAGSではケインと西山浩司との一騎討ちとなり、ほぼ互角の争いでケインがこの種目の2連覇を達成。
THE BEST OF TUGGERではケインが2回戦で敗退。準決勝では山口達也と井ノ原快彦の2人が敗退し、決勝戦は、池田政典と谷原章介の初出場同士の一騎討ちになり、最終的には池田が種目別No.1を勝ち取り、第2種目を終えた時点でケインに僅か10P差に迫っていた。
MONSTER BOXでは、工藤光一郎が芸能人で2人目となる16段を成功させるも、持病の椎間板ヘルニアでその後の種目を棄権した。ケインは1段ずつ成功を重ね、遂には世界第2位の高さである22段を両足着地で成功させた。
QUICK MUSCLEでは、第1組で寺門ジモンが芸能人記録タイとなる130回を記録するが、最終組に登場したケインが131回と1回差で上回り、種目別3連覇となった。
DASHでは、BEACH FLAGSで高成績を残した山口と西山、そして最年長の野村将希が予選を勝ち上がる中、予選でケインがあっさり最速タイムをマーク。準決勝ではケインと50m6秒を記録したことがある西山が対決。「ビーチフラッグスの借りを返したい」と語った西山だったが、30mを過ぎてから徐々にケインにリードされ敗退。決勝戦では、山口がケインを破り初の種目別No.1に輝いた。ケインは疲労困憊であり、結局予選のタイムがベストタイムとなった。
DASH終了時点の暫定総合順位は、井ノ原と宮下直紀が5位タイ、野村が7位であったが、LOG相撲で野村が種目別No.1に輝き、暫定総合4位に浮上。1回戦を突破した井ノ原が総合6位でファイナル進出。対して、1回戦敗退の宮下が総合7位で脱落となった。
最終種目のSHOT-GUN-TOUCHでは山口と西山の総合2位争いが展開される。西山は1回目・2回目の試技で10m80cm、山口は1回目・2回目と11m10cmを申告し成功。最終試技で西山は距離を10cm伸ばし、10m90cmを申告し成功させ、暫定総合2位に上がる。山口は10m20cmで総合2位確定だったが、11m20cmを申告し勝負に出た。しかしボタンプッシュミスで失敗し、西山の総合2位が確定した。ケインは前回同様、2位に大差をつけ芸能人大会無傷の3連覇を達成した。
今大会が初出場となった西山は、前述のBEACH FLAGSで決勝、DASHとLOG相撲での準決勝と、3度ケインとの対決となり、いずれも互角の戦いを繰り広げたが敗北。THE BEST OF TUGGERの1回戦敗退や初挑戦だったMONSTER BOXで記録なしが響き、この種目終了時点で暫定総合7位タイだったが、QUICK MUSCLE 4位タイ、DASHとLOG相撲で準決勝進出を果たし、暫定総合3位でファイナルに進出。SHOT-GUN-TOUCHは3回の試技を全て成功させ、総合2位に入賞。同じく初出場の井ノ原は、BEACH FLAGSで3回戦進出、THE BEST OF TUGGERとLOG相撲で準決勝進出、QUICK MUSCLEは6位タイに入る活躍を果たし、最終的には総合4位入賞を果たす。
前回総合3位だった山口達也は、BEACH FLAGSは準々決勝進出、THE BEST OF TUGGERは準決勝進出、QUICK MUSCLEは4位タイと活躍し、DASHでは準決勝まで余裕の走りを見せつけ、決勝ではケインに勝利を果たし、初の種目別No.1を獲得。暫定総合2位でファイナル進出を果たし、最終的には前回同様総合3位入賞となった。
一方で、前回総合2位だった大森晃は、BEACH FLAGS、THE BEST OF TUGGERで1回戦敗退、前回記録14段であるMONSTER BOXでは11段成功後、パスをして13段に挑むも失敗し、記録11段で早々と試技終了。QUICK MUSCLE終了時点で脱落のはずが、工藤の棄権により脱落を免れた。しかしDASHでも予選で敗退し、総合12位タイという無念の結果となった。
オープニングのラストカットはケイン・コスギのMONSTER BOX 22段。

#### 第5回
(1999年3月26日 21:00-22:54)スポーツマンNo.1決定戦XIV 収録会場：東京ベイNKホール
総合順位(15人出場)
| 順位  | 名前           | P   | 備考                                     |
| ----- | -------------- | --- | ---------------------------------------- |
| 第1位 | 池谷直樹       | 620 | 芸能人サバイバルバトル初出場、元体操選手 |
| 第2位 | ケイン・コスギ | 615 | 第2・3・4大会総合No.1・3連覇中           |
| 第3位 | 野村将希       | 405 | 前回総合5位                              |
| 第4位 | 冨家規政       | 400 | 前々回総合6位                            |
| 第5位 | 大森晃         | 320 | 前回総合12位                             |
| 第6位 | 宮下直紀       | 295 | 前回総合7位                              |

脱落者
| 順位   | 名前       | P   | 備考                           |
| ------ | ---------- | --- | ------------------------------ |
| 第7位  | 山口達也   | 200 | 前回・前々回総合3位            |
| 第8位  | 西山浩司   | 180 | 前回総合2位                    |
| 第9位  | つるの剛士 | 160 | 俳優、タレント、ミュージシャン |
| 第10位 | 永島敏行   | 155 | 俳優                           |
| 第11位 | 清水宏次朗 | 080 | 前回総合8位                    |
| 第11位 | 寺門ジモン | 080 | 前回総合10位                   |
| 第13位 | 本宮泰風   | 070 | 俳優                           |
| 第14位 | 筧利夫     | 020 | 俳優                           |
| 第15位 | 金田賢一   | 0   | 俳優                           |

種目別結果
| BATTLE | 競技名          | 挑戦人数 | No.1           | 記録                  | 実況                                                                  | 備考 |
| ------ | --------------- | -------- | -------------- | --------------------- | --------------------------------------------------------------------- | ---- |
| 1st    | BEACH FLAGS     | 15人     | 池谷直樹       |                       | 初田啓介                                                              |      |
| 2nd    | MONSTER BOX     | 15人     | 池谷直樹       | 23段(世界記録タイ)    | 初田啓介（14段まで） 古舘伊知郎（15段以降）                           |      |
| 3rd    | QUICK MUSCLE    | 15人     | 池谷直樹       | 147回(芸能人新記録)   | 初田啓介（第1組のみ） 朝岡聡（第2組、第3組） 古舘伊知郎（最終組のみ） |      |
| 4th    | TAIL IMPOSSIBLE | 12人     | 大森晃         |                       | 朝岡聡                                                                |      |
| 5th    | WORK OUT GUYS   | 10人     | 野村将希       | 2分10秒11             | 古舘伊知郎                                                            |      |
| Final  | SHOT-GUN-TOUCH  | 6人      | ケイン・コスギ | 12m40cm(芸能人新記録) | 古舘伊知郎                                                            |      |

ケイン・コスギが総合4連覇をかけて挑んだ大会である。MONSTER BOXのコーチとして番組に関わっていた池谷直樹が芸能人大会初参戦。オープニングの選手入場では西山浩司、寺門ジモンの2人が上半身裸で登場。更に、池谷と野村将希もTシャツを脱ぎ捨てる異例の事態に、実況の古舘伊知郎も騒然としていた。その後、裸になった4人がケインと握手した。打倒ケインを目論む選手が多数現われ、インタビューでも池谷を始め、ケインを強く意識する発言が目立った。
第1種目のBEACH FLAGSは、準決勝でケインが西山との競り合いに敗れ、この種目初の黒星。前回決勝でケインに敗れた西山はリベンジを果たし、思わず涙を流すシーンも見られた。決勝は池谷と西山の一騎討ちで、ダイブした直後に埋もれた旗を池谷が先に探し出してNo.1となった。
MONSTER BOXの自己記録は池谷が20段、ケインが22段であったが、両者共に22段を成功させ、世界記録での対決となった。ここで池谷が2人目の世界記録23段成功者となり、ケインは失敗した。
QUICK MUSCLEでは、第1組で寺門が128回を記録し、遂にケインより上の記録を残すも、池谷が芸能人新記録で3種目連続No.1を達成した。
TAIL IMPOSSIBLEでは、つるの剛士とのデッドヒートを制した大森晃が自身初の種目別No.1に輝く。暫定総合順位でもケインを抑え、2位に浮上した。
今大会はWORK OUT GUYSが初登場の回で、唯一のパワー系種目ということもあり、ポイント配分が他の種目の2倍となっていたため、この種目で2位に入った冨家規政が暫定総合9位から4位、3位の宮下直紀が暫定総合7位から5位にジャンプアップし、滑り込みでファイナリスト入りを果たした。逆に、TAIL IMPOSSIBLE終了時点で暫定総合4位の西山が時間切れ失格、暫定総合5位のつるのが8位と低迷し、西山が総合8位、つるのが総合9位に後退してファイナリストを逃した。なお、脱落こそ免れたものの、TAIL IMPOSSIBLE終了時点で暫定総合2位だった大森晃が、時間切れ失格で暫定総合6位に後退し、優勝争いからは脱落となった。ケインは鋸の選択ミスにより大きく出遅れ、その後のミルク缶運びとトラック引きで大きく挽回するも4位に終わる。しかし7位に終わった池谷に85P差まで詰め寄った。
また、本来ならQUICK MUSCLE終了時点で脱落するはずだった永島敏行が、寺門の棄権により繰り上がりで脱落を免れ、その後のTAIL IMPOSSIBLEで3位に入り、自力で2回目の足切りを突破する活躍も見られたが、QUICK MUSCLEで記録なしに終わったことが響き、総合10位で脱落となった。
前回、前々回総合3位だった山口達也は、MONSTER BOXが記録12段に終わったことや、TAIL IMPOSSIBLEの第1レース脱落がかなりの痛手となり、BEACH FLAGSの準々決勝進出、QUICK MUSCLE 6位、WORK OUT GUYSで5位に入る活躍をするも、WORK OUT GUYS終了時点で暫定総合6位だった大森に20P及ばず、初めてファイナル進出を逃した。
最終種目SHOT-GUN-TOUCHまでケインは野村に次ぐ暫定総合3位であったが、徐々にポイント差を詰めていき、最終試技で自己記録を20cm上回る12m40cmを成功。暫定総合1位となり、獣の如く叫び吼えた。その後のインタビューの後、ケインは涙を流した。そして池谷の最終試技は、12m00cmを指先でギリギリの成功。5P差の再逆転となり、池谷が新王者となった。
ケインは前回まで種目別No.1を獲得していたBEACH FLAGS、MONSTER BOX、QUICK MUSCLEで池谷に敗北し、奇しくもオープニングで上半身裸になった4選手に各種目で敗れる結果となり、総合結果は5P差でサバイバルバトル初の敗戦となった。
また、その一方で総合3位の座を争って野村と冨家が激しく争い、最終試技で冨家が11m10cmを成功させて逆転の暫定総合3位。その後、野村が10m90cmを成功させて総合3位が確定し、こちらも5P差の再逆転となった。
オープニングのラストカットはケイン・コスギのSHOT-GUN-TOUCH 12m40cm。

### 第6 - 10回

#### 第6回
(2000年3月24日 21:00-22:54)スポーツマンNo.1決定戦XVI 収録会場：東京ベイNKホール
総合順位(16人出場)
| 順位  | 名前           | P   | 備考                                           |
| ----- | -------------- | --- | ---------------------------------------------- |
| 第1位 | ケイン・コスギ | 685 | 前回総合2位、第6回プロスポーツマン大会総合No.1 |
| 第2位 | 池谷直樹       | 480 | 前回総合No.1                                   |
| 第3位 | 工藤順一郎     | 435 | タレント、工藤兄弟の兄                         |
| 第4位 | 照英           | 420 | モデル、陸上・やり投1996年日本ランキング3位    |
| 第5位 | 宮下直紀       | 250 | 前回総合6位                                    |
| 第6位 | 大森晃         | 170 | 前回総合5位                                    |

脱落者
| 順位   | 名前       | P   | 備考                           |
| ------ | ---------- | --- | ------------------------------ |
| 第7位  | 西山浩司   | 165 | 前回総合8位                    |
| 第8位  | 清水宏次朗 | 150 | 前回総合11位                   |
| 第8位  | 野村将希   | 150 | 前回総合3位                    |
| 第10位 | 寺門ジモン | 140 | 前回途中棄権                   |
| 第11位 | 清水昭博   | 075 | 俳優                           |
| 第12位 | つるの剛士 | 045 | 前回総合9位                    |
| 第13位 | 西川弘志   | 035 | 俳優、歌手                     |
| 第14位 | 小西博之   | 025 | 第2回大会総合5位               |
| 第15位 | 坂上忍     | 010 | 俳優、タレント、歌手、映画監督 |
| 第16位 | 梅垣義明   | 0   | 俳優、タレント                 |

種目別結果
| BATTLE | 競技名         | 挑戦人数 | No.1                     | 記録                | 実況                                                    | 備考 |
| ------ | -------------- | -------- | ------------------------ | ------------------- | ------------------------------------------------------- | ---- |
| 1st    | BEACH FLAGS    | 16人     | 池谷直樹                 |                     | 初田啓介                                                |      |
| 2nd    | MONSTER BOX    | 15人     | 池谷直樹、ケイン・コスギ | 22段                | 初田啓介（14段まで） 古舘伊知郎（15段以降）             |      |
| 3rd    | QUICK MUSCLE   | 15人     | ケイン・コスギ           | 152回(芸能人新記録) | 初田啓介                                                |      |
| 4th    | POWER FORCE    | 14人     | ケイン・コスギ           |                     | 古舘伊知郎                                              |      |
| 5th    | WORK OUT GUYS  | 10人     | ケイン・コスギ           | 1分36秒02           | 古舘伊知郎                                              |      |
| Final  | SHOT-GUN-TOUCH | 6人      | ケイン・コスギ           | 12m30cm             | 初田啓介（試技 2回目まで） 古舘伊知郎（試技 3回目のみ） |      |

ケイン・コスギが元日に第6回プロスポーツマン大会を制した後の大会となり、ケインが芸能人サバイバルバトルの総合No.1奪回を賭けた大会。前回総合No.1の池谷直樹は、髪を金髪に染めて参戦し、全種目制覇と総合優勝を宣言した。
BEACH FLAGSでは準決勝で前回と同じ顔ぶれになり、西山浩司が敗北。決勝でケインと池谷の一騎討ちとなり、池谷がこの種目の2連覇を達成した。
MONSTER BOXでは、前回までの芸能人大会では、4人しか成功者がいなかった16段を7人が成功。特に西山は、自己記録12段から一気に4段更新した。さらに、初出場の照英が18段、工藤順一郎が芸能人史上3人目の20段成功と、MONSTER BOXのレベルが大幅に上昇した。今回も23段にケイン、池谷の両者が挑んだが、池谷が1回目の試技を失敗した後に足の痛みを訴え、2回目を棄権。ケインは2回目も失敗し、種目別No.1を分け合った。ケインは3回目の22段成功を果たした。
QUICK MUSCLEでは池谷との一騎討ちを制し、芸能人新記録でケインがリベンジを達成して雄叫びをあげた。
POWER FORCEは準決勝でケインが野村将希を破り、初挑戦にして決勝まで進出した照英にも余裕で勝利した。さらにケインは、今回のみの新バージョンとなったWORK OUT GUYSでも種目別No.1となり、池谷とのポイント差を大きく引き離した。また、前回時間切れ失格となった大森晃と西山はゴールし、リベンジを果たしたが、暫定総合5位にいた西山は最下位のタイムだったことが災いし、この種目2位の宮下直紀に逆転され、前回同様この種目の影響でファイナル進出を果たした。
その後、ケインはSHOT-GUN-TOUCHの最終試技で自己新記録となる13m00cmに果敢に挑むも失敗に終わっている。それでも結果として6種目中5種目を制し、2位の池谷に205Pの大差をつけての総合No.1奪還を果たした。
今大会はMONSTER BOXの白熱した展開で放送時間の大半をそれに消費してしまい、WORK OUT GUYSがほぼダイジェスト、SHOT-GUN-TOUCHの試技がほとんど省略された。ケインが12m30cmでSHOT-GUN-TOUCHのNo.1を獲得。
オープニングのラストカットはケイン・コスギのSHOT-GUN-TOUCH 13m00cm(失敗)。

#### 第7回
(2000年10月10日 21:00-22:54、10月14日 19:00-19:56・筋肉番付内での放送)スポーツマンNo.1決定戦XVII 収録会場：幕張メッセ
総合順位(16人出場)
| 順位  | 名前           | P   | 備考                                                       |
| ----- | -------------- | --- | ---------------------------------------------------------- |
| 第1位 | ケイン・コスギ | 446 | 前回総合No.1                                               |
| 第2位 | 照英           | 350 | 前回総合4位                                                |
| 第3位 | 水内猛         | 286 | 元浦和レッズFW                                             |
| 第4位 | 内藤尚行       | 272 | 元ヤクルトスワローズ投手、第1回プロスポーツマン大会総合6位 |
| 第5位 | 工藤順一郎     | 240 | 前回総合3位                                                |
| 第6位 | 中村繁之       | 226 | 第2回大会総合3位                                           |

脱落者
| 順位   | 名前       | P   | 備考                 |
| ------ | ---------- | --- | -------------------- |
| 第7位  | 坂口憲二   | 185 | 俳優                 |
| 第8位  | ケータ     | 180 | 元体操選手、タレント |
| 第9位  | 宮下直紀   | 160 | 前回総合5位          |
| 第10位 | 寺門ジモン | 120 | 前回総合10位         |
| 第11位 | 野村将希   | 090 | 前回総合8位          |
| 第12位 | 深沢邦之   | 060 | お笑いコンビTake2    |
| 第13位 | 小西博之   | 035 | 前回総合14位         |
| 第14位 | 清水宏次朗 | 025 | 前回総合8位          |
| 第15位 | 伊藤ジュン | 015 | モデル               |
| 第15位 | 新田純一   | 015 | 俳優、歌手           |

種目別結果
| BATTLE | 競技名          | 挑戦人数 | No.1                 | 記録                | 実況                                           | 備考 |
| ------ | --------------- | -------- | -------------------- | ------------------- | ---------------------------------------------- | ---- |
| 1st    | BEACH FLAGS     | 16人     | 照英                 |                     | 初田啓介                                       |      |
| 2nd    | MONSTER BOX     | 16人     | ケイン・コスギ       | 20段                | 初田啓介（14段まで） 古舘伊知郎（15段以降）    |      |
| 3rd    | QUICK MUSCLE    | 15人     | ケイン・コスギ       | 177回(芸能人新記録) | 初田啓介                                       |      |
| 4th    | TAIL IMPOSSIBLE | 14人     | 水内猛               |                     | 初田啓介                                       |      |
| 5th    | POWER FORCE     | 10人     | 内藤尚行             |                     | 初田啓介（2回戦まで） 古舘伊知郎（準決勝以降） |      |
| Final  | SHOT-GUN-TOUCH  | 6人      | ケイン・コスギ、照英 | 12m00cm             | 古舘伊知郎                                     |      |

今大会前に池谷直樹が右足首を骨折したため、代役としてケータ(片山敬太郎)が出場し、BEACH FLAGSで準々決勝まで進出する活躍を見せた。準決勝ではケイン・コスギがスタートに失敗し、2大会ぶりに準決勝で敗退した。決勝では照英が坂口憲二の対決を制し、初の種目別No.1を獲得した。
MONSTER BOXでは前回好成績を残した照英が17段、工藤順一郎が18段と自己記録に届かない結果に終わる。初出場のケータは19段を記録し、ケインに次ぐ2位。ケインは20段を1回目に失敗するという波乱があったが、2回目に成功させて種目別No.1を確保。その後、23段に挑むも失敗に終わった。
QUICK MUSCLEでは、寺門ジモンが当時歴代3位となる146回の記録を残すが、最終組でケインが177回の芸能人新記録を達成し、またしても寺門の種目別No.1はならなかった。ここでケインは照英を逆転して暫定総合1位となる。しかし、ケインがTAIL IMPOSSIBLEの第2レースで骨膜炎を発症するアクシデントが発生。照英はこの種目で2位に食い込み、再び暫定総合1位となる。
POWER FORCEでは、2回戦で総合No.1を争うケインと照英が激突しケインが勝ち上がる。決勝では、そのケインに対して内藤尚行が軍配を上げた。内藤は第1回プロスポーツマン大会でもこの種目を制しており、この大会でプロと芸能人の両大会で同種目を制した。なお、ケインが芸能人大会のPOWER FORCEで敗れたのは今大会のみである。内藤はQUICK MUSCLE終了時点で暫定総合12位だったが、その後の2種目でポイントを稼ぎ、暫定総合4位でファイナル進出。また、中村繁之は暫定総合7位から、工藤は暫定総合8位から逆転でファイナリスト入りを果たした。対して、TAIL IMPOSSIBLE終了時点で暫定総合6位以内だった、坂口(4位→7位)、ケータ(5位→8位)、宮下直紀(6位→9位)は、前述の3人に逆転されて脱落となった。
最終種目のSHOT-GUN-TOUCHまでケインと照英の差は50P差であった。照英は逆転を狙い、1回目の試技からいきなりギャンブルを仕掛け、自己記録を60cmも上回る12m00cmを申告したが失敗し、2回目も同じ距離に挑んだが失敗。ケインは骨膜炎という満身創痍の中、1回目の試技で11m80cmを、2回目の試技で12m00cmを余裕を残して成功。この時点で総合No.1がほぼ確定した。
総合2位争いでは、内藤が2回とも11m30m成功でポイントを稼ぎ、3回目も11m30cmで暫定総合2位の座を狙ったが失敗。照英の総合2位はここで確定したが、3回目の試技でまたしても12m00cmを申告。3度目の正直で遂に芸能人3人目となる12m台を成功させ、喜びを爆発させた。ケインは前回同様、13m00cmに挑戦して失敗に終わったが、第6回プロスポーツマン大会も含め、実質的な総合3連覇を達成。
今大会は2時間で収まりきらなかったため、QUICK MUSCLEまでで本放送は終わっている。その後の種目は4日後の『筋肉番付』内で放送された。
オープニングのラストカットは照英のSHOT-GUN-TOUCH 12m00cm。

#### 第8回
(2001年3月23日 20:30-22:54)スポーツマンNo.1決定戦XIX　収録会場：幕張メッセ
総合順位(16人出場)
| 順位  | 名前           | P   | 備考                                                    |
| ----- | -------------- | --- | ------------------------------------------------------- |
| 第1位 | 照英           | 614 | 前回総合2位                                             |
| 第2位 | ケイン・コスギ | 613 | 前回・前々回大会連続総合No.1・2連覇中                   |
| 第3位 | 池谷直樹       | 564 | 前々回総合2位                                           |
| 第4位 | 工藤順一郎     | 307 | 前回総合5位                                             |
| 第5位 | 坂口憲二       | 291 | 前回総合7位                                             |
| 第6位 | 飯田覚士       | 205 | タレント、元プロボクサー、元WBA世界スーパーフライ級王者 |

脱落者
| 順位   | 名前           | P   | 備考                                            |
| ------ | -------------- | --- | ----------------------------------------------- |
| 第7位  | 大澄賢也       | 190 | 第2回大会総合2位                                |
| 第8位  | 野村将希       | 180 | 前回総合11位                                    |
| 第9位  | 宮下直紀       | 150 | 前回総合9位                                     |
| 第10位 | オダギリジョー | 130 | 俳優                                            |
| 第11位 | 深沢邦之       | 105 | 前回総合12位                                    |
| 第12位 | 小西博之       | 095 | 前回総合13位                                    |
| 第13位 | 西山浩司       | 090 | 前々回総合7位                                   |
| 第14位 | 錦野旦         | 085 | 歌手、タレント                                  |
| 第15位 | 新田純一       | 065 | 前回総合15位                                    |
| 第16位 | 竹原慎二       | 050 | タレント、元プロボクサー、元WBA世界ミドル級王者 |

種目別結果
| BATTLE | 競技名          | 挑戦人数 | No.1           | 記録                | 実況                                          | 備考                                                 |
| ------ | --------------- | -------- | -------------- | ------------------- | --------------------------------------------- | ---------------------------------------------------- |
| 1st    | BEACH FLAGS     | 16人     | 照英           |                     | 初田啓介                                      | 池谷直樹の反則行為および西山浩司負傷のため繰り上がり |
| 2nd    | WORK OUT GUYS   | 15人     | ケイン・コスギ | 54秒04(世界新記録)  | 初田啓介                                      |                                                      |
| 3rd    | MONSTER BOX     | 15人     | 池谷直樹       | 22段                | 初田啓介（14段まで） 古舘伊知郎（15段以降）   |                                                      |
| 4th    | QUICK MUSCLE    | 15人     | 池谷直樹       | 188回(芸能人新記録) | 初田啓介（第2組まで） 古舘伊知郎（第3組以降） |                                                      |
| 5th    | TAIL IMPOSSIBLE | 12人     | 飯田覚士       |                     | 初田啓介                                      |                                                      |
| Final  | SHOT-GUN-TOUCH  | 6人      | ケイン・コスギ | 13m00cm             | 古舘伊知郎                                    | 芸能人大会最高記録                                   |

芸能人サバイバルバトル2度目の3連覇を狙うケイン・コスギだが、第7回プロスポーツマン大会で大畑大介に完敗したことにより、今大会は自らゴールドゼッケンを返上しての参戦。ケインは前回の芸能人大会で骨膜炎を発症、さらに前日に行われたSASUKEで、腕から脇腹にかけてを打撲するなど満身創痍の挑戦であった。オープニングの選手入場は通常とは違い、第4回大会同様、ケインのみが通常通りゲートの中から入場し、他の選手は会場の横のゲートから入場、更に全員がタンクトップ姿であった。
BEACH FLAGSでは、3回戦で当時の同競技決勝進出経験者全6人が集った。ここでケインは自己最低記録となる3回戦で脱落。準決勝では池谷直樹がスタートで立ち遅れ西山浩司の右腕を掴み、そのまま背後から旗を取りにいった。落ちた旗を拾い上げた池谷だったが、審議の結果、腕を掴んだ行為が反則とみなされ失格。決勝に進出した西山は脱臼癖のあった左肩の脱臼により棄権し、照英は繰り上がりで種目別No.1となるも、「複雑ですね、これは」というコメントを残した。
WORK OUT GUYSでは第7組でケインと照英が登場。ケインは史上最速となる54秒04を記録し、ここまで暫定1位だった工藤順一郎のタイム1分15秒60を大幅に上回り、暫定1位に立つ。ケインはその後のインタビューで、前の種目であるBEACH FLAGSで成績が良くなかったことに触れ、「まだこれからです」と語気を強めた。照英も1分08秒59を記録し暫定2位。最終的にケインがこの種目No.1、照英が2位、工藤が3位となった。
MONSTER BOXでは、大会前に日体大に通い池谷に指導された坂口憲二が、自己記録を塗り替える18段を記録し、照英、工藤と並ぶ3位。一方で照英と工藤は自己記録に届かなかった。池谷は19段で失敗するという波乱があったが、その後は本来の跳躍を取り戻し、この種目でケインに初出場以来の勝利を達成。また、池谷はこの大会から主に20段以上から(今大会は19段から)上半身裸で挑むようになった。
QUICK MUSCLEではケインと池谷の対決となり、それぞれ163回、188回で池谷が芸能人新記録を樹立。ここまで暫定総合1位の照英は110回の自己新記録をマークし3位に入り、暫定総合1位の座を堅守。
TAIL IMPOSSIBLEでは暫定総合9位の飯田覚士が全レース1位通過し、決勝で照英と大澄賢也を周回遅れにする圧巻のレース運びを見せ、余裕の種目別No.1でファイナリストに滑り込んだ。照英は2位に食い込み、この種目で逆転を懸けた大澄賢也は3位となるも、No.1を獲得した飯田と15P差の総合7位で終えた。また、QUICK MUSCLE終了時点で坂口と並んで暫定総合5位タイだった野村将希は、この種目で最下位に終わり、25P差の総合8位でファイナリスト入りを逃した。そして、野村と共に第1回大会から8大会連続で出場を続けてきた総合9位の宮下直紀は、今大会が最後の出場となっている。
SHOT-GUN-TOUCH開始前までの暫定総合順位は、照英が全種目で3位以内に入り、440Pで暫定総合1位。2位は池谷(375P)、そして3位がケイン(370P)であった。1回目の試技でケインは自己記録を70cm下回る12m40cmを申告。更に池谷は自己記録となる12m00cmを申告するというギャンブルに出た。一方の照英は自己記録を50cm下回る11m50cm申告、3人とも成功させた。照英の暫定総合1位は変わらず(485P)、ケインは暫定総合2位に浮上(442P)、池谷は暫定総合3位になった(435P)。
2回目の試技で池谷はまたしても大ギャンブルの12m30cmを成功させ、この日初めて暫定総合1位となった(504P)。ケインは12m70cmを申告したがギリギリの成功で、池谷同様、初めての暫定総合1位となる(523P)。暫定総合3位に落ちた照英も危機感を抱いてか、自己記録の12m00cmを申告した。距離は充分に届いていて成功(545P)したが1回目同様ボールを全く見ていない状態でダイブをしていたために、着地地点が微妙にずれていたのが不安材料だった。またしても全員がそれぞれの距離を成功させたことで、3人による大接戦となる。
そして最終試技で2回ともギャンブルに出ていた池谷だが、先程よりも30cmマイナスとなる12m00cmを申告。これは後の2人が失敗すると見ての賭けである。これを成功させ、暫定総合1位へ躍り出た(564P)。ケインは第6回・第7回芸能人大会でいずれも失敗している13m00cmを申告。この距離を成功させ、大きな雄叫びを上げた(613P)。照英は12m30cmを成功させれば614Pとなり、1P上回って総合No.1になるという劇的なシナリオだった。そして照英は12m30cmに挑み距離は届いていたが、やはりボールを全く見ずにダイブをしたため、ボールから体がずれていた。スロー再生の結果、ずれた体から伸ばした小指をボールにかすらせて1P差の逆転総合No.1となった。
照英は「小指が僕を救ってくれました」と涙を流して語り、池谷は「ケインに負けるより、さらに50倍程ムカつきますね」という言葉を残した。ケインは「皆No.1になりたいですから、努力しないと」と語り、今大会を最後に芸能人大会には出場していない。
オープニングのラストカットはケイン・コスギのSHOT-GUN-TOUCH 13m00cm。

#### 第9回
(2002年3月27日 21:00-23:24)スポーツマンNo.1決定戦XXI 収録会場：幕張メッセ
総合順位(14人出場)
| 順位  | 名前             | P   | 備考                              |
| ----- | ---------------- | --- | --------------------------------- |
| 第1位 | 照英             | 522 | 前回総合No.1                      |
| 第2位 | 永井大           | 445 | 俳優、タレント、空手 国体5位      |
| 第3位 | なかやまきんに君 | 410 | 肉体派お笑いタレント              |
| 第4位 | ジェームス岡田   | 350 | 俳優、ショー・コスギ門下生第1号   |
| 第5位 | 飯田覚士         | 295 | 前回総合6位・SHOT-GUN-TOUCHを棄権 |
| 第6位 | 中村繁之         | 273 | 前々回総合6位                     |

脱落者
| 順位   | 名前             | P   | 備考                                                                                          |
| ------ | ---------------- | --- | --------------------------------------------------------------------------------------------- |
| 第7位  | 西山浩司         | 245 | 前回総合13位                                                                                  |
| 第8位  | クロード岡本     | 190 | モデル、元アイスホッケー選手                                                                  |
| 第9位  | 野村将希         | 145 | 前回総合8位                                                                                   |
| 第10位 | シェイン・コスギ | 140 | 俳優、ケイン・コスギの弟                                                                      |
| 第11位 | 金子昇           | 130 | 俳優、タレント                                                                                |
| 第12位 | 魔裟斗           | 125 | 俳優・格闘家、K-1 WORLD MAX日本王者（後に日本人初の世界王者を戴冠）、タレント、スポーツ解説者 |
| 第13位 | 要潤             | 105 | 俳優、タレント                                                                                |
| 第14位 | 錦野旦           | 050 | 前回総合14位                                                                                  |

種目別結果
| BATTLE | 競技名          | 挑戦人数 | No.1                   | 記録      | 実況                                        | 備考 |
| ------ | --------------- | -------- | ---------------------- | --------- | ------------------------------------------- | ---- |
| 1st    | BURN OUT GUYS   | 13人     | 照英                   | 1分12秒60 | 古舘伊知郎                                  |      |
| 2nd    | BEACH FLAGS     | 14人     | 照英                   |           | 初田啓介                                    |      |
| 3rd    | MONSTER BOX     | 13人     | 照英、シェイン・コスギ | 19段      | 初田啓介（14段まで） 古舘伊知郎（15段以降） |      |
| 4th    | TAIL IMPOSSIBLE | 13人     | 飯田覚士               |           | 初田啓介                                    |      |
| 5th    | IRON SQUAT      | 12人     | 無効試合               |           | 古舘伊知郎                                  |      |
| 6th    | QUICK MUSCLE    | 10人     | 中村繁之               | 166回     | 初田啓介                                    |      |
| 7th    | ETERNAL JUMP    | 10人     | なかやまきんに君       |           | 初田啓介                                    |      |
| Final  | SHOT-GUN-TOUCH  | 5人      | 永井大                 | 12m50cm   | 古舘伊知郎                                  |      |

今大会は史上初の予選会を実施。8人が初出場と出場者の面々も一新された。さらに3つの新種目を加え、サバイバルバトル史上最多の8種目で行われた。新種目のBURN OUT GUYSは第1組に登場した前回総合No.1・照英が1分12秒60を出し、誰一人抜けぬまま最終組のなかやまきんに君へ。しかし、1分13秒04で逆転はならなかった。
BEACH FLAGSでは、西山浩司が準決勝敗退に終わり、またしても種目別No.1ならず。照英はジェームス岡田との決勝戦を制し、この種目の3連覇を達成した。
MONSTER BOXでは、西山が41歳にして自己新記録となる17段を成功。初出場組では永井大が18段、シェイン・コスギが19段と健闘。シェインは19段をクリアした際、兄のケイン張りの咆哮を見せている。種目別No.1は照英とシェインで分け合い、照英は3種目連続No.1という絶好のスタートを切った。
TAIL IMPOSSIBLEでは、前回種目別2位の照英が第2レースで脱落。決勝レースでは、きんに君と飯田覚士の壮絶な争いになり、飯田が逃げ切り、この種目の連覇を達成した。
QUICK MUSCLEでは、今回この種目に賭けてきた中村繁之が、166回で自身初の種目別No.1を獲得。最終組に登場したジェームスはハイペースで猛追するも162回で2位となった。
スタミナ系のETERNAL JUMPでは、きんに君が飯田にTAIL IMPOSSIBLEでの借りを返して勝利。この時点での総合ランキングで、遂に暫定総合1位の照英を捕らえ、同点首位で最終種目となる。さらに暫定総合4位の永井とも60P差という接戦であった。西山は、この種目で4位となるも、6位の中村に僅か5P及ばず、ファイナル進出を逃した。また当時、K-1ミドル級日本王者であった魔裟斗が芸能人大会史上初の現役選手の参戦を果たすが、TAIL IMPOSSIBLEで転倒し、第1レースで脱落。さらに、QUICK MUSCLEでは30回以上の空振りが響き、総合12位と辛酸を舐めた。本来、魔裟斗は第4種目のTAIL IMPOSSIBLE終了時点で脱落になるはずだったが、錦野旦とシェインの棄権により脱落を回避。さらに、第6種目のQUICK MUSCLE終了時点で脱落となるはずが、要潤と金子昇の棄権により、ここでも脱落を免れている。
SHOT-GUN-TOUCHでは暫定総合4位だった永井がいきなり12m00cmを申告し、余裕のクリア。きんに君は11m00cmを失敗し、総合No.1争いから脱落する。照英は11m50cm申告とかなり安全策に出て成功させた。さらに2回目の試技で永井はなんと12m50cmを成功 させ、照英を抜いて暫定総合1位に浮上する。対する照英は2回目も11m50cm成功と完全に守りの体制に入っていたが徐々にポイント差は詰められ、永井とは15P差であった。そして最終試技で永井が12m70cmに挑戦するも僅かに届かず、照英は総合No.1確定後に自己新記録となる12m40cmを成功させ、エンディングで「かかって来い」と雄叫びを上げた。史上2人目の2連覇を達成した照英は、今大会を最後に出場していない。一方、全種目で安定した成績を残し、1位と40P差で暫定総合3位だったジェームスは、SHOT-GUN-TOUCHで3回とも12m00cmを申告したが、全て失敗して記録なしに終わった。
なお、今大会は新種目のIRON SQUATが無効試合（ノーコンテスト）となっている。最終組のきんに君のセットでメカニカルトラブルが起きたのが原因だが、それ以上に身体への負担が多い種目で、要と金子がこの種目の影響で途中棄権となり、その他に錦野、シェイン、飯田（SHOT-GUN-TOUCHを棄権）も今大会で怪我をするなど、負傷者の多い大会となった。
オープニングのラストカットは永井大のSHOT-GUN-TOUCH 12m50cm。

#### 第10回
(2002年9月27日 21:00-23:24)スポーツマンNo.1決定戦XXII 収録会場：幕張メッセ
総合順位(14人出場)
| 順位  | 名前             | P   | 備考                                                       |
| ----- | ---------------- | --- | ---------------------------------------------------------- |
| 第1位 | 永井大           | 476 | 前回総合2位                                                |
| 第2位 | なかやまきんに君 | 373 | 前回総合3位                                                |
| 第3位 | 飯沼誠司         | 370 | 俳優、元プロライフセーバー                                 |
| 第4位 | 水内猛           | 304 | 第7回大会総合3位                                           |
| 第5位 | 金子昇           | 260 | 前回途中棄権                                               |
| 第6位 | 船木誠勝         | 250 | 俳優、元プロレスラー、第4・6代キング・オブ・パンクラチスト |

脱落者
| 順位   | 名前       | P   | 備考                   |
| ------ | ---------- | --- | ---------------------- |
| 第7位  | 野村将希   | 205 | 前回総合9位            |
| 第8位  | 竹原慎二   | 170 | 前々回総合16位         |
| 第9位  | 西山浩司   | 140 | 前回総合7位            |
| 第10位 | 松尾政寿   | 115 | 俳優                   |
| 第11位 | 逸見太郎   | 110 | 俳優、タレント、司会者 |
| 第12位 | 賀集利樹   | 075 | 俳優、タレント         |
| 第13位 | 石垣佑磨   | 060 | 俳優、タレント         |
| 第14位 | ゴルゴ松本 | 030 | お笑いコンビTIM        |

種目別結果
| BATTLE | 競技名          | 挑戦人数 | No.1     | 記録      | 実況                                        | 備考 |
| ------ | --------------- | -------- | -------- | --------- | ------------------------------------------- | ---- |
| 1st    | BURN OUT GUYS   | 14人     | 永井大   | 1分25秒08 | 古舘伊知郎                                  |      |
| 2nd    | POWER FORCE     | 14人     | 野村将希 |           | 古舘伊知郎                                  |      |
| 3rd    | MONSTER BOX     | 14人     | 永井大   | 18段      | 初田啓介（14段まで） 古舘伊知郎（15段以降） |      |
| 4th    | QUICK MUSCLE    | 12人     | 飯沼誠司 | 171回     | 志賀大士（第2組まで） 初田啓介（第3組以降） |      |
| 5th    | TAIL IMPOSSIBLE | 11人     | 飯沼誠司 |           | 初田啓介                                    |      |
| Final  | SHOT-GUN-TOUCH  | 6人      | 永井大   | 12m70cm   | 古舘伊知郎                                  |      |

第1回クイーンズチャレンジバトル
総合順位(8人出場)
| 順位  | 名前       | P   | 備考                               |
| ----- | ---------- | --- | ---------------------------------- |
| 第1位 | 水野裕子   | 200 | タレント、王様のブランチレポーター |
| 第2位 | 一戸奈未   | 150 | 女優                               |
| 第3位 | 奥泉文子   | 120 | モデル                             |
| 第4位 | 川村ひかる | 080 | グラビアアイドル                   |
| 第5位 | 岡部玲子   | 075 | タレント                           |
| 第6位 | 西村美保   | 070 | キャンペーンガール                 |
| 第7位 | 西端さおり | 030 | タレント                           |
| 第8位 | 堀越のり   | 05  | タレント                           |

種目別結果
| BATTLE | 競技名          | 挑戦人数 | No.1     | 記録   | 実況     | 備考 |
| ------ | --------------- | -------- | -------- | ------ | -------- | ---- |
| 1st    | BURN OUT GIRLS  | 8人      | 水野裕子 | 59秒04 | 初田啓介 |      |
| Final  | TAIL IMPOSSIBLE | 8人      | 水野裕子 |        | 志賀大士 |      |

第2回以来となる歴代王者不在の大会となった。ナレーションではこれを「絶対君主不在」と称されている。
第1種目のBURN OUT GUYSは、永井大が1分25秒08で種目別No.1となった。
POWER FORCEでは1回戦で永井とBURN OUT GUYSで2位のなかやまきんに君が激突。結果はスタートダッシュからの速攻で永井が勝利するも、2回戦で一度はスタートでボタンに手が届く位置まで詰めながらも、痛恨の空振りで大金星を逃してしまい、船木誠勝に敗れた。決勝では船木と野村将希の勝負となり、野村がこの種目初のNo.1となる。
MONSTER BOXは出場選手中、最も高い自己記録18段を持つ永井が、順当に自己記録タイで2種目目のNo.1を獲得した。
QUICK MUSCLEは初出場の飯沼誠司が当時歴代3位となる171回を記録し、2位で126回の水内猛に大差をつけての種目別No.1となる。暫定総合1位にいた永井はカウントロスが目立ち、同組の金子昇に敗れて、この種目7位。これで飯沼は一気に暫定総合1位となった。TAIL IMPOSSIBLEでも飯沼が余裕の走りを見せ、この種目2位のきんに君を寄せ付けず。永井は3位に喰い込んだ。この2種目でポイントを稼いだ飯沼は、最終種目前まで暫定総合2位の永井に45P差をつけて暫定総合1位となる。今大会、40代最後の出場だった野村はQUICK MUSCLE終了時点で暫定総合5位だったが、TAIL IMPOSSIBLEで最下位に終わり、総合7位でファイナリストを逃した。
最終種目SHOT-GUN-TOUCHで、永井は1回目の試技で12m00cmを申告したが、指先でギリギリの成功。更にダイブの際に腰を痛めるというアクシデントが発生。対する飯沼は慎重に11m00cmを成功させ、永井との差が15Pまで縮まる。腰痛に見舞われた永井だが2回目も12m00cmを申告して、今度は余裕の成功。飯沼は11m20cmを失敗し、形勢は完全に逆転した。
前回この種目11m00cmで終えたきんに君は3回の試技を全て成功させ、最終試技の11m50cm成功で暫定総合2位に浮上。飯沼は11m60cmで逆転での総合No.1を狙ったが届かず、総合3位で終えた。永井は総合No.1を決めた後の最終試技で前回失敗した12m70cmに挑戦。芸能人歴代2位となるこの距離を成功させ、涙でインタビューに答えた。
今大会のみ、QUICK MUSCLEのルールが一部変更されている。腕に巻かれたセンサー付きバンドの判定により、終了時に腕が上がっていなかった場合失格となるものであり、実際に逸見太郎がその憂き目に遭った。
また、この回はクイーンズチャレンジバトルが初めて開催され、水野裕子が2種目全てでNo.1となり初代総合No.1となった。
オープニングのラストカットは永井大のSHOT-GUN-TOUCH 12m00cm。

### 第11 - 15回

#### 第11回
(2003年3月31日 21:00-23:24)スポーツマンNo.1決定戦XXIV　収録会場：パシフィコ横浜
総合順位(15人出場)
| 順位  | 名前             | P   | 備考                                                             |
| ----- | ---------------- | --- | ---------------------------------------------------------------- |
| 第1位 | なかやまきんに君 | 544 | 前回総合2位                                                      |
| 第2位 | 白川裕二郎       | 447 | 俳優、元力士                                                     |
| 第3位 | 金子昇           | 381 | 前回総合5位                                                      |
| 第4位 | 武田修宏         | 311 | タレント、元サッカー日本代表MF、第1回プロスポーツマン大会総合2位 |
| 第5位 | 野村将希         | 271 | 前回総合7位                                                      |
| 第6位 | 藤川直也         | 260 | ミュージシャン、あいのりの直也                                   |
| 第7位 | 西山浩司         | 239 | 前回総合9位                                                      |

脱落者
| 順位   | 名前       | P   | 備考                                 |
| ------ | ---------- | --- | ------------------------------------ |
| 第8位  | 逸見太郎   | 190 | 前回総合11位                         |
| 第9位  | 木村剛     | 145 | 俳優                                 |
| 第10位 | 石丸謙二郎 | 140 | 俳優、声優、世界の車窓からナレーター |
| 第11位 | 竹原慎二   | 115 | 前回総合8位                          |
| 第12位 | 松尾政寿   | 105 | 前回総合10位                         |
| 第13位 | 賀集利樹   | 095 | 前回総合12位                         |
| 第14位 | 酒井一圭   | 045 | 俳優、歌手                           |
| 第15位 | 錦野旦     | 0   | 前々回総合14位                       |

種目別結果
| BATTLE | 競技名          | 挑戦人数 | No.1                         | 記録                    | 実況                                        | 備考 |
| ------ | --------------- | -------- | ---------------------------- | ----------------------- | ------------------------------------------- | ---- |
| 1st    | BURN OUT GUYS   | 14人     | なかやまきんに君             | 1分05秒86(芸能人新記録) | 古舘伊知郎                                  |      |
| 2nd    | BEACH FLAGS     | 14人     | なかやまきんに君             |                         | 初田啓介                                    |      |
| 3rd    | MONSTER BOX     | 15人     | 白川裕二郎                   | 18段                    | 初田啓介（14段まで） 古舘伊知郎（15段以降） |      |
| 4th    | QUICK MUSCLE    | 13人     | なかやまきんに君             | 156回                   | 小笠原亘（第2組まで） 初田啓介（第3組以降） |      |
| 5th    | TAIL IMPOSSIBLE | 12人     | なかやまきんに君             |                         | 初田啓介                                    |      |
| Final  | SHOT-GUN-TOUCH  | 7人      | なかやまきんに君、白川裕二郎 | 12m00cm                 | 古舘伊知郎                                  |      |

第2回クイーンズチャレンジバトル
総合順位(9人出場)
| 順位  | 名前       | P   | 備考                              |
| ----- | ---------- | --- | --------------------------------- |
| 第1位 | 水野裕子   | 250 | 前回総合No.1                      |
| 第2位 | 山田玲奈   | 240 | あさがけウォッチ!お天気キャスター |
| 第3位 | 水島麻由   | 180 | スピードスケート国体出場          |
| 第4位 | 西村美保   | 130 | 前回総合6位                       |
| 第5位 | 西端さおり | 125 | 前回総合7位                       |
| 第6位 | 秋山智絵   | 095 | レースクイーン                    |
| 第7位 | 小宮理英   | 090 | タレント                          |
| 第8位 | 一戸奈未   | 030 | 前回総合2位                       |
| 第8位 | 福澄美緒   | 030 | 女優                              |

種目別結果
| BATTLE | 競技名          | 挑戦人数 | No.1     | 記録   | 実況     | 備考 |
| ------ | --------------- | -------- | -------- | ------ | -------- | ---- |
| 1st    | MONSTER BOX     | 9人      | 水野裕子 | 12段   | 志賀大士 |      |
| 2nd    | BURN OUT GIRLS  | 8人      | 水野裕子 | 58秒17 | 初田啓介 |      |
| Final  | TAIL IMPOSSIBLE | 8人      | 山田玲奈 |        | 初田啓介 |      |

スペシャルバトル・THE GALLON THROW(2人出場)
| 結果   | 名前               | 記録   | スポーツ | 備考   |
| ------ | ------------------ | ------ | -------- | ------ |
| WINNER | マイク・ベルナルド | 6m00cm | 格闘技   | 初挑戦 |
| LOSER  | ボブ・サップ       | 5m50cm | 格闘技   | 初挑戦 |

前回に続き、歴代王者不在の大会となった。
第1種目のBURN OUT GUYSでは第1組の金子昇がいきなり芸能人新記録となる1分11秒05を記録。その後、藤川直也、白川裕二郎と初出場の二人が更に上の記録を叩き出すも、最終組のなかやまきんに君が1分05秒86で種目別No.1となった。
BEACH FLAGSでは西山浩司が4度目となる決勝進出を果たすもきんに君に敗れ、またしても種目別No.1獲得はならなかった。野村将希は50歳となってこの大会を迎え、MONSTER BOXは自己記録を2年ぶりに更新する17段を成功させ、選手達を驚かせた。この種目は唯一18段を成功させた白川が種目No.1となる。
QUICK MUSCLEでは、藤川が当時のきんに君の自己記録だった132回を上回る134回をマークし、暫定トップに立つが、きんに君も自己記録を大きく上回る156回を記録し、種目No.1を獲得した。また、この種目で第3組で登場した野村は76回の記録に終わっていたが、センサーのメカニカルトラブルで正確なカウントがされなかったとされ、1回目終了直後に最終組での再挑戦を余儀なくされたが、逃げるきんに君を猛追する形で141回の記録を残し、種目別2位でコロッセオを沸かせた。
TAIL IMPOSSIBLEでもきんに君が武田修宏とのバトルを制し、きんに君がここまでの5種目中4種目でNo.1を獲得する圧倒的な強さを見せた。また、この種目で決勝に進出した暫定総合7位の藤川、暫定総合8位の武田がそれぞれ暫定総合4位と5位へ浮上し、逆転でファイナル進出。さらに西山と野村が225Pの同点暫定総合6位タイだったため、史上初の7人が最終種目進出となり、二人が喜びを分かち合う場面が映し出された。一方、MONSTER BOX終了時点で暫定総合4位タイだった逸見太郎は、TAIL IMPOSSIBLEで最下位、前回失格となったQUICK MUSCLEでも低記録に終わり、総合8位でファイナリストを逃した。4年振りのファイナリストとなった野村はSHOT-GUN-TOUCHでも11m10cm成功で自己記録を更新。4年半振りのファイナリストになった西山は今大会が最後の出場となっている。
後にファイナリスト常連となる白川はBURN OUT GUYSで2位、BEACH FLAGSはスタートで足を取られる痛恨のミスで準決勝敗退も3位と総合No.1争いに加わり、強い存在感を見せた。MONSTER BOXでは第3回のケイン・コスギ以来となる初挑戦選手での種目別No.1の快挙を達成。最終種目まで暫定総合1位のきんに君に肉薄し、SHOT-GUN-TOUCH開始時点で2人の差は85Pであった。1回目の試技で白川は11m40cmを成功。対するきんに君はいきなり自己記録を30cm上回る11m80cmを成功させ、その差を97Pまで広げる。白川は2回目の試技でギャンブルとなる12m00cmを成功したが、きんに君も同じく12m00cmを成功させ、最終試技を待たずして総合No.1が確定した。きんに君は野村同様にMONSTER BOX、QUICK MUSCLE、SHOT-GUN-TOUCHで記録を大きく伸ばし6種目中5種目を制しての総合No.1であった。
本戦以外ではスペシャルバトルのTHE GALLON THROWにボブ・サップが参戦。記録が期待されたが記録は5m50cmと期待外れの結果に終わり、6m00cmのマイク・ベルナルドに敗れた。
第2回クイーンズチャレンジバトルは、水野裕子が2連覇を達成。総合2位の山田玲奈は、MONSTER BOXとBURN OUT GIRLSで2位、TAIL IMPOSSIBLEでは、最終レースで水野とのデッドヒートを制し、この種目のNo.1に輝いた。
総合実況を担当した古舘伊知郎は、今大会をもって芸能人大会の実況を降板した。
オープニングのラストカットは金子昇のSHOT-GUN-TOUCH 11m50cm。

#### 第12回
(2003年9月26日 21:00-23:24)スポーツマンNo.1決定戦XXV 収録会場：パシフィコ横浜
総合順位(14人出場)
| 順位  | 名前             | P   | 備考             |
| ----- | ---------------- | --- | ---------------- |
| 第1位 | 池谷直樹         | 715 | 第8回大会総合3位 |
| 第2位 | なかやまきんに君 | 605 | 前回総合No.1     |
| 第3位 | 金子昇           | 495 | 前回総合3位      |
| 第4位 | 飯沼誠司         | 420 | 前々回総合3位    |
| 第5位 | 須藤元気         | 390 | 俳優・格闘家     |
| 第6位 | 白川裕二郎       | 270 | 前回総合2位      |

脱落者
| 順位   | 名前         | P   | 備考             |
| ------ | ------------ | --- | ---------------- |
| 第7位  | 見目竜一     | 215 | 俳優             |
| 第8位  | 木村剛       | 180 | 前回総合9位      |
| 第9位  | 石丸謙二郎   | 160 | 前回総合10位     |
| 第10位 | 水内猛       | 145 | 前々回総合4位    |
| 第11位 | 野村将希     | 140 | 前回総合5位      |
| 第12位 | 岡本竜汰     | 075 | 俳優、モデル     |
| 第13位 | クロード岡本 | 060 | 第9回大会総合8位 |
| 第14位 | 松尾政寿     | 055 | 前回総合12位     |

種目別結果
| BATTLE | 競技名         | 挑戦人数 | No.1             | 記録                    | 実況                                      | 備考 |
| ------ | -------------- | -------- | ---------------- | ----------------------- | ----------------------------------------- | ---- |
| 1st    | WORK OUT GUYS  | 14人     | なかやまきんに君 | 1分04秒35               | 初田啓介                                  |      |
| 2nd    | BEACH FLAGS    | 14人     | 池谷直樹         |                         | 初田啓介                                  |      |
| 3rd    | MONSTER BOX    | 13人     | 池谷直樹         | 21段                    | 小笠原亘（15段まで） 初田啓介（16段以降） |      |
| 4th    | QUICK MUSCLE   | 12人     | なかやまきんに君 | 170回                   | 小笠原亘                                  |      |
| 5th    | SPIN OFF       | 14人     | 金子昇           |                         | 小笠原亘                                  |      |
| 6th    | BURN OUT GUYS  | 11人     | なかやまきんに君 | 1分04秒89(芸能人新記録) | 初田啓介                                  |      |
| Final  | SHOT-GUN-TOUCH | 6人      | 池谷直樹         | 12m30cm                 | 初田啓介                                  |      |

前回大会総合No.1のなかやまきんに君に加え、第5回大会総合No.1の池谷直樹が2年半ぶりとなる出場。歴代王者から2名の参戦が実現し、複数の歴代王者が同時に出場するのは第8回大会以来。さらに当時のファイナリスト経験者から計7名出場するなど出場者のレベルが一段と上がった大会となった。
同じく第8回大会以来の復活となった第1種目WORK OUT GUYSではきんに君がこの種目自身初の種目別No.1を獲得。パワー系種目が苦手な池谷はこの種目こそ10位に留まったが、続く第2種目BEACH FLAGS、第3種目MONSTER BOXで格の違いを見せるかのように余裕で種目別No.1となり、2種目連取で一気に暫定総合1位へと浮上した。MONSTER BOXの記録はこれも第8回以来となる20段の大台に到達。さらに今大会は17段進出が史上最多の9人、18段進出も6人とハイレベルであった。金子昇は自己新記録となる18段を成功させ、初出場の見目竜一も18段をマークした。一方、前回18段を記録し、この種目No.1だった白川裕二郎は自己記録に届かない16段と不本意な結果に終わっている。
第4種目QUICK MUSCLEでは第1組で登場した須藤元気が144回をマークし、これを上回る自己記録を持つ飯沼誠司（171回）、きんに君（156回）、池谷（188回、芸能人記録）らの挑戦を待つこととなった。結果は飯沼143回、池谷150回、きんに君が自己新記録の170回となり、きんに君が2種目目の種目別No.1を獲得。ここで池谷と同点暫定総合1位で並んだ。
第5種目では後に定番種目となるSPIN OFFが初登場。この種目は池谷と金子の決勝戦となり、ここで金子が勝利し、この種目の初代No.1にして自身初となる種目別No.1を獲得した。池谷は今大会こそSPIN OFFで2位という好成績を残しているが、第13回以降は第11回プロスポーツマン大会を除き、5大会連続で1回戦敗退に終わっている。なお池谷と並んで暫定総合1位タイだったきんに君は1回戦で白川との大一番を制するも、続く2回戦で石丸謙二郎に敗北しここで差をつけられてしまう。続く第6種目BURN OUT GUYSで芸能人新記録となる1分04秒89をマークし種目別No.1を奪取するも、池谷に30P差で最終種目SHOT-GUN-TOUCHを迎える事となった。またSPIN OFF終了時点で暫定総合7位だった須藤がBURN OUT GUYSで3位に食い込み、暫定総合6位へと浮上し逆転でファイナル進出。対してSPIN OFF終了時点で暫定総合6位だった見目が9位（ゴールした選手の中で最下位）に沈み、同組だった須藤に先着され、総合ランキングでも逆転され、脱落となった。なお、SPIN OFF終了時の総合ランキングで脱落となった3人の獲得ポイントが、総合12位・クロード岡本(60P)、総合13位・松尾政寿(50P)、総合14位・岡本竜汰(45P)となっているが、実際は12位・岡本(75P)、13位・クロード(60P)、14位・松尾(55P)の誤り。SHOT-GUN-TOUCHの試技1回目終了後にダッシュする池谷の後に一瞬、映っている総合ランキング表で確認できる。恐らく、第4種目QUICK MUSCLEと第5種目SPIN OFFの順番が収録では逆の為と思われる。仮に逆にした場合、第4種目SPIN OFF終了時点で13位・クロード、14位・松尾が脱落し、第5種目QUICK MUSCLEで不参加である辻褄が合うことになる。
最終種目SHOT-GUN-TOUCHできんに君は1回目で自己記録タイの12m00cmを成功させる。池谷は自己記録を70cm下回る11m80cmを申告し、安全策に出て成功した。2回目の試技で、きんに君は自己新記録の距離となる12m20cmと大ギャンブルを仕掛けて成功。対して池谷は、またも安全策で12m10cmに挑み、クリアした。この時点で池谷ときんに君の差は15Pに縮まった。迎えた最終試技できんに君は自己新記録となる12m40cmに挑んだが届かず、連覇の夢は潰えた。池谷は最後に12m30cmを成功して種目別No.1を確保、そして総合でも第5回大会以来となる4年半振りのNo.1返り咲きを果たした。また、金子、飯沼、須藤の3人は3回の試技を全て成功させる活躍を見せたが、前回総合2位の白川は全て失敗し、5位に120Pの大差をつけられて総合6位に沈んだ。白川は今大会、あまり好記録を残せない苛立ちからか非常に荒々しい態度がインタビューや競技で敗戦した時などに目立っているが、次回からは一転して爽やかキャラへと変貌している。今大会、飯沼はMONSTER BOXの記録を14段から17段、SHOT-GUN-TOUCHも11m00cmから40cm更新した。MONSTER BOX、QUICK MUSCLE、SHOT-GUN-TOUCHで自己新記録をマークした金子は2大会連続の総合3位となった。次の出場は3年後の第17回である。
また、芸能人大会で初めてディフェンディングチャンピオンのみが着用できる色付きのジャージが登場し、今大会はホワイトジャージ（今大会のみ。前回大会のホワイトジャージの流用と思われるもの）を前回総合No.1のきんに君が着用した。
オープニングのラストカットは池谷直樹のSHOT-GUN-TOUCH 12m30cm。また、エンディングの最後には池谷が生まれたばかりの息子（池谷匠翔）を涙で抱きかかえるシーンがあった。

#### 第13回
(2004年4月5日 20:00-22:54)スポーツマンNo.1決定戦XXVII　収録会場：幕張メッセ
総合順位(14人出場)
| 順位  | 名前             | P   | 備考                             |
| ----- | ---------------- | --- | -------------------------------- |
| 第1位 | 池谷直樹         | 560 | 前回総合No.1                     |
| 第2位 | なかやまきんに君 | 550 | 前回総合2位                      |
| 第2位 | 永井大           | 550 | 第10回大会総合No.1               |
| 第4位 | 飯沼誠司         | 455 | 前回総合4位                      |
| 第4位 | 脇田寧人         | 455 | お笑いコンビペナルティのワッキー |
| 第6位 | 白川裕二郎       | 435 | 前回総合6位                      |

脱落者
| 順位   | 名前       | P   | 備考                         |
| ------ | ---------- | --- | ---------------------------- |
| 第7位  | 須藤元気   | 270 | 前回総合5位                  |
| 第8位  | 藤川直也   | 195 | 前々回総合6位                |
| 第9位  | 石丸謙二郎 | 180 | 前回総合9位                  |
| 第10位 | 山﨑賢太   | 175 | モデル、元中日ドラゴンズ投手 |
| 第11位 | 野村将希   | 100 | 前回総合11位                 |
| 第12位 | 平岳大     | 085 | 俳優                         |
| 第13位 | 斎藤工     | 060 | 俳優                         |
| 第14位 | 竹原慎二   | 055 | 前々回総合11位               |

種目別結果
| BATTLE | 競技名          | 挑戦人数 | No.1       | 記録                    | 実況                                      | 備考                      |
| ------ | --------------- | -------- | ---------- | ----------------------- | ----------------------------------------- | ------------------------- |
| 1st    | BURN OUT GUYS   | 14人     | 永井大     | 1分02秒61(芸能人新記録) | 初田啓介                                  |                           |
| 2nd    | BEACH FLAGS     | 14人     | 白川裕二郎 |                         | 初田啓介                                  |                           |
| 3rd    | MONSTER BOX     | 14人     | 池谷直樹   | 22段                    | 小笠原亘（15段まで） 初田啓介（16段以降） | 今大会から15段まで試技1回 |
| 4th    | SPIN OFF        | 14人     | 山﨑賢太   |                         | 志賀大士                                  |                           |
| 5th    | QUICK MUSCLE    | 14人     | 池谷直樹   | 180回                   | 志賀大士 藤森祥平（第2組のみ）            |                           |
| 6th    | TAIL IMPOSSIBLE | 12人     | 飯沼誠司   |                         | 小笠原亘                                  |                           |
| Final  | SHOT-GUN-TOUCH  | 6人      | 永井大     | 12m70cm                 | 初田啓介                                  |                           |

第3回クイーンズチャレンジバトル(2004年3月24日・ゴールデンマッスルスペシャル内で放送)
総合順位(8人出場)
| 順位  | 名前                   | P   | 備考              |
| ----- | ---------------------- | --- | ----------------- |
| 第1位 | 水野裕子               | 240 | 2大会連続総合No.1 |
| 第2位 | 山田玲奈               | 220 | 前回総合2位       |
| 第3位 | 中江ゆきこ             | 160 | 女優              |
| 第3位 | フランソワーズ・ヒロタ | 160 | タレント・格闘家  |
| 第5位 | 土肥美緒               | 150 | 女優              |
| 第6位 | 深谷愛                 | 135 | グラビアタレント  |
| 第7位 | 北原まゆ               | 105 | タレント・モデル  |
| 第8位 | 相楽のりこ             | 050 | 女優              |

種目別結果
| BATTLE | 競技名          | 挑戦人数 | No.1                   | 記録 | 実況     | 備考 |
| ------ | --------------- | -------- | ---------------------- | ---- | -------- | ---- |
| 1st    | BURN OUT GIRLS  | 8人      | 山田玲奈               |      | 藤森祥平 |      |
| 2nd    | SPIN OFF        | 8人      | フランソワーズ・ヒロタ |      | 初田啓介 |      |
| Final  | TAIL IMPOSSIBLE | 8人      | 山田玲奈               |      | 初田啓介 |      |

史上最多、3人の歴代王者が出場することで注目を集めた大会だった（永井大(第10回)、なかやまきんに君(第11回)、池谷直樹(第5・12回)）。第1種目のBURN OUT GUYSでは、3大会ぶりの出場となった永井が芸能人記録を叩き出しての種目別No.1で、幸先のいいスタートを切った。
続くBEACH FLAGSでは、永井が2回戦で早々と脱落。さらに前々回の種目別No.1のきんに君が3回戦で脱落する展開となった。決勝は前回と同じ池谷、白川裕二郎という顔ぶれとなり、今回は白川が勝利。池谷は芸能人大会では唯一となる敗戦を喫した(第8回の反則失格を除く)。
MONSTER BOXでは、永井が自己記録を次々と塗り替え20段の大台に到達。更に芸能人歴代3位となる21段も2回目に両足着地で成功。池谷は21段を1回失敗した後、ギリギリで成功させる。最後は池谷が意地の22段成功でNo.1となった。脇田寧人は初出場で19段を越える快挙。さらに白川も自己新記録となる19段を越え、20段挑戦が史上最多の4人であった。
SPIN OFFではここまでの種目で苦戦が続いていた初出場の山﨑賢太が種目別No.1を獲得する番狂わせを起こした。一方、総合ランキング争いでは池谷と永井が1回戦で敗退する波乱。白川は準決勝できんに君に前回のリベンジを果たし、この種目で2位となり、総合ランキングで暫定総合1位に浮上。
QUICK MUSCLEでは第3組に永井ときんに君が登場。きんに君が174回の自己新記録で、最終組の池谷と暫定総合1位の白川の結果を待つ形となった。池谷は序盤からかなりのハイペースで進み、終盤に大失速して自己記録こそ届かなかったが辛うじてきんに君の記録を抜き、180回で種目別No.1となった。一方の白川は103回と記録が伸びず、総合ランキングで池谷に逆転を許した。
TAIL IMPOSSIBLEでは飯沼誠司がこの種目2回目のNo.1となり、暫定総合7位から逆転でファイナル進出を果たす。また、この種目前まで暫定総合5位の永井は、この種目の上位進出がファイナルへの条件であったが意地を見せ、ギリギリで3位に入り込んだ。一方、前回総合5位だった須藤元気は飯沼に対しポイントで大きなリードを築いていたものの、この種目で第2レース脱落となりポイントが伸びず、ここで100Pを加算した飯沼に逆転され総合7位で脱落。また、脇田はほぼ横一線でのフィニッシュとなった決勝レース当落線上の争いに敗れる結果となり、この種目では自身唯一となる決勝レース進出を逃した大会となった。
SHOT-GUN-TOUCHでは大接戦となり、試技開始前はトップ375P、下位も285Pという接戦で、白川も暫定総合3位と総合No.1争いに加わっていた(355P)。まず、暫定総合4位に甘んじていた永井(330P)は12m50cmといきなり勝負を仕掛け、これを成功。続いて暫定総合3位の白川は堅実に11m80cmを申告したがボールから僅かにずれてしまい失敗。これで白川は総合No.1争いから脱落。続いて暫定総合2位のきんに君(370P)は自己記録マイナス10cmの12m10cmを成功。そして暫定総合1位の池谷は慎重に自己記録マイナス40cmの12m10cmを申告して、これを成功。これで池谷が460P、きんに君が455P、永井が435Pとなった。
2回目の試技は上位3名全員がギャンブルに出た。永井は自己記録タイの12m70cm、きんに君は自己新記録となる12m30cm、そして池谷は自己記録からマイナス10cmの12m40cmを申告。これを全員成功し、池谷は560P、永井ときんに君が550Pと10P差にひしめく接戦となる。
そして最終試技で最も優位と見られた永井がまたしても攻め、自己新記録となる12m80cmを申告したが失敗し、総合No.1の可能性が消滅。きんに君も自己新記録となる12m40cmを申告するも失敗し、この時点で池谷の試技を待たずして総合No.1が確定した。池谷はケイン・コスギ、照英に次いで3人目の連覇を達成。また、飯沼は今大会もSHOT-GUN-TOUCHで3回の試技を全て成功させる活躍を見せている。また、後に総合No.1となるワッキーが本名の「脇田寧人」名義で初出場。安定した活躍を見せ、最後は芸人仲間であるきんに君を応援する場面も見られた。この大会は芸能人の中で第8回と共に一二を争うハイレベルな大会であったという声も多い。
前述のように、この年の元日のプロスポーツマン大会をもって総合実況を務めた古舘が番組を降板したため、この大会以降は初田啓介を中心としたTBSアナウンサーによる実況体制となった。
オープニングのラストカットは永井大のSHOT-GUN-TOUCH 12m50cm。
また、本戦より先に第3回クイーンズチャレンジバトルが、『ゴールデンマッスル』内で放送。この大会は水野裕子が3連覇を達成した。山田玲奈はBURN OUT GIRLSとTAIL IMPOSSIBLEでNo.1になっているが、SPIN OFFでの1回戦敗退が響き総合2位。対して3連覇になった水野は種目別No.1になっていないものの、全ての種目で2位という安定した成績を収めていた。この回以来、クイーンズチャレンジバトルは開催されていない。

#### 第14回
(2005年4月8日 21:00-22:54)スポーツマンNo.1決定戦XXIX　収録会場：幕張メッセ
総合順位(14人出場)
| 順位  | 名前             | P   | 備考                                                                   |
| ----- | ---------------- | --- | ---------------------------------------------------------------------- |
| 第1位 | なかやまきんに君 | 600 | 前回・前々回総合2位                                                    |
| 第2位 | ワッキー         | 490 | 前回総合4位                                                            |
| 第3位 | 酒井宏之         | 400 | モデル、元ラグビー日本A代表                                            |
| 第4位 | 白川裕二郎       | 395 | 前回・前々回総合6位                                                    |
| 第4位 | 池谷直樹         | 395 | 第5・12・13回大会総合No.1・2連覇中、第11回プロスポーツマン大会総合No.1 |
| 第6位 | 山﨑賢太         | 275 | 前回総合10位                                                           |

脱落者
| 順位   | 名前             | P   | 備考                                                 |
| ------ | ---------------- | --- | ---------------------------------------------------- |
| 第7位  | イワン           | 185 | 韓国の俳優                                           |
| 第8位  | 石丸謙二郎       | 175 | 前回・前々回総合9位                                  |
| 第9位  | 野村将希         | 095 | 前回・前々回総合11位                                 |
| 第10位 | 川久保拓司       | 090 | 俳優                                                 |
| 第10位 | 滝川英治         | 090 | 俳優                                                 |
| 第12位 | 大澄賢也         | 075 | 第8回大会総合7位                                     |
| 第13位 | 吉田友一         | 035 | 俳優                                                 |
| 第14位 | ボビー・オロゴン | 030 | タレント、格闘家、第11回プロスポーツマン大会総合14位 |

種目別結果
| BATTLE | 競技名          | 挑戦人数 | No.1             | 記録                | 実況                                        | 備考        |
| ------ | --------------- | -------- | ---------------- | ------------------- | ------------------------------------------- | ----------- |
| 1st    | SPIN OFF        | 14人     | なかやまきんに君 |                     | 小笠原亘                                    |             |
| 2nd    | MONSTER BOX     | 14人     | 池谷直樹         | 20段                | 小笠原亘（15段まで） 初田啓介（16段以降）   | [ 注釈 24 ] |
| 3rd    | QUICK MUSCLE    | 14人     | 池谷直樹         | 202回(芸能人新記録) | 藤森祥平（第2組まで） 初田啓介（第3組以降） |             |
| 4th    | POWER FORCE     | 14人     | 白川裕二郎       |                     | 藤森祥平                                    |             |
| 5th    | TAIL IMPOSSIBLE | 12人     | ワッキー         |                     | 藤森祥平                                    |             |
| Final  | SHOT-GUN-TOUCH  | 6人      | 池谷直樹         | 12m50cm             | 初田啓介                                    |             |

池谷直樹が史上2人目となる芸能人3連覇をかけた大会となり、元日に第11回プロスポーツマン大会を制した後の大会となった。なお、今大会から第18回まで定番種目のBEACH FLAGSが行われなくなる。
第1種目のSPIN OFFでは池谷が酒井宏之に善戦するも敗れ、前回に続きこの種目で1回戦敗退となる。決勝戦は前回この種目No.1の山﨑賢太となかやまきんに君が激突し、きんに君がNo.1となる。きんに君はMONSTER BOXでギリギリの判定ながらも、17段の自己新記録を達成。酒井は18段をマークした。ワッキーと白川裕二郎は共に20段越えを期待されたが、記録19段で終わり、池谷が20段での種目別No.1となった。
QUICK MUSCLEでは史上稀に見るハイレベルな勝負が展開され、経験者は全員が自己ベストを更新。中でも、石丸謙二郎がケイン・コスギに並ぶ歴代2位タイの177回を記録。さらに自己記録119回のワッキーが6大会ぶりの芸能人記録更新となる190回をマーク。しかし、これがライバル達の闘争心に火を付けることとなる。最終組は池谷ときんに君が壮絶な死闘を演じ、史上初の両者200回超え、202対201で僅か1回差で池谷が勝利という劇的な展開になった。池谷は雄叫びを上げ、きんに君は悔しそうに床を殴りつけた。一時的な芸能人記録保持者となったワッキーは、「究極の三日天下だったな」と呟いた。この大会以降、QUICK MUSCLEの記録は格段に上昇し、今大会の争いはその先駆けとなった。池谷は第1種目での遅れを取り戻し、暫定総合1位のきんに君との差を30Pまで縮める。しかし、POWER FORCEで池谷がまたしても1回戦で酒井に敗れ、総合No.1争いから一気に後退する。また石丸がボビー・オロゴンと2分以上にも及ぶ死闘を展開し勝利。さらに2回戦では、この種目のディフェンディングチャンピオンの野村将希を破り、コロッセオを沸かせるが、準決勝できんに君に敗れた。
TAIL IMPOSSIBLEではワッキーが酒井ときんに君を抑え、初の種目別No.1を獲得。またPOWER FORCE終了時点で暫定総合7位だった山﨑は、この種目で第3レースまで進んだことで、暫定総合6位に浮上し初のファイナル進出。一方、当時51歳ながら大健闘だった石丸は、暫定総合6位でこの種目を迎えたが、第1レース脱落に終わり、山﨑と30P差の総合8位でファイナル進出ならず。また、韓国から史上初となる海外からの参戦を果たしたイワンは、SPIN OFFで準決勝進出など、安定した成績でTAIL IMPOSSIBLE開始時点で暫定総合8位。第3レースで4位に入るも、結果は20P差の総合7位で、こちらもファイナルには一歩届かなかった。
SHOT-GUN-TOUCHでは最終種目前まで暫定総合2位の酒井、暫定総合3位の白川、暫定総合5位の池谷がそれぞれ2回連続で失敗し、ワッキーときんに君による総合No.1争いとなる。2回目の試技では6人全員が失敗するという珍事が起きた。最終試技は先の挑戦となったワッキーが、一時的にきんに君に10P差をつけて暫定総合1位に立った。きんに君は11m20cmを成功で総合No.1確定にもかかわらず、果敢に12m20cmを申告。最後まで攻めの姿勢を忘れなかったきんに君はこれを成功させ、王者の貫禄を見せ付ける形で総合No.1となった。一方、総合3連覇を狙った池谷は3種目を制したがSPIN OFFとPOWER FORCEで0P(1回戦敗退)に終わったことが響き、最終種目前まで暫定総合5位と苦戦。SHOT-GUN-TOUCHでは、1回目の試技で、いきなり12m50cmに挑むも失敗。さらに2回目には自己記録を10cm下回る12m80cmも失敗し、完全に総合No.1争いから脱落してしまった。最終試技で12m50cmをクリアして総合2位タイになったものの、12m00cmをクリアした酒井と12m10cmをクリアしたワッキーに抜かれて総合4位タイになり、芸能人大会では初めて総合3位以内に入れなかった。得意種目のBEACH FLAGSが行われなかったのも原因と思われる。
オープニングのラストカットは池谷直樹のSHOT-GUN-TOUCH 12m50cm。

#### 第15回
(2005年9月28日 21:00-22:54)スポーツマンNo.1決定戦XXX 収録会場：幕張メッセ
- ポイントはQUICK MUSCLE終了時のもの(下記の順位はFINAL RUNでのゴール順)。

総合順位(15人出場)
| 順位  | 名前             | P   | 備考                                                            |
| ----- | ---------------- | --- | --------------------------------------------------------------- |
| 第1位 | なかやまきんに君 | 295 | 前回総合No.1                                                    |
| 第2位 | 池谷直樹         | 280 | 前回総合4位                                                     |
| 第3位 | 酒井宏之         | 210 | 前回総合3位                                                     |
| 第4位 | 片山敬太郎       | 235 | 第7回大会総合8位、元「ケータ」、MONSTER BOX非公認世界記録保持者 |
| 第5位 | 知幸             | 235 | モデル、空手関東体重別大会60kg級優勝                            |
| 第6位 | 白川裕二郎       | 200 | 前回総合4位                                                     |

脱落者
| 順位   | 名前       | P   | 備考               |
| ------ | ---------- | --- | ------------------ |
| 第7位  | 野村将希   | 105 | 前回総合9位        |
| 第7位  | 山﨑賢太   | 105 | 前回総合6位        |
| 第9位  | 川久保拓司 | 100 | 前回総合10位       |
| 第9位  | 鈴木飛雄   | 100 | 俳優、タレント     |
| 第11位 | 成松慶彦   | 095 | 俳優               |
| 第12位 | 井坂俊哉   | 085 | 俳優               |
| 第13位 | 深沢邦之   | 060 | 第8回大会総合11位  |
| 第14位 | 渡辺大     | 040 | 俳優、渡辺謙の息子 |
| 第15位 | 西興一朗   | 05  | 俳優               |

種目別結果
| BATTLE | 競技名        | 挑戦人数 | No.1             | 記録                | 実況                                                                   | 備考                                                        |
| ------ | ------------- | -------- | ---------------- | ------------------- | ---------------------------------------------------------------------- | ----------------------------------------------------------- |
| 1st    | ULTIMATE GUYS | 15人     | なかやまきんに君 | 57秒50              | 初田啓介                                                               |                                                             |
| 2nd    | MONSTER BOX   | 15人     | 池谷直樹         | 22段                | 小笠原亘（15段まで） 藤森祥平（16段から19段まで） 初田啓介（20段以降） |                                                             |
| 3rd    | SPIN OFF      | 15人     | なかやまきんに君 |                     | 小笠原亘                                                               |                                                             |
| 4th    | QUICK MUSCLE  | 15人     | 池谷直樹         | 212回(芸能人新記録) | 藤森祥平（第1・3組） 小笠原亘（第2・最終組）                           |                                                             |
| Final  | FINAL RUN     | 6人      | 酒井宏之         | 7分26秒             | 初田啓介                                                               | ゴールタイムによる実質的なもの。1位ゴールはなかやまきんに君 |

スポーツマンNo.1決定戦通算30回記念大会となった(1993年に放送された前身「炎のバトルシリーズ!!今夜決定!プロスポーツマンNo.1選手権」、プロ、アマチュアを含む)。種目数は第2回大会以来となる5種目となり、この大会以降、種目数が減ることになる。第1種目のULTIMATE GUYSでは自身初の総合連覇を目指すなかやまきんに君が57秒50を記録して暫定1位に立つ。続く池谷直樹は58秒02という僅差で及ばず。きんに君が幸先良く種目別No.1を獲得した。
今大会には、マッスルミュージカルで非公認の世界記録23段を跳んでいた片山敬太郎(元・ケータ)が第7回大会以来となる出場。また、同じく非公認記録22段を持っていた知幸も初出場し、MONSTER BOXでのハイレベルな争いが展開された。片山と知幸はそれぞれ21段を成功させ、池谷に続いて22段を成功させることは出来なかったが、第6回大会以来の20段越え3人というハイレベルな争いとなった。
第3種目のSPIN OFFでは、1回戦シードの池谷が2回戦できんに君と対戦する大一番を迎えるも、この種目で3大会連続の初戦敗退となり、この種目No.1のきんに君にポイント差をつけられた。QUICK MUSCLEでは自己記録86回だった片山が204回の芸能人新記録を樹立。最終組で池谷は序盤でカウントロスを連発。対するきんに君は、実況で「飛ばしすぎではないのか」と言われるほど驚異的なペースで回数をカウントし、序盤は池谷が大きく引き離されたものの、中盤で今度はきんに君のセンサーが反応しないという事態から、一気に形成が逆転。最終的には池谷が212回を記録し、前回に続き芸能人記録を更に更新してみせた。
今大会は30回記念大会だったため最終種目がSHOT-GUN-TOUCHではなくFINAL RUNだった。この種目は暫定総合1位でスタミナ系種目の得意なきんに君がそのまま逃げ切って総合No.1となり、自身初にして史上4人目の総合連覇を成し遂げた。暫定総合5位だった酒井宏之は前回に続き総合3位に滑り込んだ。
なお、片山はこの大会が自身初のファイナル進出であると同時に最後の出場であり、唯一SHOT-GUN-TOUCHを種目として経験していないファイナリストとなっている。また初出場の第11回大会から5大会連続でファイナリストとなった白川裕二郎は、今大会を最後に出場していない。
オープニングのラストカットはFINAL RUNのなかやまきんに君。

### 第16 - 18回

#### 第16回
(2006年3月29日 21:00-22:54)スポーツマンNo.1決定戦XXXII 収録会場：幕張メッセ
総合順位(15人出場)
| 順位  | 名前             | P   | 備考                                |
| ----- | ---------------- | --- | ----------------------------------- |
| 第1位 | なかやまきんに君 | 550 | 第11・14・15回大会総合No.1・2連覇中 |
| 第2位 | 知幸             | 380 | 前回総合5位                         |
| 第3位 | 池谷直樹         | 360 | 前回総合2位                         |
| 第4位 | パッション屋良   | 320 | 肉体派お笑いタレント                |
| 第5位 | 中澤裕二         | 270 | モデル、元陸上選手                  |
| 第6位 | 上地雄輔         | 200 | 俳優、高校時代横浜高校野球部所属    |

脱落者
| 順位   | 名前         | P   | 備考                         |
| ------ | ------------ | --- | ---------------------------- |
| 第7位  | 井坂俊哉     | 190 | 前回総合12位                 |
| 第8位  | 野村将希     | 155 | 前回総合7位                  |
| 第9位  | ゴン         | 145 | お笑いコンビビックスモールン |
| 第10位 | 滝川英治     | 135 | 前々回総合10位               |
| 第11位 | h            | 130 | 韓国の歌手                   |
| 第11位 | ワッキー     | 130 | 前々回総合2位                |
| 第13位 | 大澄賢也     | 125 | 前々回総合12位               |
| 第14位 | 原口あきまさ | 065 | ものまねタレント、お笑い芸人 |
| 第15位 | 石丸謙二郎   | 030 | 前々回総合8位                |

種目別結果
| BATTLE | 競技名          | 挑戦人数 | No.1             | 記録                | 実況                                        | 備考 |
| ------ | --------------- | -------- | ---------------- | ------------------- | ------------------------------------------- | ---- |
| 1st    | REVOLUTION      | 15人     | ワッキー         |                     | 初田啓介                                    |      |
| 2nd    | SPIN OFF        | 15人     | パッション屋良   |                     | 小笠原亘                                    |      |
| 3rd    | MONSTER BOX     | 14人     | 池谷直樹、知幸   | 21段                | 小笠原亘（15段まで） 初田啓介（16段以降）   |      |
| 4th    | QUICK MUSCLE    | 14人     | 池谷直樹         | 231回(芸能人新記録) | 蓮見孝之（第2組まで） 小笠原亘（第3組以降） |      |
| 5th    | TAIL IMPOSSIBLE | 12人     | 中澤裕二         |                     | 小笠原亘                                    |      |
| Final  | SHOT-GUN-TOUCH  | 6人      | なかやまきんに君 | 12m40cm             | 初田啓介                                    |      |

第1種目の新種目REVOLUTIONで、ワッキーが種目別No.1になる好調なスタートを見せるも、第2種目のSPIN OFFで、知幸との対戦時にボールが腕に当たって負傷し、ワッキーは無念の途中棄権となった。知幸は前回準決勝で敗れたきんに君に勝利し決勝進出。決勝は初出場のパッション屋良が制した。池谷直樹はここまで2種目連続で1回戦で敗退し、総合ポイントが0Pという苦しい状況になっていた。
MONSTER BOXは前回同様、池谷と知幸との戦いになるが共に22段を失敗。池谷は芸能人大会での22段への挑戦では、初めてこの高さを突破できず、記録は21段に終わり、種目別No.1を知幸と分け合う屈辱の展開になった。この時点で暫定総合1位は知幸であり、暫定2位に井坂俊哉とパッションが並び、きんに君は知幸から100P差の暫定5位、池谷に至ってはMONSTER BOXでのポイントしか獲得しておらず、110Pで暫定7位という状況であった。
QUICK MUSCLEでは第1組で登場した石丸謙二郎が、あわや200回超えのハイペースであったが、終了直前に体勢を崩して失格。第3組で池谷が意地の231回という芸能人新記録を叩き出し、競技後に「無理でしょう、次の組！」と語り観客を沸かせた。最終組できんに君が猛烈な追い上げを見せ、229回の自己新記録も池谷に2回及ばなかった。また、パッションは初挑戦で197回の記録で種目別3位に入り、初挑戦の最高記録を残した。
QUICK MUSCLE終了時点での順位は、暫定総合1位から知幸、パッション、池谷、きんに君という状況で、知幸と池谷との差は55P、きんに君とは65P差だった。続くTAIL IMPOSSIBLEでは、種目別No.1経験者のきんに君に加え、種目別No.1候補筆頭の中澤裕二やパッションがおり、池谷の苦戦が予想されたが、総合No.1への意地からか激走を見せ、初の最終レース進出で3位。一方、暫定総合1・2位の知幸とパッションが共に第3レースで脱落となった。最終レースは、その手前のレースで完全に力を使い果たした池谷がスタートから大きく遅れを取り、序盤は中澤ときんに君との一騎討ちが形成されたが、中澤が圧倒的な速さできんに君を寄せ付けず、余裕の種目別No.1となった。
TAIL IMPOSSIBLE終了時点での順位は、知幸が暫定総合1位、2位に池谷ときんに君が並び、知幸を射程圏内に捕らえ、パッションと中澤が暫定総合4位で並んだ。また、暫定総合8位にいた初出場の上地雄輔は、TAIL IMPOSSIBLEで種目別4位となり、逆転でファイナル進出となった。一方、MONSTER BOX終了時点で暫定総合2位だった井坂は、それ以降の種目で苦戦を強いられ、上地に10P差でファイナリストを逃した。また、コロッセオ10年目の挑戦だった野村将希は、MONSTER BOXで2年半ぶりの15段成功、QUICK MUSCLEで自己記録更新の4位と、年齢の衰えを感じさせない活躍で、同終了時点では暫定総合7位だったが、TAIL IMPOSSIBLEで第1レース脱落に終わり、3年ぶりのファイナル進出を逃した。
SHOT-GUN-TOUCHでは、この種目初挑戦の知幸に大きな注目が集まり、知幸の記録次第で池谷ときんに君の運命が懸かっている状況であった。さらに池谷ときんに君以外は全員初挑戦だった。1回目の試技で、上地とパッションが11m50cmに失敗し、中澤も12m10cmを失敗。この中澤の失敗に知幸は険しい顔をしている。前半の穴を埋めるような活躍を見せていた池谷は12m10cmを余裕を持って成功。その際インタビュアーの「前に跳んでる方が失敗してるなか」という問いに「関係ない。だってみんな初挑戦だもん」と軽く笑いながら答えている。きんに君は自己記録から10cmのみ下回る12m20cmを申告。このギャンブルは池谷にとっても死活問題で思わず「12m20cm!?」と言うほどであった。同点で試技を開始している以上、同じ距離または上回らないときんに君に勝てないためであるが、これをきんに君は成功。暫定総合1位の知幸は初挑戦のSHOT-GUN-TOUCHで11m70cmに挑んだが、初めて経験する競技と総合No.1へのプレッシャーからか失敗。これにより総合No.1争いは池谷ときんに君に絞られた。池谷は2回目の試技で12m30cmを申告し、ダイブをした後、小さくガッツポーズをするが審議の結果、僅かに失敗。これには「触れてないの？」と小さい声を出すしかなかった。一方のきんに君は自己記録の12m30cmを申告して成功し、総合3連覇を決定付け、最終試技でも自己新記録の12m40cmを成功させ、ケイン・コスギ以来となる3連覇に自己新記録で華を添えた。知幸は3回目の試技で成功し、池谷は3回目も失敗。これにより池谷は知幸に逆転され、総合3位に終わった。なお、知幸は後にワッキーにもSHOT-GUN-TOUCHで逆転負けを喫している。
オープニングのラストカットは、なかやまきんに君のSHOT-GUN-TOUCH 12m30cm。

#### 第17回
(2006年10月4日 21:25-23:19)スポーツマンNo.1決定戦XXXIII　収録会場：幕張メッセ
総合順位(15人出場)
| 順位  | 名前             | P   | 備考                                         |
| ----- | ---------------- | --- | -------------------------------------------- |
| 第1位 | なかやまきんに君 | 585 | 第11・14～16回大会総合No.1・3連覇中          |
| 第2位 | 池谷直樹         | 465 | 前回総合3位                                  |
| 第3位 | 知幸             | 390 | 前回総合2位                                  |
| 第4位 | ワッキー         | 340 | 前回途中棄権・SHOT-GUN-TOUCHを棄権           |
| 第5位 | 金子昇           | 220 | 第11・12回大会総合3位                        |
| 第6位 | 桜井宗忠         | 200 | 予選会通過、お笑いコンビスカイラブハリケーン |

脱落者
| 順位   | 名前         | P   | 備考                                       |
| ------ | ------------ | --- | ------------------------------------------ |
| 第7位  | 源           | 160 | 予選会通過、俳優、元市立船橋高校サッカー部 |
| 第8位  | 庄司智春     | 150 | お笑いコンビ品川庄司                       |
| 第9位  | チロ         | 110 | 予選会通過、お笑いコンビビックスモールン   |
| 第10位 | 野村将希     | 105 | 前回総合8位                                |
| 第11位 | 石丸謙二郎   | 100 | 前回総合14位                               |
| 第12位 | 勝野洋輔     | 095 | 俳優                                       |
| 第13位 | モンキッキー | 070 | 第6回大会総合6位                           |
| 第14位 | 原口あきまさ | 050 | 前回総合13位                               |
| 第15位 | 品川祐       | 0   | お笑いコンビ品川庄司                       |

種目別結果
| BATTLE | 競技名          | 挑戦人数 | No.1             | 記録                | 実況                                         | 備考 |
| ------ | --------------- | -------- | ---------------- | ------------------- | -------------------------------------------- | ---- |
| 1st    | SPIN OFF        | 15人     | ワッキー         |                     | 小笠原亘                                     |      |
| 2nd    | MONSTER BOX     | 15人     | 池谷直樹         | 23段(世界記録タイ)  | 小笠原亘（15段まで） 初田啓介（16段以降）    |      |
| 3rd    | QUICK MUSCLE    | 15人     | なかやまきんに君 | 247回(芸能人新記録) | 小笠原亘（第1・最終組） 蓮見孝之（第2・3組） |      |
| 4th    | TAIL IMPOSSIBLE | 12人     | ワッキー         |                     | 小笠原亘                                     |      |
| Final  | SHOT-GUN-TOUCH  | 5人      | 池谷直樹         | 12m60cm             | 初田啓介                                     |      |

なかやまきんに君が史上初の総合4連覇を達成するかで注目された。今大会はきんに君がアメリカへの筋肉留学が分かっている中での大会となり、それにより数々のドラマが生まれた。また第9回以来となる予選会が開催され、その中ではチロ、源、桜井宗忠が活躍を見せた。
SPIN OFFでは、前回・前々回と準決勝で対決したきんに君と知幸が2回戦で激突。15秒近くに及ぶ熱戦をきんに君が制した。また、予選会組の源と桜井が準決勝進出。桜井に関しては、初代種目別No.1を獲得した金子昇に2回戦で勝利している。決勝はきんに君とワッキーが激突し、球体が持ち上がった試合運びをワッキーが制し、前回に続いて第1種目を制する好調なスタートを切った。
MONSTER BOXでは初出場のチロが活躍。156cmの身長で2m26cmの15段を越えてみせた。一方、初出場の源は11段を越えた後にパスを続け、15段を失敗して記録11段になるという不覚をとった。後半は前回に続き池谷直樹と知幸の一騎討ちとなり、両者の提案で跳び箱についていたパッドを外すという初めての試みも出た。しかし前回同様、池谷の調子が思いのほか上がらず、跳躍も知幸と大差がないか下回っており、ナレーションでは「遂に世代交代か」などと解説された。そして、共に1回失敗して迎えた22段で知幸が自己記録更新となるこの段を成功。完全に知幸のペースになり遂に池谷が知幸に敗北かと思われた中、ここで池谷が22段を完璧に成功し、決着は世界記録23段へと持ち越された。22段同様、共に1回失敗して迎えた知幸は2回目で成功したように思われたが、僅かに体が触れて失敗し、あとは池谷の試技を残すのみとなる。土壇場でこの高さを成功させ、池谷は何度も叫びながら号泣した。池谷はホッとした表情を浮かべ、「3回目の23段ですけど今までで一番嬉しいです」と語った。
QUICK MUSCLEでは暫定総合ランキング上位3人であるワッキー、きんに君、池谷が共に200回を超えるというハイレベルな勝負となり、結果はきんに君が芸能人記録を16回更新する247回を記録してNo.1となった。これで池谷は第8回以来、保持してきた芸能人記録を明け渡すこととなった。
TAIL IMPOSSIBLEでは決勝レースでワッキーときんに君が再び激突。激走を見せワッキーが快勝し、遂に暫定総合1位で最終種目のSHOT-GUN-TOUCHに進むことになる。きんに君は20P差の暫定総合2位、池谷がきんに君と60P差の暫定総合3位で続いた。また、暫定総合6位の桜井がTAIL IMPOSSIBLEで第3レースまで進出し、6位を堅守して予選会からの出場で唯一のファイナリスト入りを果たした。一方、同じく予選会から出場した源は、TAIL IMPOSSIBLEで3位に入ったものの、MONSTER BOXでの不覚が仇となり、桜井に5P及ばず総合7位でファイナリストを逃した。
暫定総合1位で最終種目のSHOT-GUN-TOUCHを迎えたワッキーだったが、TAIL IMPOSSIBLEでの激走がたたり持病のアキレス腱痛を再発し、無念のドクターストップ。これにより総合No.1争いはきんに君と池谷の2人に絞られた。ワッキーは涙を流し、「きんに君がアメリカに行くんで、その前に勝ちたかったですね」と語った。1回目はいきなり池谷が12m50cmを申告するという大ギャンブル。これを成功させた池谷は2回目の試技でもギャンブルに出て12m60cmを成功させ、きんに君をあと一歩の所まで追い詰める。そして最終試技で自己記録の12m90cmを申告。渾身のダイブを見せたが、あと少しのところで届かず、この時点できんに君の4連覇が確定した。きんに君はその後最終試技で自己新記録となる12m50cmを申告し、この距離を成功させた。
今大会はその他、金子昇の3年ぶりの出場と大森晃（当時・モンキッキー、現・おさる）の6年半ぶりの出場が注目された。金子はMONSTER BOXで自己記録に迫る17段まで到達、QUICK MUSCLEでは自己記録を更新させて総合5位に入賞するなどブランクを感じさせない活躍であった。
一方のモンキッキーは久々の出場でコロッセオの洗礼を浴び、QUICK MUSCLEの自己記録更新以外は振るわず、QUICK MUSCLE終了時に総合13位で脱落。直後のインタビューで「僕の周りの世界が、凄いスピードで前に行ってましたね」という印象的な言葉を残した。
池谷はこの大会を最後に芸能人大会には出場していない。
オープニングのラストカットは、なかやまきんに君のSHOT-GUN-TOUCH 12m20cm。

#### 芸能人新王座チャレンジバトル
(2007年3月30日 21:00-22:54)スポーツマンNo.1決定戦XXXV 収録会場：幕張メッセ
総合順位(14人出場)
| 順位  | 名前     | P   | 備考                                                       |
| ----- | -------- | --- | ---------------------------------------------------------- |
| 第1位 | ワッキー | 405 | 第17回芸能人サバイバルバトル総合4位                        |
| 第2位 | 高橋光臣 | 375 | 俳優、予選バスツアー総合3位、ラグビー経験者                |
| 第3位 | 白井涼   | 355 | モデル、予選バスツアー総合2位                              |
| 第4位 | 佐藤弘道 | 300 | タレント、元NHK『おかあさんといっしょ』体操のお兄さん      |
| 第5位 | ダンテ   | 270 | モデル、ソフトバンクCM予想GUY                              |
| 第6位 | 源       | 230 | 予選バスツアー総合1位、第17回芸能人サバイバルバトル総合7位 |

脱落者
| 順位   | 名前             | P   | 備考                                |
| ------ | ---------------- | --- | ----------------------------------- |
| 第7位  | 諸星和己         | 185 | 俳優、歌手、元光GENJI               |
| 第8位  | 庄司智春         | 170 | 第17回芸能人サバイバルバトル総合8位 |
| 第9位  | チロ             | 130 | 第17回芸能人サバイバルバトル総合9位 |
| 第10位 | 阿部力           | 120 | 俳優                                |
| 第10位 | 団長             | 120 | お笑いトリオ安田大サーカス          |
| 第12位 | キム・スンヒョン | 115 | 韓国の俳優                          |
| 第13位 | 速水けんたろう   | 075 | 歌手                                |
| 第14位 | 長井秀和         | 040 | お笑いタレント、漫談家              |

種目別結果
| BATTLE | 競技名         | 挑戦人数 | No.1                 | 記録    | 実況                                        | 備考 |
| ------ | -------------- | -------- | -------------------- | ------- | ------------------------------------------- | ---- |
| 1st    | CONQUISTADOR   | 14人     | ダンテ               |         | 小笠原亘                                    |      |
| 2nd    | PECTO CROSS    | 14人     | 源                   | 70 kg   | 初田啓介                                    |      |
| 3rd    | MONSTER BOX    | 14人     | ワッキー、ダンテ、源 | 18段    | 小笠原亘（15段まで） 初田啓介（16段以降）   |      |
| 4th    | MUSCLE GYM     | 14人     | 佐藤弘道             | 215回   | 駒田健吾（第2組まで） 小笠原亘（第3組以降） |      |
| Final  | SHOT-GUN-TOUCH | 6人      | 白井涼               | 12m30cm | 初田啓介                                    |      |

今大会は「芸能人新王座チャレンジバトル」と称され、出場者を一新。14人中10人が初出場で、サバイバルバトル皆勤賞の野村将希も欠場となった。また、種目も5種目中3種目が新種目であった。さらに大会前には『サスケマニア』にて「出場権獲得バスツアー」が開催され、その中から3人が出場した。
第1種目は新種目のCONQUISTADOR。この種目は総合No.1最有力候補のワッキーが1回戦敗退という波乱が起きた。決勝は諸星和己とダンテの一騎討ちとなり諸星が手を滑らせて転落し、ダンテが種目別No.1を獲得した。
第2種目で同じく新種目のPECTO CROSSではバスツアー1位の源が活躍。ただ1人70kg台を成功させ、この種目のNo.1となった。
第3種目のMONSTER BOXでは前回に続きチロが活躍。自己記録更新となる16段を成功させ、コロッセオを沸かせた。源は前回不覚をとって記録11段に終わったが、今回は本来の跳躍を披露し、市船サッカー部の先輩であるワッキーと共に種目別No.1争いに加わった。またダンテも高い跳躍で記録を積み上げ、この3人が18段を成功。しかし、ダンテがここで19段をまさかのパスし、出番を控えていた源とワッキーが呆然とするシーンが見られた。最終的には3人が種目別No.1となった。
ファイナリストを懸けた争いとなる新種目のMUSCLE GYM開始前まで、暫定総合2位の源から7位のワッキーまでのポイント差が40Pと接戦だった。この種目では団長、佐藤弘道、庄司智春が200回を超える記録を残し、最終的に215回を記録した佐藤が種目別No.1を獲得。一方、第3組で登場したワッキーは腕立てでのカウントミスが目立ち、記録188回で終わり、競技後のインタビューでは「もう、ダメですね今日は⋯」と半ばファイナル進出を諦めていた。最終組に登場した諸星が179回以上の記録を出せば、諸星がファイナリストという展開で、ワッキーの明暗を握った諸星は、前半異常なハイペースで、179回どころか種目別No.1獲得も感じさせる飛ばしっぷりであったが、残り1分の腕立てで大失速し、残り20秒あたりで完全にストップ。結果は175回に終わり、ワッキーは暫定総合5位タイでファイナルへ滑り込んだ。今大会、健闘した諸星は総合7位で終えた。
ファイナリストのポイント差は僅かで、史上稀に見る大接戦であった。最終種目のSHOT-GUN-TOUCHはワッキー以外が全員初挑戦であった。その影響か、ワッキーが確実に距離を成功させていくのに対し、暫定総合1位のダンテと暫定総合3位の源は3回の試技を全て失敗し、総合5位・6位の結果に終わった。大接戦から、距離を成功させる度に順位は目まぐるしく入れ替わっていった。最終試技では暫定総合5位だった白井涼が、初挑戦にして12m30cmを成功し、一気に暫定総合1位へ躍り出た。最終試技まで暫定総合2位タイだった佐藤は12m10cmを失敗。ここまで全ての距離を成功させていた高橋光臣は12m00cmを成功。今度は高橋が暫定総合1位となった。そして残されたワッキーが12m00cmを成功。暫定総合5位タイからの大逆転で、悲願の総合No.1を手にした。
この大会は前述の通り、新王座チャレンジバトルと称されており、優勝したワッキーは暫定王者という扱いになっている。番組の最後に毎回歴代優勝者の額縁が飾られているシーンがあるが、今回はワッキーのみであった。つまり、秋にコロッセオに帰ってくるであろう最強王者・なかやまきんに君に対抗する暫定王者を決める大会であり、事実、次回大会では暫定王者ワッキーを含む佐藤、白井、ダンテ、諸星、団長が出場し「きんに君のいない間に出てきた新勢力」と称されている。
オープニングのラストカットは高橋光臣のSHOT-GUN-TOUCH 12m00cm。

#### 第18回
(2007年10月5日 21:00-22:54)スポーツマンNo.1決定戦XXXVI　収録会場：幕張メッセ
総合順位(14人出場)
| 順位  | 名前           | P   | 備考                                                         |
| ----- | -------------- | --- | ------------------------------------------------------------ |
| 第1位 | ワッキー       | 455 | 新王座チャレンジバトル総合No.1・前回総合4位                  |
| 第2位 | 知幸           | 395 | 前回総合3位                                                  |
| 第3位 | 白井涼         | 310 | 新王座チャレンジバトル総合3位                                |
| 第4位 | パッション屋良 | 265 | 前々回総合4位                                                |
| 第5位 | チェ・ヒョノ   | 210 | 俳優・タレント、元プロハンドボール韓国代表(シドニー五輪出場) |
| 第6位 | 佐藤弘道       | 185 | 新王座チャレンジバトル総合4位                                |

脱落者
| 順位   | 名前             | P   | 備考                                |
| ------ | ---------------- | --- | ----------------------------------- |
| 第7位  | なかやまきんに君 | 130 | 第11・14～17回大会連続No.1・4連覇中 |
| 第7位  | ダンテ           | 130 | 新王座チャレンジバトル総合5位       |
| 第9位  | 諸星和己         | 105 | 新王座チャレンジバトル総合7位       |
| 第10位 | 石丸謙二郎       | 095 | 前回総合11位                        |
| 第11位 | 団長             | 085 | 新王座チャレンジバトル総合10位      |
| 第12位 | レイザーラモンHG | 055 | お笑いコンビレイザーラモン          |
| 第13位 | 白石朋也         | 030 | 俳優                                |
| 第14位 | 野村将希         | 05  | 前回総合10位                        |

種目別結果
| BATTLE | 競技名         | 挑戦人数 | No.1         | 記録                | 実況                                         | 備考 |
| ------ | -------------- | -------- | ------------ | ------------------- | -------------------------------------------- | ---- |
| 1st    | BEACH FLAGS    | 14人     | ワッキー     |                     | 小笠原亘                                     |      |
| 2nd    | SPIN OFF       | 14人     | チェ・ヒョノ |                     | 初田啓介                                     |      |
| 3rd    | MONSTER BOX    | 13人     | 知幸         | 20段                | 小笠原亘（15段まで） 初田啓介（16段以降）    |      |
| 4th    | MUSCLE GYM     | 14人     | 知幸         | 241回(芸能人新記録) | 小笠原亘（第1・3組） 伊藤隆佑（第2・最終組） |      |
| Final  | SHOT-GUN-TOUCH | 6人      | ワッキー     | 12m20cm             | 初田啓介                                     |      |

なかやまきんに君が筋肉留学から帰国し、1年ぶりのサバイバルバトル復帰。暫定王者であるワッキーとの現役王者2人の争いが注目された。きんに君はイエロージャージで、ワッキーはレッドジャージで出場。この回のオープニングの選手入場は、きんに君以外の選手が通常通り入場し、列の中央の右側を空けて最後にきんに君が入場するという構成であった。第1種目は第13回大会以来のBEACH FLAGS。準々決勝できんに君が、準決勝でダンテが敗退。決勝はワッキーと知幸の一騎討ちになり、大差をつけてワッキーが勝利した。
SPIN OFFでは、1回戦で当種目の種目別No.1経験者であるきんに君とパッション屋良が激突。両者パワー勝負を仕掛けてボールが浮き上がり、パッションのパワーを受け止めたきんに君が優勢となるも、あと一押しのところで舞台から転落する痛恨のミス。その隙を突いて巻き返したパッションが制し、きんに君がこの種目初の1回戦敗退となった。パッションは準決勝で知幸に勝利し、決勝戦はパッションとチェ・ヒョノになったが、激戦の末にチェが種目別No.1を獲得した。
MONSTER BOXでは、きんに君が13段をまさかの失敗で記録12段。また、ワッキーが15段で前に突っ込んでミスをし、まさかの記録11段。さらにパッション、ダンテも自己記録に届かないという波乱尽くめの展開となる。一方、諸星和己は16段、佐藤弘道は17段の自己新記録を達成。チェはここでも17段をクリアする活躍を見せた。この種目は知幸が20段を飛び越えて種目別No.1確定となり、23段に挑戦するも失敗した。
MONSTER BOX終了時点で、きんに君は僅か70Pで暫定総合9位というまさかの展開であった。MUSCLE GYMでは、第1組で石丸謙二郎がいきなり芸能人新記録となる218回を記録。きんに君は第2組に登場したが、諸星、団長、白井涼と強豪揃いの中で、腕立て開始時点で組中最下位の回数という厳しい状況であった。腕立て伏せで猛追するも、232回を記録した白井には及ばず227回に終わる。さらにワッキーが222回、前回この種目No.1だった佐藤が229回を記録し、最終的には知幸が241回でNo.1を手にした。今回は200回超えが8人。前回No.1記録の215回以上の記録を6人がマークというハイレベルな争いで、これによりきんに君は総合7位、自身初の脱落となり、総合5連覇の夢はこの時点で早くも潰えてしまった。暫定総合6位に滑り込んだのはパッションであり、この2人は完全にSPIN OFFで明暗が分かれた。また、MONSTER BOX終了時点で暫定総合7位にいた白井は、MUSCLE GYMで2位に入って暫定総合5位に浮上し、佐藤と共に新王座チャレンジバトルに続いてファイナル進出を決めた。
一方同じく、新王座チャレンジバトルを経て初出場したダンテはBEACH FLAGSこそ準決勝まで進出したが、SPIN OFF 1回戦敗退、MONSTER BOXも自己記録を下回り苦戦を強いられ、MUSCLE GYM開始時点で暫定総合5位タイだったが、この種目前回同様低記録に終わり、総合7位タイに後退して脱落。またサバイバルバトル皆勤賞の野村将希は、BEACH FLAGSとSPIN OFFで1回戦敗退、さらにSPIN OFFの競技中に負傷してしまい、その影響からMONSTER BOXを棄権し、MUSCLE GYM(この種目も最下位)でのポイントしか稼げなかった為、自身初の総合最下位で脱落に終わった。
最終種目のSHOT-GUN-TOUCH開始時点で、暫定総合1位の知幸が2位のワッキーに120Pもの差をつけていた。1回目の試技では、ワッキーがいきなり12m00cmを申告するギャンブルに出て成功。対して、暫定総合1位を独走していた知幸は11m60cmでまさかの失敗。この失敗には思わず実況も「あれ?」という実況らしからぬ声を発している。2回目の試技でもワッキーは、1回目と同じ12m00cmを成功させ、知幸も11m60cmを成功させた。また、自己記録12m30cmの白井も2回連続で成功させて暫定総合3位に浮上し、総合No.1争いに加わった。迎えた最終試技で白井は大逆転を狙い、成功すれば暫定総合1位に浮上する自己新記録の12m40cmに挑戦したが、ほんの僅かの差で失敗の判定を下されて脱落。総合No.1争いは完全に2人に絞られた。ワッキーは最後に自己新記録となる12m20cmを申告。この距離を成功し、3回の試技を全てクリアした。知幸は自己記録の11m80cmを成功すれば総合No.1という展開となる。しかし、距離は届いていたもののボールを見ていなかった事が災いし、ボールが体の横に落ちてしまうという痛恨のミス。これにより、ワッキーがサバイバルバトルでは初となる総合No.1に輝いた。
オープニングのラストカットはワッキーのSHOT-GUN-TOUCH 12m00cm。

## アマチュアスポーツマン大会

### 第1回（1995年）
(3月29日 21:00-22:54)スポーツマンNo.1決定戦III　収録会場：東京ベイNKホール
出場者(25人出場)※五十音順
| 名前                 | 競技・職業           | 備考                                                                                |
| -------------------- | -------------------- | ----------------------------------------------------------------------------------- |
| 池谷直樹             | 体操                 | 体操選手、池谷幸雄の弟                                                              |
| 池谷幸雄             | 体操                 | 元体操選手、第1回プロスポーツマン大会総合4位                                        |
| 泉川正幸             | バレーボール         | 東レアローズ所属                                                                    |
| 井上悟               | 陸上・短距離走       | 陸上100、200m元日本記録保持者                                                       |
| 岡田弘隆             | 柔道                 | バルセロナオリンピック柔道86級銅メダリスト                                          |
| 嘉戸洋               | レスリング           | 現レスリング日本代表コーチ                                                          |
| 鯨井保年             | ライフセービング     | 東海大学ライフセービング部出身、ライフセービングビーチフラッグ部門全豪大会1994年3位 |
| 佐々木太一           | バレーボール         | サントリーサンバーズ所属                                                            |
| ヴィタリー・シェルボ | 体操                 | バルセロナオリンピック最多メダル獲得者                                              |
| 白岩雅孝             | 体操                 | 体操選手                                                                            |
| 戸井田昌教           | レスリング           | レスリング日本代表候補                                                              |
| 友添竜輔             | アメフト             | アサヒビールシルバースター所属                                                      |
| 鳥澤克秀             | ウエイトリフティング | ウェイトリフティング92全日本ジュニアチャンピオン                                    |
| 永井大輔             | ボート               | 1994年全日本社会人シングルスカル優勝                                                |
| 中垣内祐一           | バレーボール         | 新日鐵所属                                                                          |
| 永山丈太郎           | 体操・つり輪         | 93,94全日本体操競技選手権大会個人種目別選手権つり輪優勝                             |
| 野村貴               | アメフト             | アサヒビールシルバースター所属                                                      |
| 橋本行弘             | ハンドボール         | 本田技研所属                                                                        |
| 松井裕好             | ボート               | NTT所属                                                                             |
| 溝口和洋             | 陸上・やり投         | やり投日本記録保持者                                                                |
| 南克幸               | バレーボール         | 旭化成スパーキッズ所属                                                              |
| 室伏広治             | 陸上・ハンマー投げ   | 広島アジア競技大会陸上・ハンマー投げ銀メダリスト                                    |
| 山下訓史             | 陸上・三段跳         | 三段跳日本記録保持者                                                                |
| 山本雅也             | アームレスリング     | 全日本アームレスリング選手権大会90kg級チャンピオン                                  |
| 和田貴広             | レスリング           | 広島アジア競技大会男子フリースタイル62kg級金メダリスト                              |

種目別順位
- THE KENSUI 永山丈太郎 71回
- POWER FORCE 泉川正幸
- MONSTER BOX ヴィタリー・シェルボ 20段(世界記録)
- BEACH FLAGS 鯨井保年
- THE FINAL SIT-UP 戸井田昌教 462回
- THE TUG-OF-WAR 友添竜輔

過去3回のみ行われたアマチュアスポーツマン大会の第1回大会。総合No.1でなく、種目別No.1を争う形式で行われた。MONSTER BOXに、オリンピック最多金メダリスト保持者のヴィタリー・シェルボが参戦。当時、史上初の20段成功を果たし、初代世界記録保持者となった。また後に常連選手となる池谷直樹が初出場。兄の池谷幸雄と共に参戦するも、BEACH FLAGSではまさかの序盤で敗退。しかしMONSTER BOXでは、中垣内祐一、白岩雅孝、池谷幸雄に並ぶ18段を記録した。また、室伏広治も初参戦し、種目別No.1こそならなかったが、POWER FORCEとTHE TUG-OF-WARで2位となった。

### 第2回（1995年）
(10月5日 19:00-20:54)スポーツマンNo.1決定戦IV 収録会場：東京ベイNKホール
出場者(23人出場)※五十音順
| 名前       | 競技・職業       | 備考                                                                           |
| ---------- | ---------------- | ------------------------------------------------------------------------------ |
| 池谷幸雄   | 体操             | 元体操選手、2回目の出場                                                        |
| 石岡拓也   | アルペンスキー   | リレハンメルオリンピックアルペンスキー日本代表                                 |
| 伊藤敦     | レスリング       | ソウルオリンピック、バルセロナオリンピックレスリング日本代表                   |
| 井上純一   | スピードスケート | アルベールビルオリンピック500m銅メダリスト                                     |
| 上野秀幸   | アイスホッケー   | 西武鉄道所属                                                                   |
| 内野康弘   | ヨット           | アメリカスカップニッポン・チャレンジクルー                                     |
| 大崎広人   | ヨット           | アメリカスカップニッポン・チャレンジクルー                                     |
| 太田章     | レスリング       | バルセロナオリンピックレスリング日本代表                                       |
| 葛西紀明   | スキージャンプ   | リレハンメルオリンピックスキージャンプ団体銀メダリスト                         |
| 木村公宣   | アルペンスキー   | アルベールビルオリンピック、リレハンメルオリンピックアルペンスキー日本代表     |
| 木村匡巳   | ヨット           | アメリカスカップニッポン・チャレンジクルー                                     |
| 黒岩敏幸   | スピードスケート | アルベールビルオリンピックスピードスケート500m銅メダリスト                     |
| 小林友人   | アイスホッケー   | コクド所属                                                                     |
| 清水宏保   | スピードスケート | リレハンメルオリンピックスピードスケート日本代表                               |
| 白幡圭史   | スピードスケート | アルベールビルオリンピックスピードスケート日本代表                             |
| 戸井田昌教 | レスリング       | 前回THE FINAL SIT-UP種目別No.1                                                 |
| 船木和喜   | スキージャンプ   | ノーマルヒル優勝                                                               |
| 堀井学     | スピードスケート | リレハンメルオリンピックスピードスケート500m銅メダリスト                       |
| 宮部保範   | スピードスケート | アルベールビルオリンピック、リレハンメルオリンピックスピードスケート日本代表   |
| 宮部行範   | スピードスケート | アルベールビルオリンピックスピードスケート1000m銅メダリスト                    |
| 安崎直幹   | スキージャンプ   | 第23回札幌オリンピック記念国際スキージャンプ競技大会兼コンチネンタルカップ優勝 |
| 横山秀和   | レスリング       | 1994年アジア大会フリー90kg級銀メダル                                           |
| 吉田秀彦   | 柔道             | バルセロナオリンピック柔道78kg金メダリスト                                     |

種目別順位
- BEACH FLAGS 清水宏保
- THE TUG-OF-WAR 太田章
- POWER FORCE 木村匡巳
- THE FINAL SIT-UP 戸井田昌教 500回
- GHOST CHAIR 堀井学、清水宏保、井上純一、白幡圭史、宮部保範 1時間

第2回アマチュアスポーツマン大会。前回同様、種目別No.1のみを決定する。この大会では大半がスピードスケート、スキー等冬季スポーツから出場選手が構成された。
BEACH FLAGSでは池谷幸雄が2度目となる決勝進出を果たすも、清水宏保に敗れ、またしても種目別No.1獲得はならなかった。THE TUG-OF-WARでは初出場の吉田秀彦と同じく初出場の太田章が決勝で一騎討ちとなり、激戦の末、吉田秀彦が敗れ、太田章が種目別No.1獲得となった。
最終種目のGHOST CHAIR（サバイバル空気イス）はスピードスケート勢5人が1時間を達成。史上最多5人の種目別No.1獲得となった。今大会、清水宏保が唯一2種目制覇を果たした。

### 第3回（1996年）
(10月2日 21:00-22:54)スポーツマンNo.1決定戦VII 収録会場：東京ベイNKホール
総合順位(8人出場)
| 順位  | 名前                 | P   | 競技・職業                   | 備考                                                       |
| ----- | -------------------- | --- | ---------------------------- | ---------------------------------------------------------- |
| 第1位 | 室伏広治             | 220 | 陸上・ハンマー投             | 2回目の出場                                                |
| 第2位 | 井上悟               | 110 | 陸上・短距離走               | 2回目の出場                                                |
| 第2位 | マーク・クリア       | 110 | 陸上・110mハードル           | アトランタオリンピック陸上110mハードル銀メダリスト         |
| 第4位 | ドノバン・ベイリー   | 100 | 陸上・100m・200m             | アトランタオリンピック陸上100m金メダリスト・世界記録保持者 |
| 第5位 | 山崎一彦             | 080 | 陸上・400mハードル           | アトランタオリンピック陸上400mハードル日本代表             |
| 第6位 | カール・ルイス       | 070 | 陸上・100m・200m・走り幅跳び | アトランタオリンピック陸上走幅跳金メダリスト               |
| 第7位 | アレン・ジョンソン   | 050 | 陸上・110mハードル           | アトランタオリンピック陸上110mハードル金メダリスト         |
| 第8位 | デリック・アドキンス | 020 | 陸上・400mハードル           | アトランタオリンピック陸上400mハードル金メダリスト         |

種目別順位
| BATTLE | 競技名         | 挑戦人数 | No.1           | 記録    | 実況       | 備考                               |
| ------ | -------------- | -------- | -------------- | ------- | ---------- | ---------------------------------- |
| 1st    | POWER FORCE    | 7人      | 室伏広治       |         | 古舘伊知郎 |                                    |
| 2nd    | BEACH FLAGS    | 8人      | 室伏広治       |         | 朝岡聡     |                                    |
| Final  | SHOT-GUN-TOUCH | 8人      | マーク・クリア | 24m60cm | 古舘伊知郎 | マーク・クリア 12m60cm(世界新記録) |

アトランタ五輪体操メダリスト跳び箱選手権・・MONSTER BOX IN　ATLANTA オリンピックスペシャル・・MONSTER BOX World Championship
総合順位(12人出場)
| 順位  | 名前                             | 記録             | 国籍       | 備考                         |
| ----- | -------------------------------- | ---------------- | ---------- | ---------------------------- |
| 第1位 | ヴィタリー・シェルボ             | 22段(世界新記録) | ベラルーシ | 自己記録20段                 |
| 第2位 | ヨー・ホンチュル                 | 21段             | 韓国       | 初挑戦                       |
| 第3位 | デビット・セントピア             | 20段             | アメリカ   | 自己記録21段(世界記録保持者) |
| 第4位 | アレクセイ・ネモフ               | 18段             | ロシア     | 初挑戦                       |
| 第4位 | グリゴリー・ミシューチン         | 18段             | ウクライナ | 初挑戦                       |
| 第6位 | エフゲニー・ポドゴルニ           | 17段             | ロシア     | 初挑戦                       |
| 第7位 | ヴァレリー・ベレンキ             | 16段             | ドイツ     | 初挑戦                       |
| 第7位 | キップ・シモンズ                 | 16段             | アメリカ   | 初挑戦                       |
| 第9位 | 李小双                           | 記録なし         | 中国       | 初挑戦                       |
| 第9位 | アレクサンドル・スベトゥルチーニ | 記録なし         | ウクライナ | 初挑戦                       |
| 第9位 | アンドレアス・ベッカー           | 記録なし         | ドイツ     | 初挑戦                       |
| 第9位 | ユリ・ケキ                       | 棄権             | イタリア   | 初挑戦                       |

この大会では陸上から出場選手が構成され、アマチュア大会で唯一ポイント制が採られた。中でも2回目の出場の室伏広治がBEACH FLAGSでアレン・ジョンソン、ドノバン・ベイリーなどといったトラック競技者に勝利し、No.1獲得。POWER FORCEでもカール・ルイスなどを下し、No.1獲得をして、パワー、スピードの両種目を制覇。総合No.1を獲得した。7年後のプロスポーツマン大会参戦以降も大活躍する事になる。
SHOT-GUN-TOUCHは試技3回制が採用され、成功させた距離の合計によって種目別順位が決められた。井上悟は2回目の試技で当時の世界第2位の記録となる12m20cmを記録した。また井上は種目別順位でも出場選手中唯一1回目と2回目をいずれも成功させ、2回目終了時点で合計23m70cmと2位の合計である12m00cmから大きく引き離した。3回目の試技では、マーク・クリアが当時飯田哲也が記録していた世界記録12m50cmを10cm上回る12m60cmを申告。これを成功させ、世界記録となった。10m00cm以上成功で種目別No.1の井上だったが、さらに10cm上回る12m70cmを申告した。果敢に挑んだが失敗に終わり、この種目はマーク・クリアが制した。
本戦では行われなかったMONSTER BOXでは「アトランタ五輪体操メダリスト跳び箱選手権」と題し、アトランタで開催された。8ヶ国のアトランタ五輪の選手に、世界記録21段のレコードホルダーであるデビット・セントピアを加えた合計12人が出場。16段から試技が開始された。つり輪金メダルのユリ・ケキが棄権、鉄棒金メダルのアンドレアス・ベッカー、個人総合金メダルの李小双が16段失敗で記録なしと金メダリスト勢が早々と脱落となるという波乱の展開で幕を開けた。世界記録21段には3人が進出。初挑戦のヨー・ホンチュルと自己記録20段のヴィタリー・シェルボが共に成功させ、世界新記録の22段に進出。レコードホルダーであるデビット・セントピアは自己記録21段を超えることができず、記録20段で終わる。世界新記録となる22段ではヨー・ホンチュルは失敗したが、ヴィタリー・シェルボが成功し、世界新記録となった。またヴィタリー自身もMONSTER BOXの記録が日本勢(池谷直樹、永澤憲一)に追いつかれたことやアトランタオリンピックで自身のベストに届かない不本意な結果に終わったこと、肩の手術、妻イリーナが交通事故に遭遇など、苦境が続いたが、この大会で記録保持者の座を奪還し、復活した姿を見せた。

## モンスターボックス 公認記録会（2010年）
(1月7日 19:50-22:48)
総合順位(34人出場)
| 順位   | 名前             | 記録     | 職業             | 所属（当時）                           | 備考                                                           |
| ------ | ---------------- | -------- | ---------------- | -------------------------------------- | -------------------------------------------------------------- |
| 第1位  | 大山大和         | 22段     | 体操             | マッスルミュージカル                   | 初挑戦                                                         |
| 第2位  | 池谷直樹         | 21段     | 体操             | ホリプロ                               | 自己記録23段(世界記録保持者)                                   |
| 第3位  | 白井涼           | 20段     | モデル           | アンドリーニ                           | 自己記録16段                                                   |
| 第4位  | 宮﨑大輔         | 19段     | ハンドボール     | アルコベンダス                         | 自己記録20段(プロスポーツマン記録)・プロスポーツマン大会現王者 |
| 第5位  | 北川智規         | 18段     | ラグビー         | 三洋電機ワイルドナイツ                 | 自己記録18段(ラグビー記録)                                     |
| 第5位  | 山田章仁         | 18段     | ラグビー         | ホンダヒート                           | 初挑戦                                                         |
| 第7位  | ワッキー         | 17段     | お笑い芸人       | よしもとクリエイティブ・エージェンシー | 自己記録19段・芸能人サバイバルバトル現王者                     |
| 第7位  | 松雪オラキオ     | 17段     | お笑い芸人       | ニュースタッフプロダクション           | 初挑戦                                                         |
| 第7位  | 松永一哉         | 17段     | 俳優             | アミューズ                             | 初挑戦                                                         |
| 第7位  | 池谷幸雄         | 17段     | 体操             | ホリプロ                               | 自己記録18段                                                   |
| 第7位  | 竹田敏浩         | 17段     | 消防士           | 岐阜県揖斐郡消防組合                   | 初挑戦                                                         |
| 第12位 | 石川雄洋         | 16段     | プロ野球         | 横浜ベイスターズ                       | 初挑戦                                                         |
| 第12位 | 戸田和幸         | 16段     | サッカー         | ザスパ草津                             | 初挑戦                                                         |
| 第12位 | 佐藤公威         | 16段     | バスケットボール | 大分ヒートデビルズ                     | 初挑戦                                                         |
| 第15位 | チロ             | 15段     | お笑い芸人       | ケイダッシュステージ                   | 自己記録16段                                                   |
| 第15位 | 武田テキサス     | 15段     | お笑い芸人       | ニュースタッフプロダクション           | 初挑戦                                                         |
| 第15位 | 伊藤俊亮         | 15段     | バスケットボール | リンク栃木ブレックス                   | 初挑戦                                                         |
| 第15位 | レゼク・ブラニク | 15段     | 体操             | ポーランド代表                         | 初挑戦                                                         |
| 第19位 | 野村将希         | 14段     | 俳優             | サンミュージックプロダクション         | 自己記録17段                                                   |
| 第19位 | 田中浩康         | 14段     | プロ野球         | 東京ヤクルトスワローズ                 | 初挑戦                                                         |
| 第19位 | 山口純           | 14段     | 歌手             | よしもとクリエイティブ・エージェンシー | 初挑戦                                                         |
| 第19位 | 長野誠           | 14段     | 漁師             | タカスイ                               | 初挑戦                                                         |
|        | 國定拓弥         | 13段     | 歌手             | よしもとクリエイティブ・エージェンシー | 初挑戦                                                         |
|        | 三浦力           | 13段     | 俳優             | スターダストプロモーション             | 初挑戦                                                         |
|        | 高智海吏         | 13段     | ハンドボール     | トヨタ車体BRAVE KINGS                  | 初挑戦                                                         |
|        | 山本進悟         | 13段     | ガソリンスタンド | 長谷川サービスステーション             | 初挑戦                                                         |
|        | 榊原徹士         | 12段     | 歌手             | よしもとクリエイティブ・エージェンシー | 初挑戦                                                         |
|        | 関義哉           | 12段     | 歌手             | よしもとクリエイティブ・エージェンシー | 初挑戦                                                         |
|        | 森公平           | 12段     | 歌手             | よしもとクリエイティブ・エージェンシー | 初挑戦                                                         |
|        | 金村義明         | 11段     | プロ野球         | 元西武ライオンズ                       | 初挑戦                                                         |
|        | 宮下純一         | 11段     | 競泳             | ホリプロ                               | 初挑戦                                                         |
|        | 薬師寺保栄       | 記録なし | ボクシング       | サムデイ                               | 自己記録10段                                                   |
|        | 南翔太           | 記録なし | 俳優             | オフィスASOBO                          | 初挑戦                                                         |
|        | 高橋光臣         | 全カット | 俳優             | サイトウルーム                         | 自己記録13段                                                   |

今回は「栄光のスポーツマンNo.1決定戦スペシャル」と題し、MONSTER BOX公認記録会と筋肉番付の総集編が放送された。MONSTER BOX公認記録会では、15段成功が18人、16段成功が14人も出るハイレベルな戦いが展開され、中でも世界記録保持者の池谷直樹、プロスポーツマン大会現王者にして、自己記録20段の宮﨑大輔、自己記録16段だった白井涼、そして初挑戦の大山大和が20段に進出。ここで宮﨑が自己記録を1段下回る記録19段で脱落するが、白井は自己記録を4段も更新し20段を成功させる大躍進を遂げた。これでNo.1争いは池谷と大山の先輩・後輩対決となり、22段1回目を大山と池谷共に失敗し、2回目で大山は修正したが、池谷は失敗。No.1を確定し23段の世界記録に挑んだ大山であったが、体こそ触れてはいなかったものの、体が左に傾き失格の裁定。史上5人目の世界記録保持者にはなれなかった。池谷はこの種目において、2003年に開催された、跳び箱世界一決定戦以来となる敗北を喫した。
芸能人サバイバルバトル現王者のワッキーは、記録17段で今回も自己記録には届かず。更に今大会は、2年前の「出場権獲得バスツアー」でコロッセオ出場を逃した、お笑いコンビ弾丸ジャッキーが念願の初出場。その松雪オラキオも17段を成功した為、ワッキーは後輩にも並ばれてしまう事になった。更に番組創世期にこの種目で活躍した、池谷幸雄も14年ぶりの出場で、弟の直樹と久々の兄弟揃い踏み。自己記録を1段下回る記録17段で終えた。そして、芸能人サバイバルバトル皆勤賞の野村将希は、57歳にして14段を記録した。
今大会は、プロスポーツ選手、芸能人に加え、SASUKEオールスターズから長野誠、山本進悟、竹田敏浩が初参戦し、一般人初のMONSTER BOX挑戦が実現。山本は記録13段、長野は記録14段に終わるが、竹田が17段をクリアする大健闘を見せた。
現時点で、この大会がこのシリーズの最後の大会となっている。